# Lohne (Oldenburg)
Lohne (Oldenburg) ist ein Mittelzentrum und die zweitgrößte Stadt im Landkreis Vechta im westlichen Niedersachsen. Lohne ist einer der ältesten Industriestandorte im Oldenburger Münsterland. Seit 1994 gehört Lohne dem Städtequartett an, zu dem sich die Städte Damme, Diepholz, Lohne und Vechta zusammengeschlossen haben.

## Geographie

### Geographische Lage

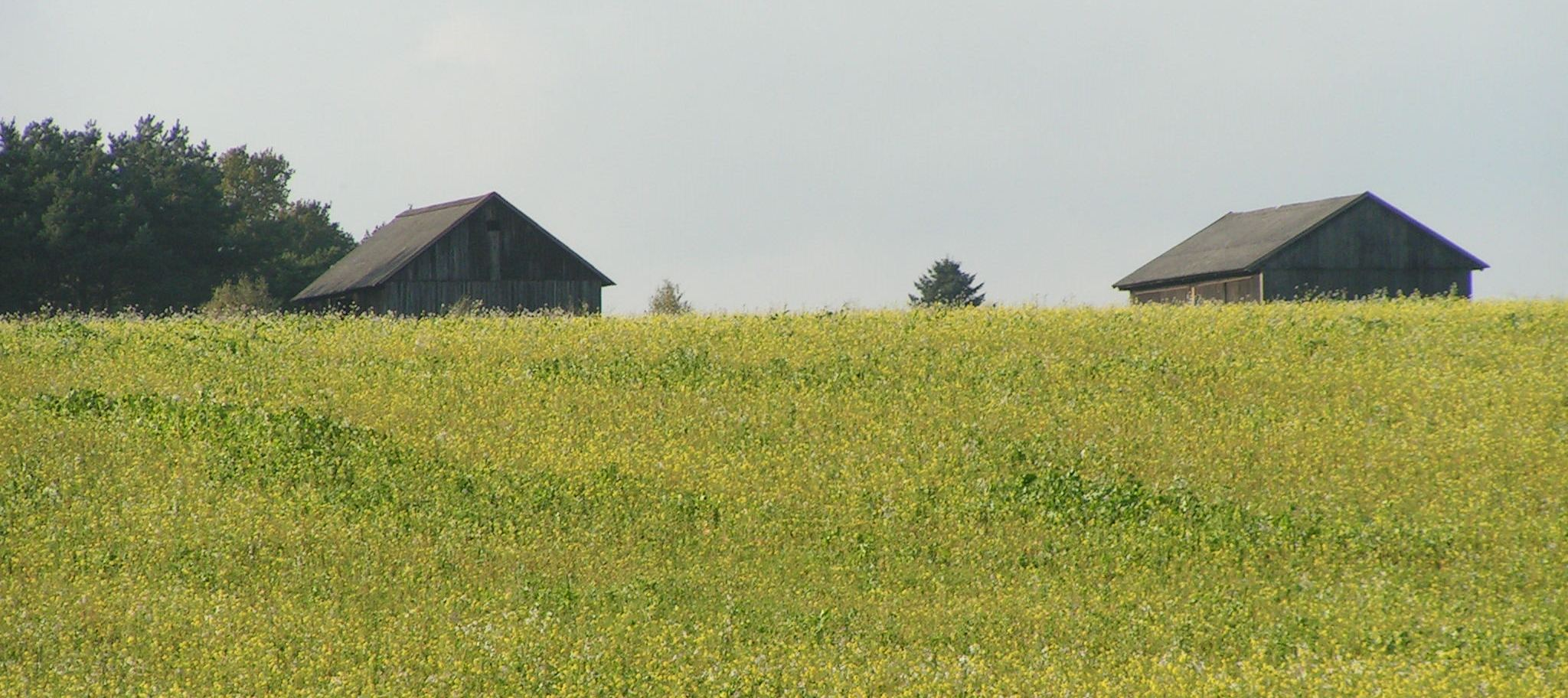
Geestrücken in Ehrendorf, vom Pickerweg aus betrachtet

Lohne liegt im Oldenburger Münsterland zwischen Oldenburg im Norden und Osnabrück im Süden. Durch das Lohner Stadtgebiet verläuft von Süden nach Norden zwischen dem Einzugsgebiet der Hunte und damit der Weser im Osten und dem Einzugsgebiet der Hase und damit der Ems im Westen die Weser-Ems-Wasserscheide. Gebildet wird sie durch einen Geestrücken, der als Ausläufer der Dammer Berge östlich des geschlossenen Siedlungsgebiets Lohnes liegt. Weiter östlich schließt sich eine Moorlandschaft an, im Westen fällt das Gelände in die Vechtaer Mark im Norden und in das Quakenbrücker Becken, ein großes Niederungsgebiet, im Süden Lohnes ab. In Richtung Hase wird Lohne im Wesentlichen über den Hopener Mühlenbach und den Bokerner Bach bzw. die Aue, in Richtung Hunte über die Dadau entwässert.

### Zuordnung zu Naturräumen
Der größte Teil Lohnes ist der Naturräumlichen Haupteinheit Bersenbrücker Land (585) zugeordnet. Der Geestrücken gehört zum Naturraum 585.03 (Dammer Berge), der Nordwesten Lohnes zum Naturraum 585.14 (Vechtaer Mark). Der Südwesten Lohnes ist Teil des Naturraums 585.10 (Artland), von dem das Dinklager Becken den Ostteil bildet.
Der Osten Lohnes ist der Naturräumlichen Haupteinheit Diepholzer Moorniederung (584) und damit, wie auch das Bersenbrücker Land, der Dümmer-Geest-Niederung (58) zugeordnet.

### Geschützte Gebiete und Einzelobjekte

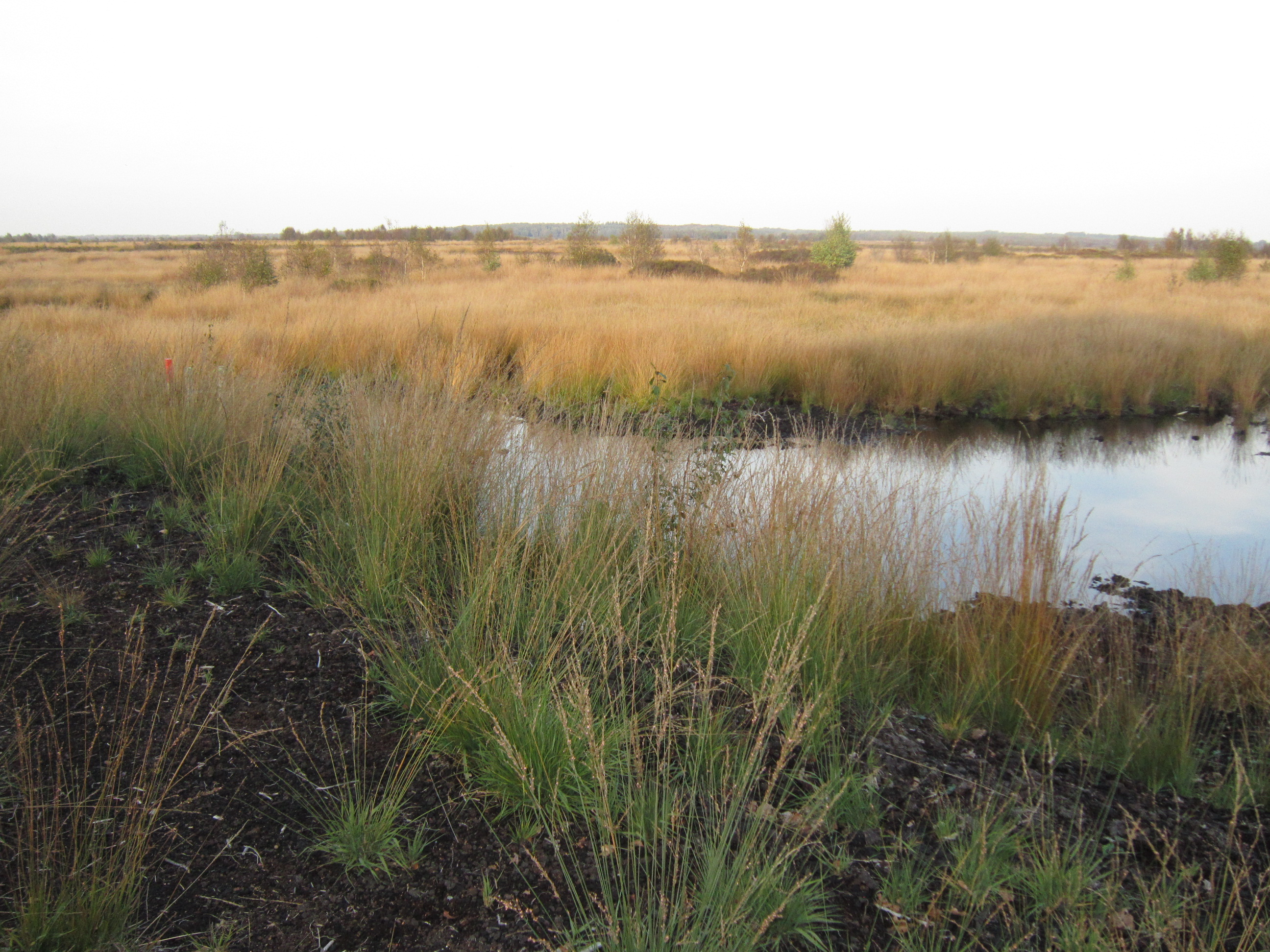
Naturschutzgebiet Südlohner Moor

#### Naturschutzgebiete

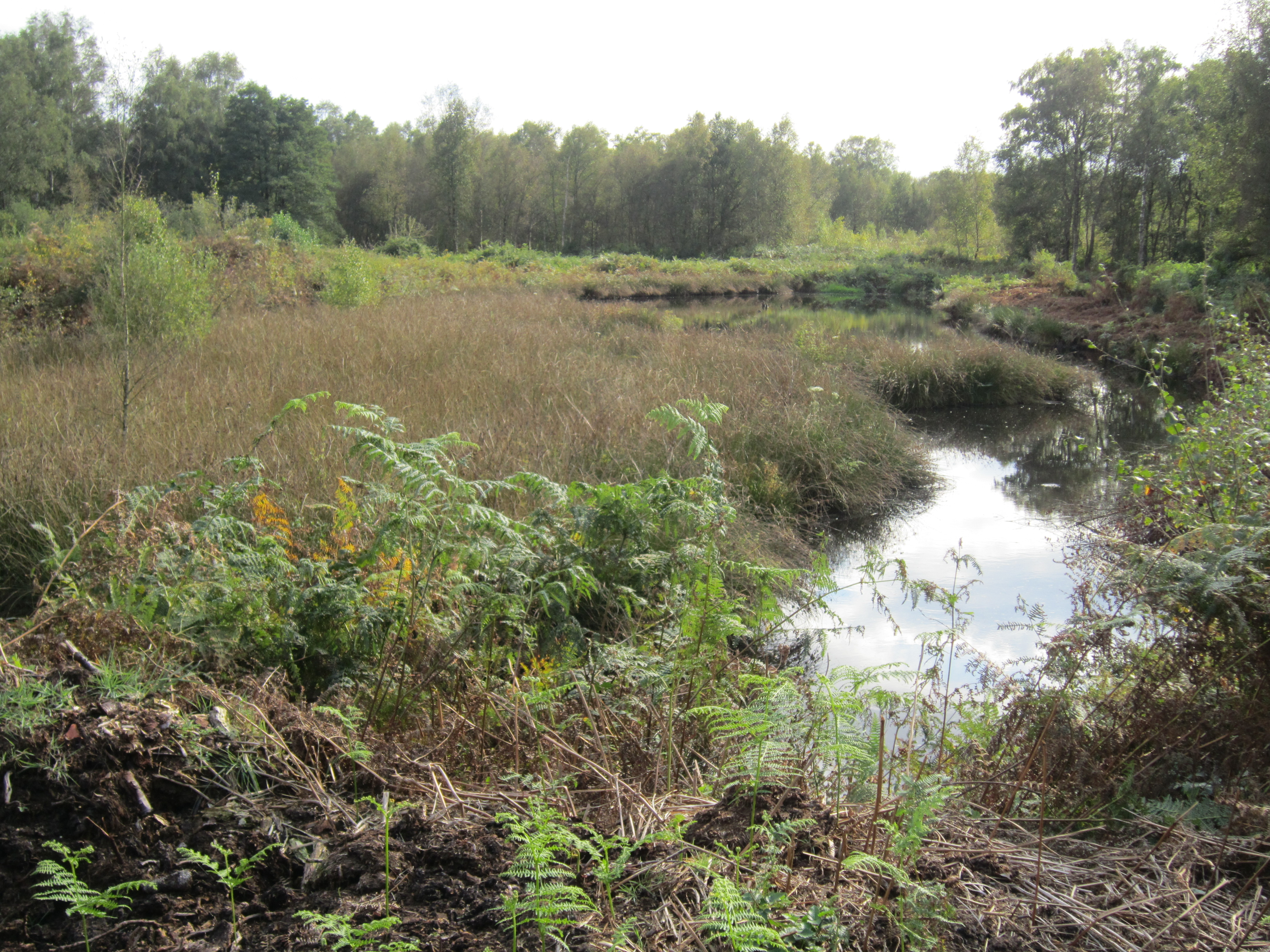
Im Kroger Teil des NSG Steinfelder Moor

Das Südlohner Moor (NSG WE 174) ist seit 1986 unter Naturschutz gestellt. Torfwerke dürfen allerdings auf der Grundlage des § 4 Absatz 1b des Verordnungstextes zum Naturschutzgebiet „Südlohner Moor“ vom 18. Juli 1986 bis zum Ablauf ihrer Abbaugenehmigung weiterhin Torf abbauen.
Im Osten der Stadt befinden sich zwei große Moore, das Brägeler Moor und das Südlohner Moor, die sich bis zur Grenze zum Landkreis Diepholz erstrecken.
Der kleinere nördliche Teil des ebenfalls an der Grenze zum Landkreis Diepholz gelegenen Steinfelder Moores, das seit 2007 ebenfalls unter Naturschutz gestellt ist (NSG WE 175), befindet sich auf dem Gebiet der Stadt Lohne. Er liegt südlich der Bundesstraße 214 in Kroge-Ehrendorf.
Im äußersten Westen, an die Bundesautobahn A 1 unmittelbar westlich angrenzend, hat Lohne einen geringen Anteil am Naturschutzgebiet Burgwald Dinklage (NSG WE 291, bestehend seit 2017).

#### Landschaftsschutzgebiete

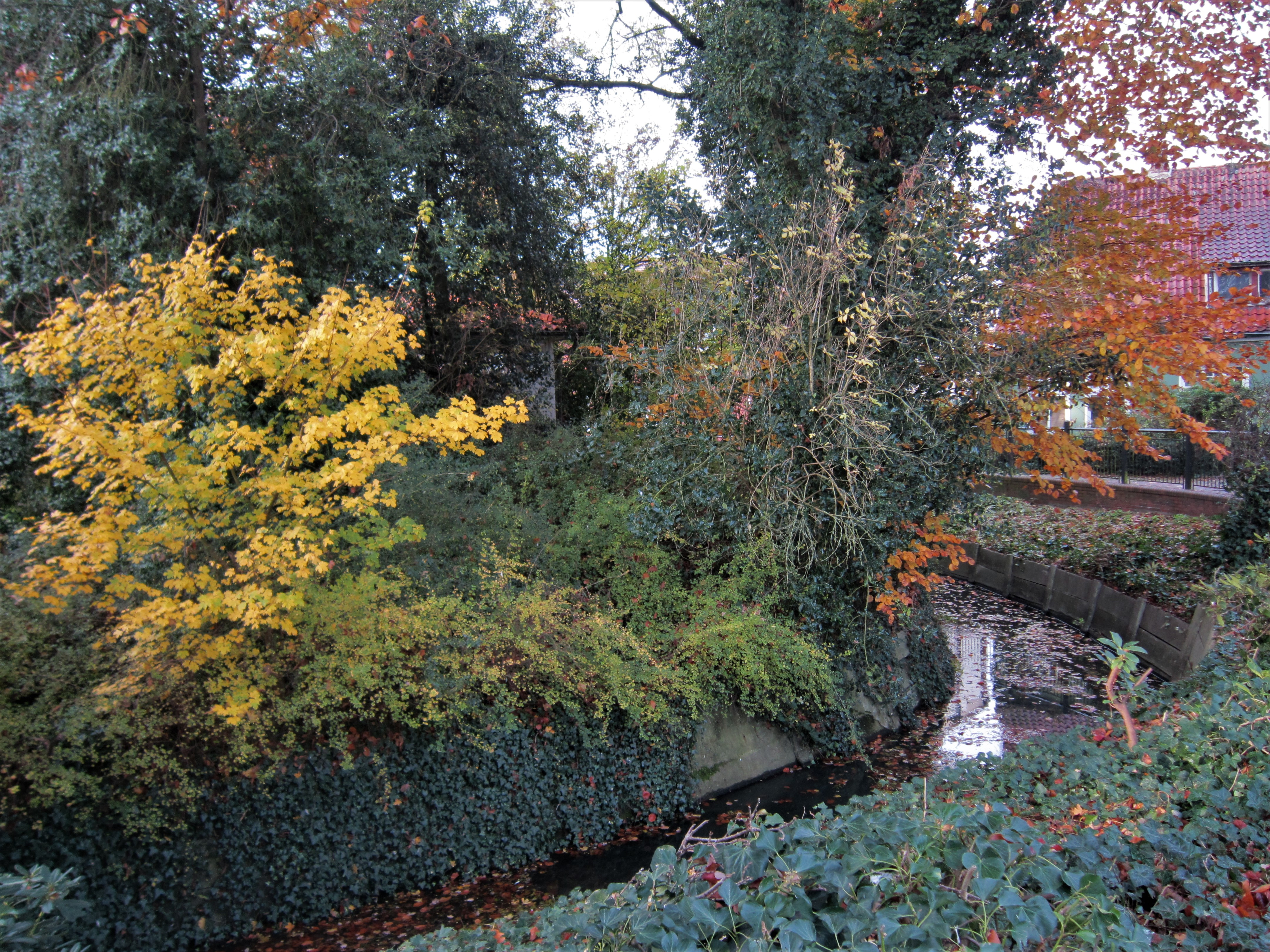
Unter Landschaftsschutz stehender Wassergraben des Pastorats St. Gertrud

Darüber hinaus stehen auf dem Gebiet der Stadt Lohne fünfzehn Flächen unter Landschaftsschutz:
- der Lohner Abschnitt des LSG VEC 00072 („Geestrücken mit seinen bewaldeten Gebieten zwischen Vechta und Steinfeld“, bestehend seit 1986)
- der Lohner Teil des LSG VEC 00049 („Burg Dinklage“, bestehend seit 1983)
- der Lohner Teil des LSG VEC 00075 („Bockhorster Moor, Wilder Pool, Märschendorfer Teiche“, bestehend seit 1984)
- das LSG VEC 00050 („Klövekorns Helle“, bestehend seit 1937)
- das LSG VEC 00051 („Wassergraben um das Pastorat Lohne“, bestehend seit 1937)
- das LSG VEC 00052 („Waldgebiet um Gut Hopen“, bestehend seit 1937)
- das LSG VEC 00053 („Burggraben und Wald bei Haus Brettberg“, bestehend seit 1937)
- das LSG VEC 00054 („Bachlauf mit Steilufer“ westlich der Steinfelder Straße in Südlohne, bestehend seit 1937)
- das LSG VEC 00055 („Bruchwald“ südlich der Zerhusener Straße, bestehend seit 1937)
- das LSG VEC 00056 („Unregelmäßig breiter Wall“ südwestlich der Märschendorfer Straße, bestehend seit 1937)
- das LSG VEC 00057 („Waldbestand ‚Im Fange‘“, bestehend seit 1937)
- das LSG VEC 00061 („Mühlenteich Lohne“, bestehend seit 1955)
- das LSG VEC 00062 („Mühlenteich Krimpenforter Mühle“, bestehend seit 1937)
- das LSG VEC 00066 („Klün-Pott“, bestehend seit 1955)
- das LSG VEC 00072 („Geestrücken mit seinen bewaldeten Gebieten“, bestehend seit 1986)

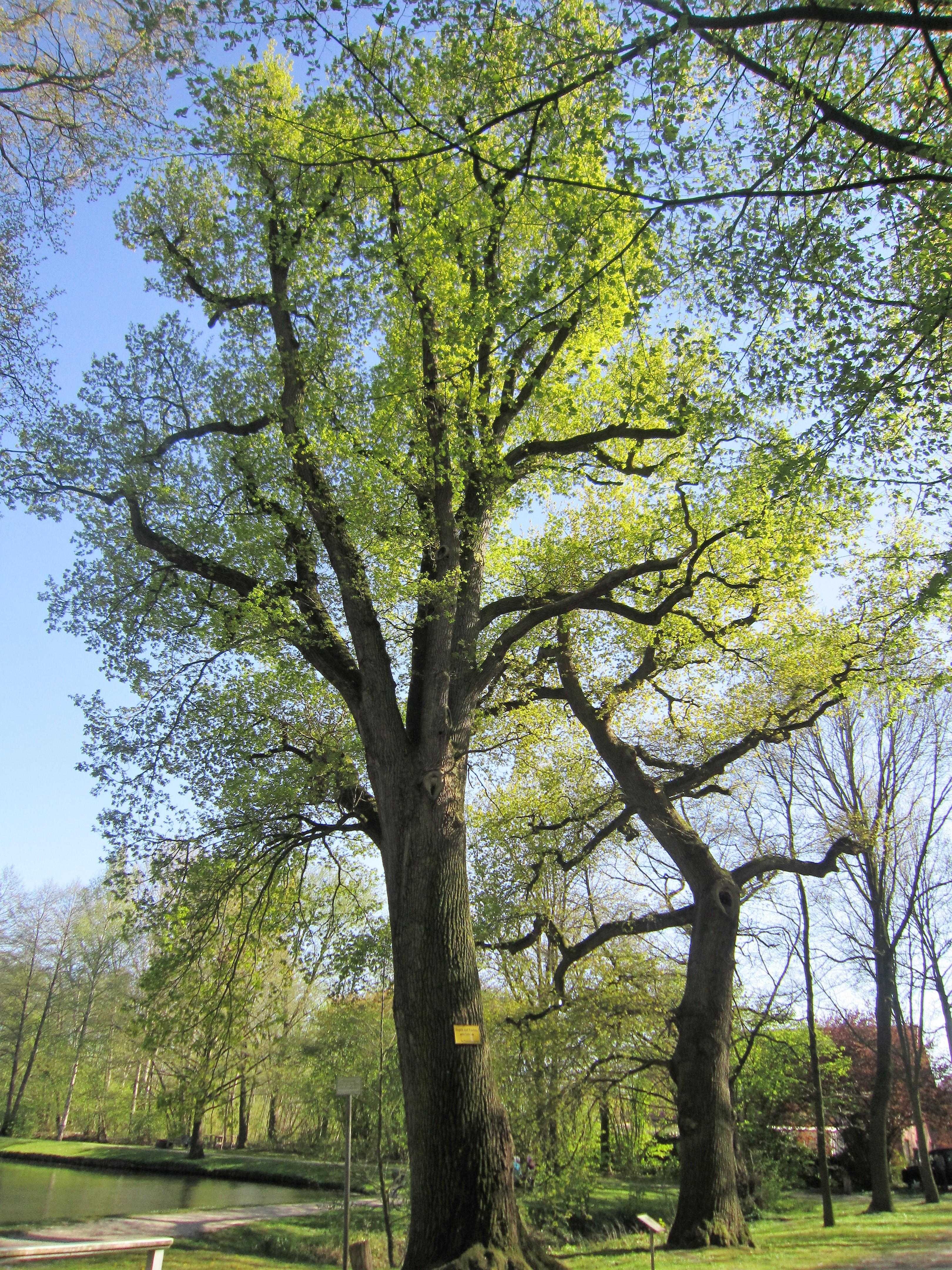
Zwei Stieleichen am Teich bei Burg Hopen

#### Naturdenkmale
Die Liste der Naturdenkmale im Landkreis Vechta führt sechs Standorte in Lohne an. Als Naturdenkmale geschützt sind vier Eichen, eine Linde, zwei Standorte mit Trunkelbeeren und eine Wallhecke mit Königsfarn. Zwei Standorte befinden sich südlich der Burg Hopen, ebenfalls zwei Standorte in Bokern und je ein Standort in Zerhusen und Südlohne. Unbelebte Objekte in der Stadt Lohne sind (bislang noch) nicht offiziell als Naturdenkmal oder Geotop eingestuft.

#### Bürger-Klimapark

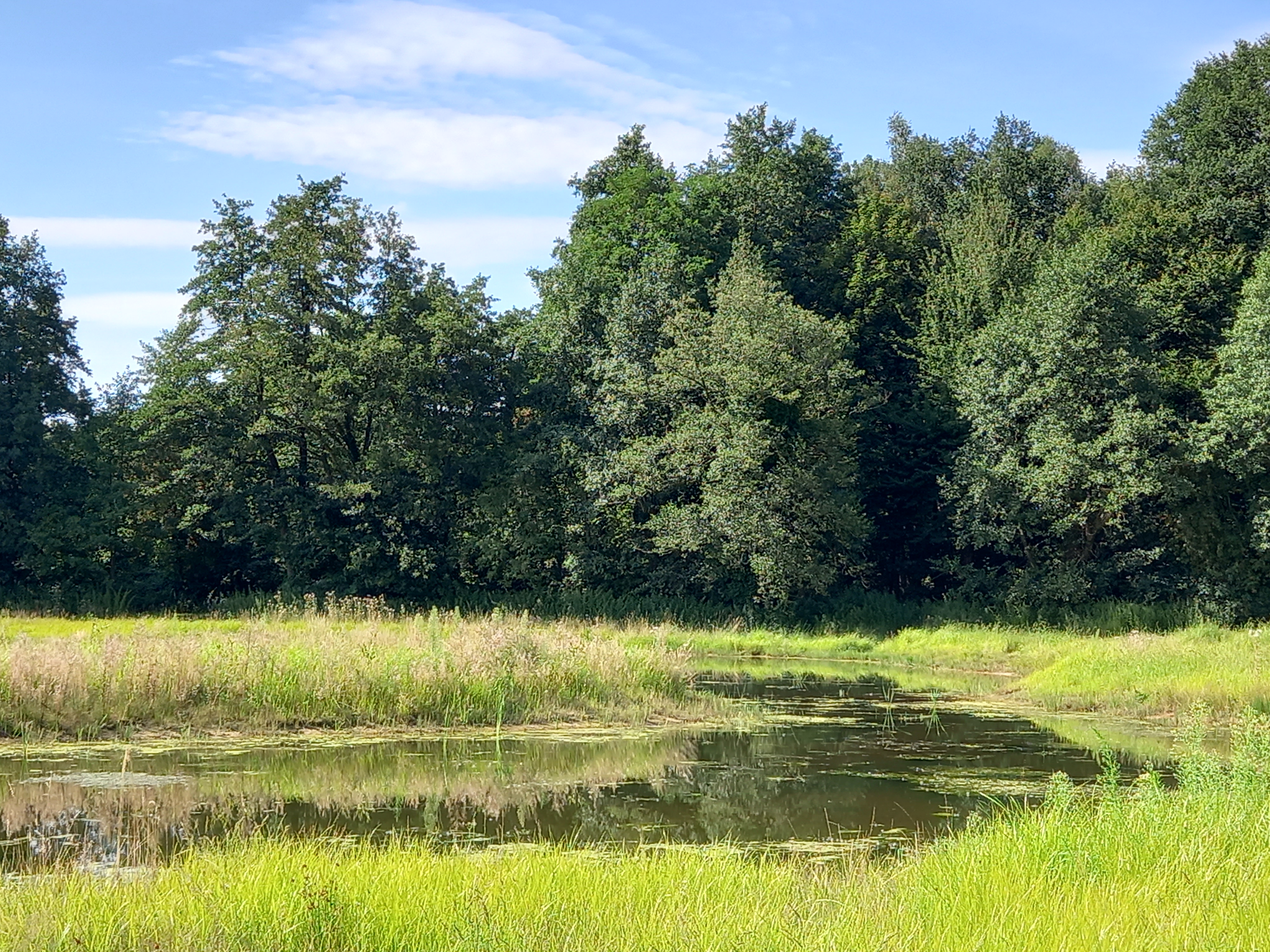
Bürger-Klimapark südlich des Runenbrocks und des Hopener Burgwalds (Ausbaustand Juli 2024)

Im Rahmen des Bundesförderprogramms „Anpassung urbaner Räume an den Klimawandel“ entsteht südlich der Fischteiche im Runenbrock und des Hopener Burgwalds sowie südwestlich der Bahnstrecke Delmenhorst–Hesepe ein 7,3 ha großer Bürger-Klimapark. Das Bundesinstitut für Bau-, Stadt- und Raumforschung (BBSR) förderte die Stadt Lohne bis Ende 2024 mit rund 500.000 Euro bei der Errichtung des Parks. Die Stadt Lohne trägt einen Eigenanteil von gut 50.000 Euro.
Ziel des Bürger-Klimaparks ist es den Projektverantwortlichen zufolge, das Gebiet „zu einem vielfältigen, natürlichen Lern- und Erfahrungsraum zu entwickeln, das Klima-Lernen ermöglicht und zu Klima-Handeln anregt.“ Der Basisplan sieht vor, das Areal am Rande des Hopener Waldes in Bereiche für Wald, Wasser und Wiese aufzuteilen. Den Besuchern sollen hier Wissen über den Klimaschutz und den Klimawandel sowie geeignete Handlungsoptionen vorgestellt werden.

### Nachbargemeinden
Nachbargemeinden sind, beginnend von Norden im Uhrzeigersinn:-
- die Stadt Vechta (Landkreis Vechta)
- die Stadt Diepholz (Landkreis Diepholz)
- die Gemeinde Steinfeld (Landkreis Vechta)
- die Gemeinde Holdorf (Landkreis Vechta)
- die Stadt Dinklage (Landkreis Vechta)
- die Gemeinde Bakum (Landkreis Vechta)

| Bakum (9 km)    | Vechta (8 km)    | Diepholz (12 km) |
| Dinklage (8 km) |                  | Diepholz (12 km) |
| Holdorf (11 km) | Steinfeld (9 km) | Diepholz (12 km) |

Die Entfernungsangaben beziehen sich auf die Entfernung bis zum Ortszentrum.

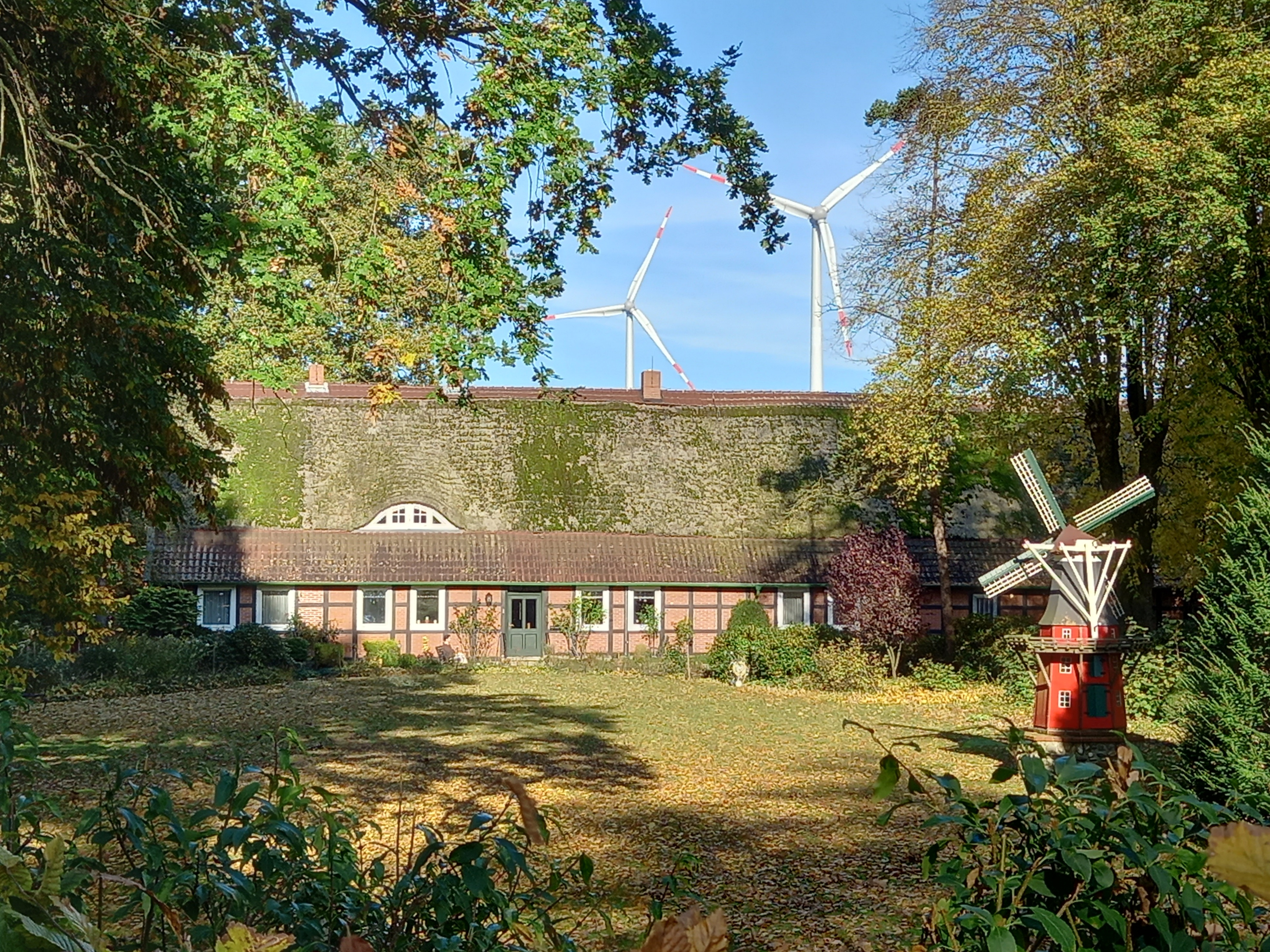
Denkmalgeschützte Hofstelle Schockemöhle in Krimpenfort

### Stadtteile
Lohne hat folgende  Stadtteile:
| - Bokern Ost - Bokern West - Brägel - Brettberg | - Brockdorf - Hamberg - Hopen - Krimpenfort | - Kroge-Ehrendorf - Lerchental - Lohnerwiesen - Märschendorf | - Meyerfelde - Moorkamp - Mühlenkamp - Nordlohne | - Rießel - Schellohne - Südlohne - Voßberg | - Vulhop - Wichel - Zentrum - Zerhusen |

## Klima
In Lohne herrscht ein durch feuchte Nordwestwinde von der Nordsee beeinflusstes gemäßigtes Seeklima mit milden Wintern, warmen Sommern und ganzjährig gleichmäßig verteilten, mäßigen Niederschlägen. Die Sommer sind häufig trocken und sonnig, während im Winter gelegentlich Schnee fällt.
Im Jahre 2023 betrug die durchschnittliche Temperatur 11,2 °C. Sie ist tendenziell steigend. Sie betrug in den letzten zehn Jahren durchschnittlich 10,6 °C und in den letzten 100 Jahren waren es durchschnittlich 9,2 °C.
Zwischen Mai und August kann mit durchschnittlich 20–25 Sommertagen (klimatologische Bezeichnung für Tage, an denen die Maximaltemperatur 25 °C übersteigt) gerechnet werden.
Es gibt je nach Messmethode und Definition durchschnittlich etwa 1627–2275 Sonnenstunden pro Jahr.
Es fällt jährlich ca. 700 mm Niederschlag.

## Geschichte

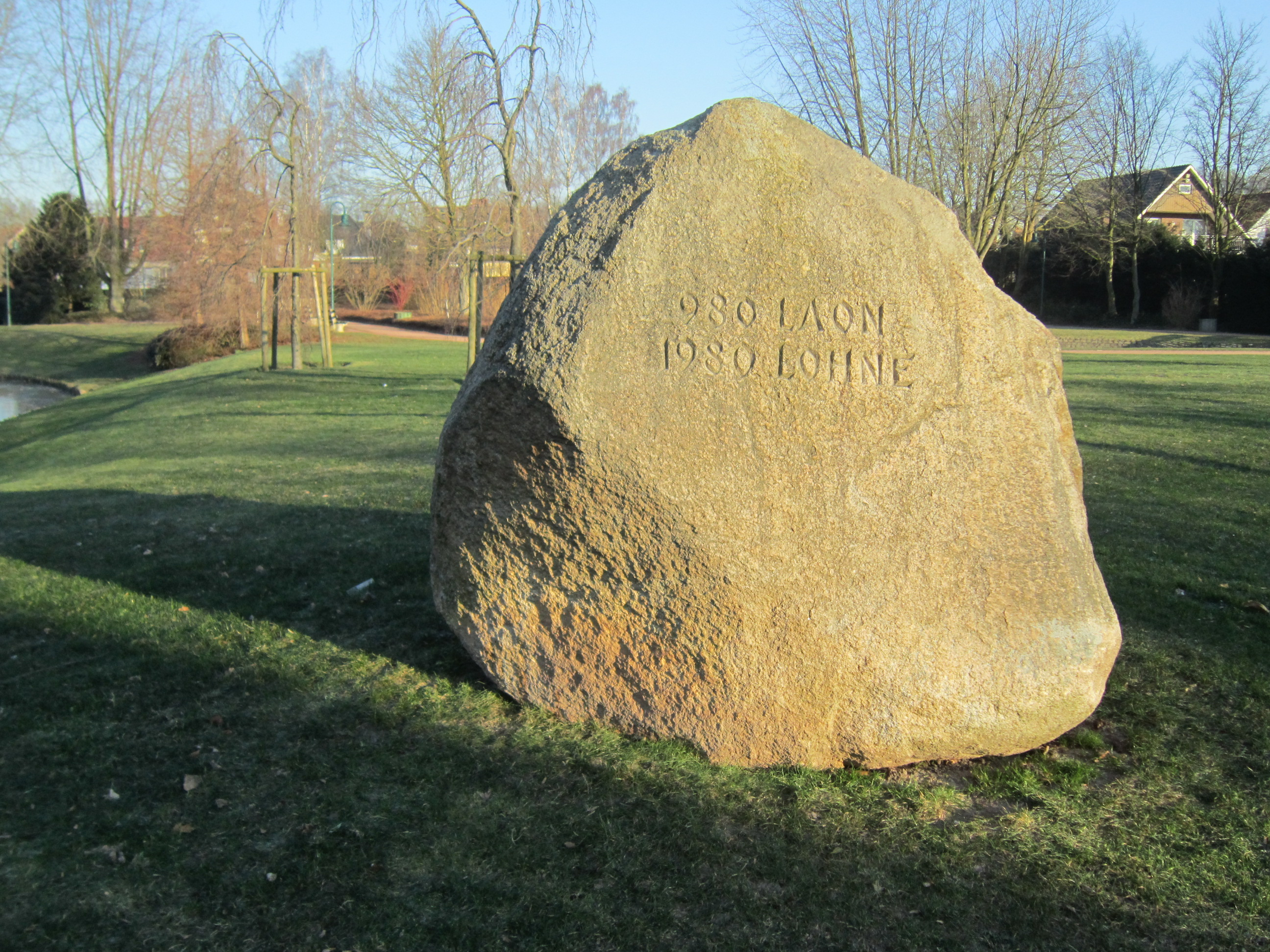
„Lohner Stein“ im Stadtpark

### Mittelalter und Frühe Neuzeit
Nachdem ab 780 n. Chr. von Karl dem Großen neun Missionssprengel zur Christianisierung der unterworfenen Sachsen errichtet worden waren, wurden von der Missionszelle Visbek aus durch Abt Gerbert Castus – den Apostel des Oldenburger Münsterlandes – die ersten Kirchengemeinden in der Umgebung gegründet. Erste urkundliche Erwähnung der Lohner Pfarrei als „parochia Lon prope Vechtam“ erfolgte 1188. Die Pfarrei Lohne, neben Damme die älteste Kirche des Dersagaus, wurde wahrscheinlich bereits in karolingischer Zeit gegründet. Dies ist aber nicht schriftlich belegt. Beide Kirchen gehören bis 1668 kirchlich zum Bistum Osnabrück.
Erstmals urkundlich erwähnt wurde Lohne im Jahr 980, damals noch unter der Bezeichnung „Laon“. Eine nicht sicher lokalisierte Lohnburg wurde 1188 im Lehnsregister des Grafen von Dale erwähnt. Die äußeren Grenzen der heutigen Stadt Lohne und damit ihre Größe (90,48 km²) wurden 1827 zum letzten Mal verändert. Von 1672 bis 1827 gehörte die gesamte Bauerschaft Brockdorf zur Herrlichkeit Dinklage und gelangte unter die Gerichtshoheit der auf der Burg Dinklage ansässigen Familie von Galen.

### 19. Jahrhundert

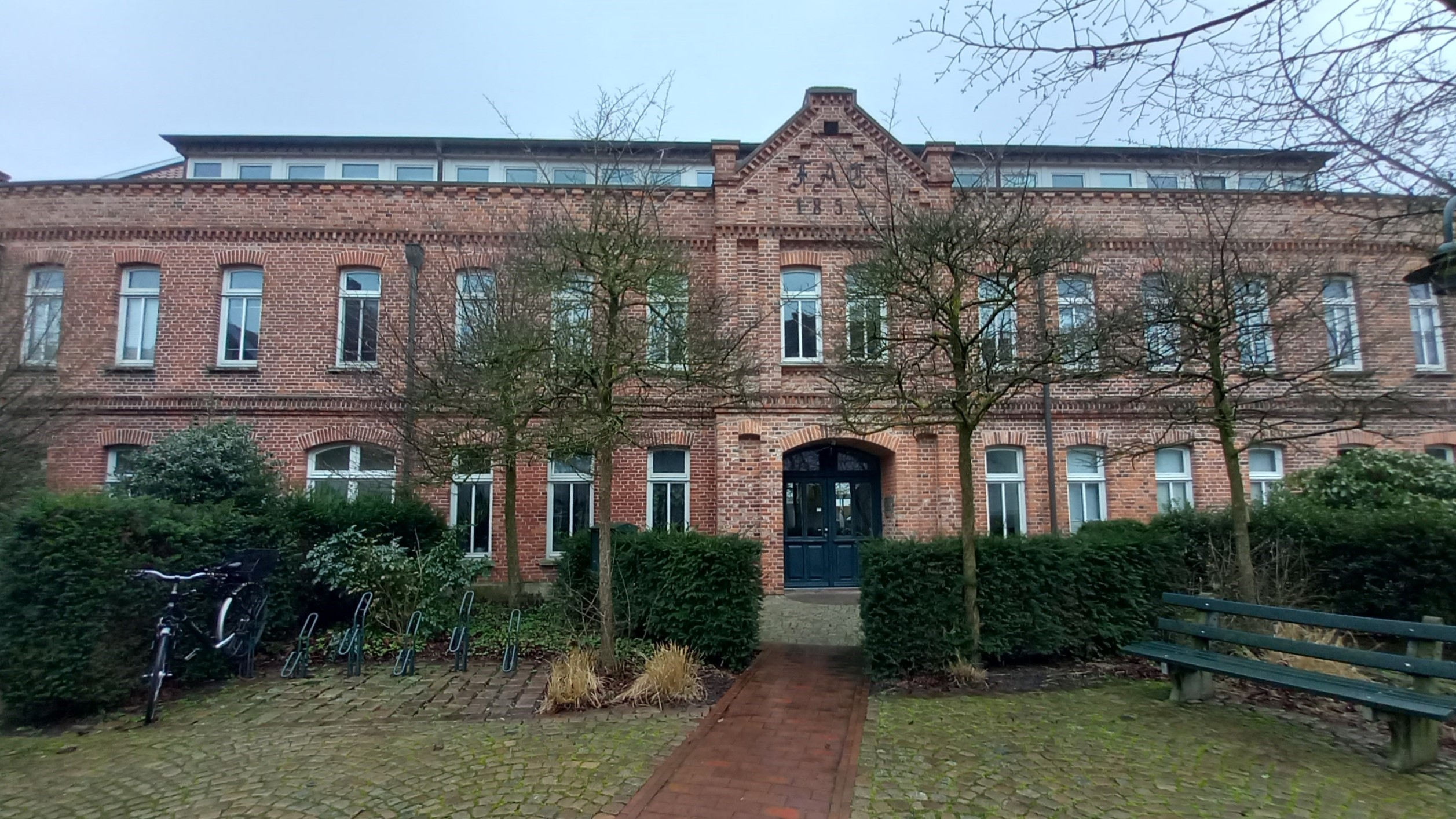
Im Jahr 1866 errichtetes Gebäude der ehemaligen Zigarettenfabrik Clodius

Bereits relativ früh begann in Lohne die Entwicklung zum Industriestandort. Die Gänsezuchtbetriebe, vor allem in Brockdorf, lieferten seit 1801 das Rohmaterial für die Produktion von Schreibfedern, von denen 1840 bereits 50.000 in Lohne hergestellt wurden. Auch die Herstellung von Pinseln und Bürsten wurde durch die intensive Tierhaltung in Lohne erleichtert. 1842 wurde in Lohne die Korkenproduktion aufgenommen. Aus dieser Branche entwickelte sich die heute in Lohne dominante Kunststoffindustrie.

### 20. und 21. Jahrhundert
Im Jahr 1907 wurde Lohne in eine 4,54 km² große Stadtgemeinde und eine 85,94 km² große Landgemeinde aufgeteilt. Zeitgleich mit dieser Aufteilung wurde das Zentrum Lohnes zur Stadt erhoben. 1933 wurde zu Lasten der Landgemeinde die Stadtgemeinde erweitert. 1937 erfolgte die Zusammenlegung von Stadt und Landgemeinde zur Stadt Lohne.
Einen kräftiges Wachstumsschub erfuhr die Einwohnerzahl der Stadt Lohne nach dem Zweiten Weltkrieg. Allein 1946 wurden ca. 900 Heimatvertriebene in Lohne angesiedelt, von denen ein Großteil der evangelischen Konfession angehörte.
Von 1963 bis 1994 war Lohne Garnison: Die 4. Batterie (ab 1988 „Staffel“ genannt) des Flugabwehrraketen-Bataillons 25 der Bundeswehr war im Brägeler Moor stationiert; die zugehörige Kaserne, seit 1979 offiziell „Kaserne an den Landwehren“ genannt, befand sich am Bergweg. Die Staffel wurde 1994 nach Ahlhorn verlegt und 2005 endgültig aufgelöst. Die Kaserne in Lohne wird heute zivil genutzt. In der Stellung Lohne waren von 1963 bis 1979 atomare Flugabwehrraketen vom Typ Nike stationiert. An Atomsprengköpfen waren zwei Versionen verfügbar. Die kleinere mit der Bezeichnung B-XS hatte eine Sprengkraft von 2 Kilotonnen. Die größere B-XL besaß ursprünglich 40 kT Sprengkraft. Letztere wurden in den 1970er Jahren gegen Sprengköpfe zu je 20 kT ausgetauscht. Maximal waren je Stellung zehn Nuklear-Sprengköpfe vorhanden, acht mit der Stärke XS mit 2 Kilotonnen und zwei XL mit 40/20 Kilotonnen Sprengkraft.
1966 kamen die ersten Arbeitsmigranten aus der Türkei (überwiegend aus der Provinz Amasya) nach Lohne. Sie wurde von Torfwerken eingestellt. Auch ihre Frauen wirkten bei der schweren körperlichen Arbeit in den Lohner Mooren mit. Von diesen „Pionieren“ und ihren nachgereisten Angehörigen stammen die meisten Türkeistämmigen ab, die heute in Lohne wohnen.
Um die Arbeitsmigranten zu ehren, die ab 1966 in den Mooren im Osten Lohnes eingesetzt wurden, wurde 2020 im Lohner Stadtpark die Bronzeskulptur „Zwei Moorarbeiter“ von Bernd Maro aufgestellt.
Im März 2016 wurde auf einem Acker in Kroge ein 2,50 Meter breiter, 3,60 Meter langer und 30 Tonnen schwerer Granitgneis-Findling geborgen. Der Riesenstein gehört zu den größten Findlingen im nordwestlichen Niedersachsen und wird deshalb vom Niedersächsischen Landesamt für Bergbau, Energie und Geologie (LBEG) als schutzwürdiges Naturdenkmal eingestuft. Der Findling wird an der Grundschule in Kroge präsentiert. Am 30. Mai 2016 erhielt der Stein offiziell den Namen „Alter Schwede“.

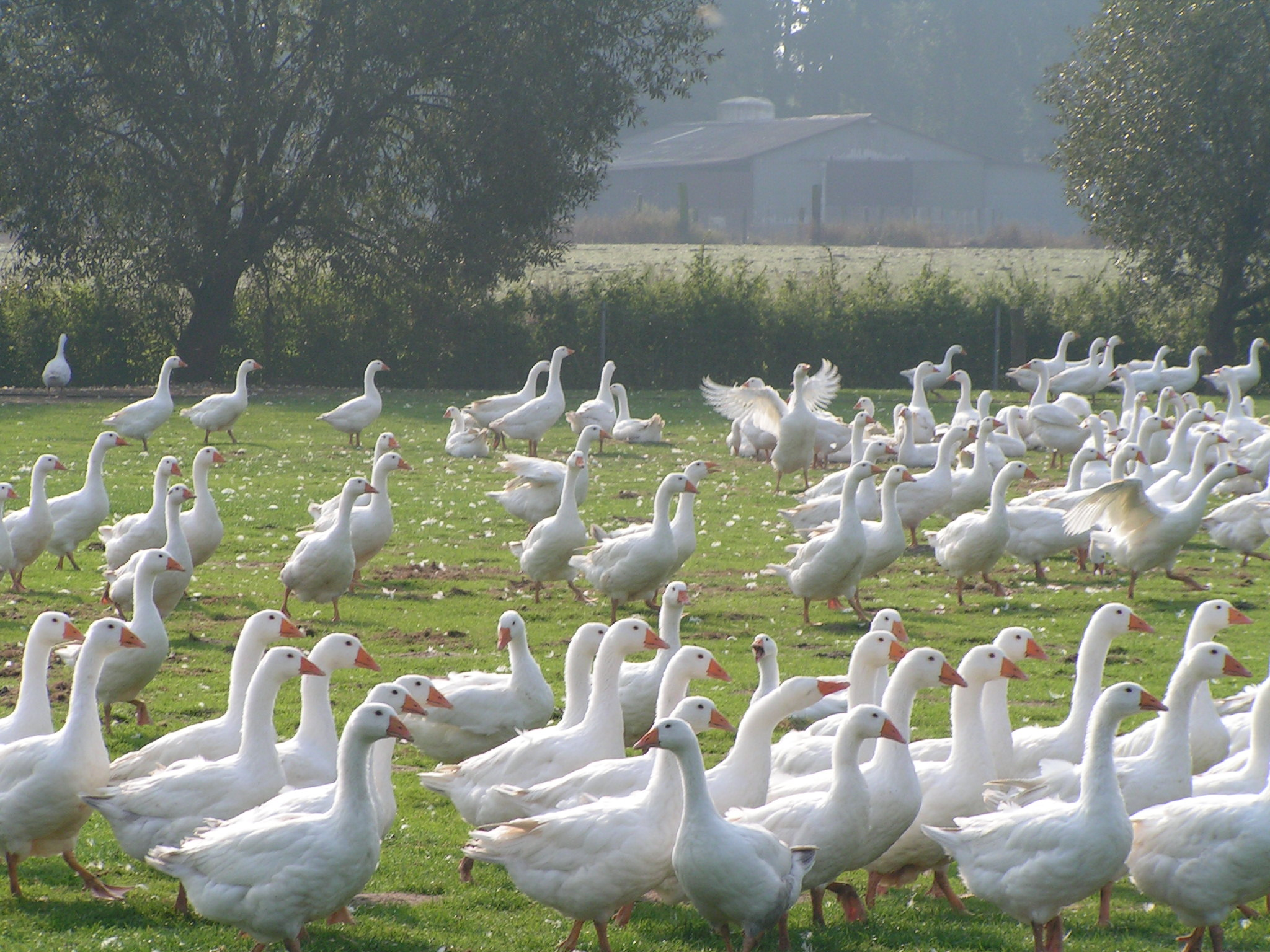
Gänsezucht in Brockdorf
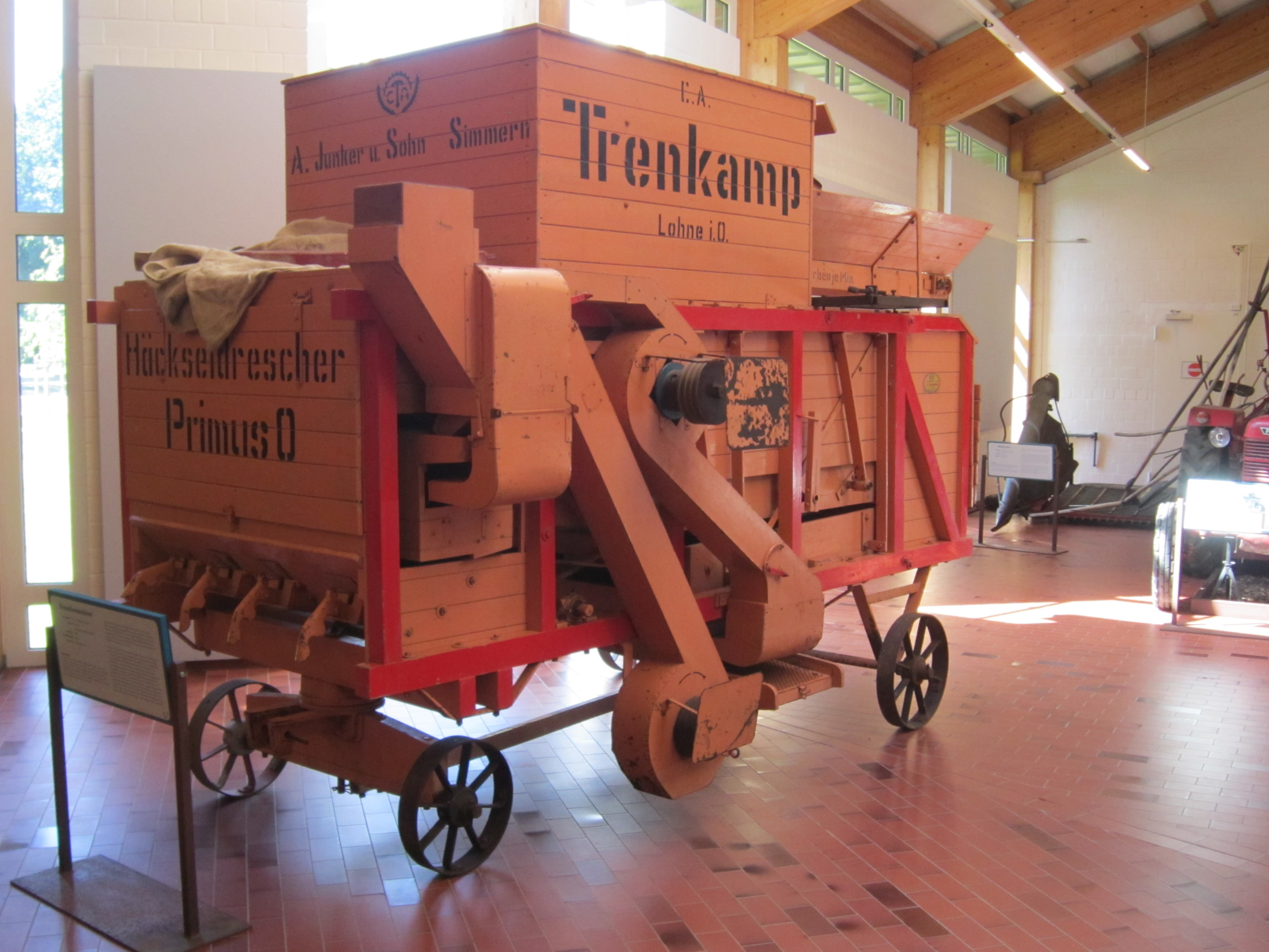
Häckseldrescher Primus 0 (Baujahr 1958) der Lohner Firma Trenkamp, ausgestellt im Museumsdorf Cloppenburg
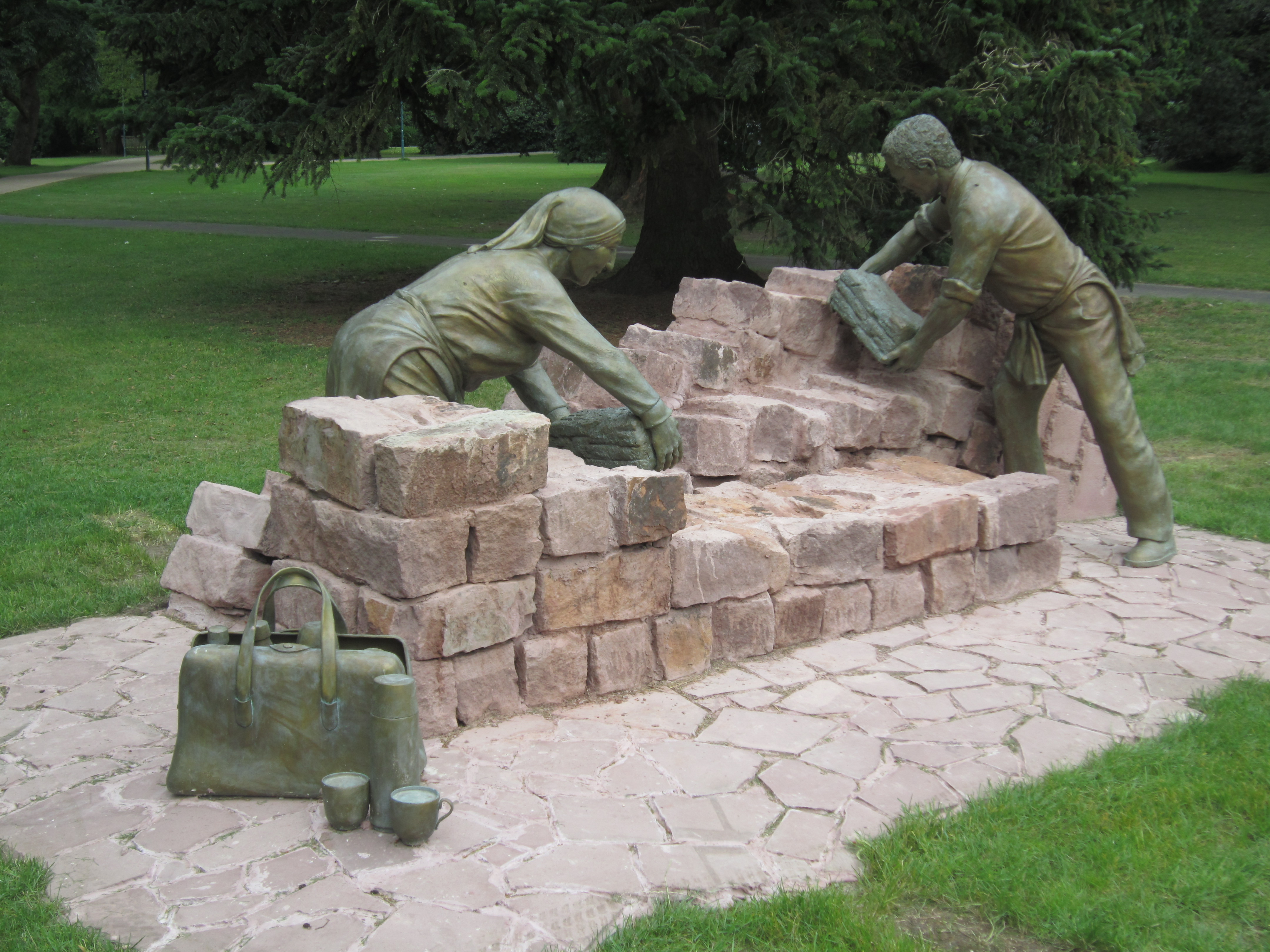
Bronzeskulptur „Zwei Moorarbeiter“ im Lohner Stadtpark
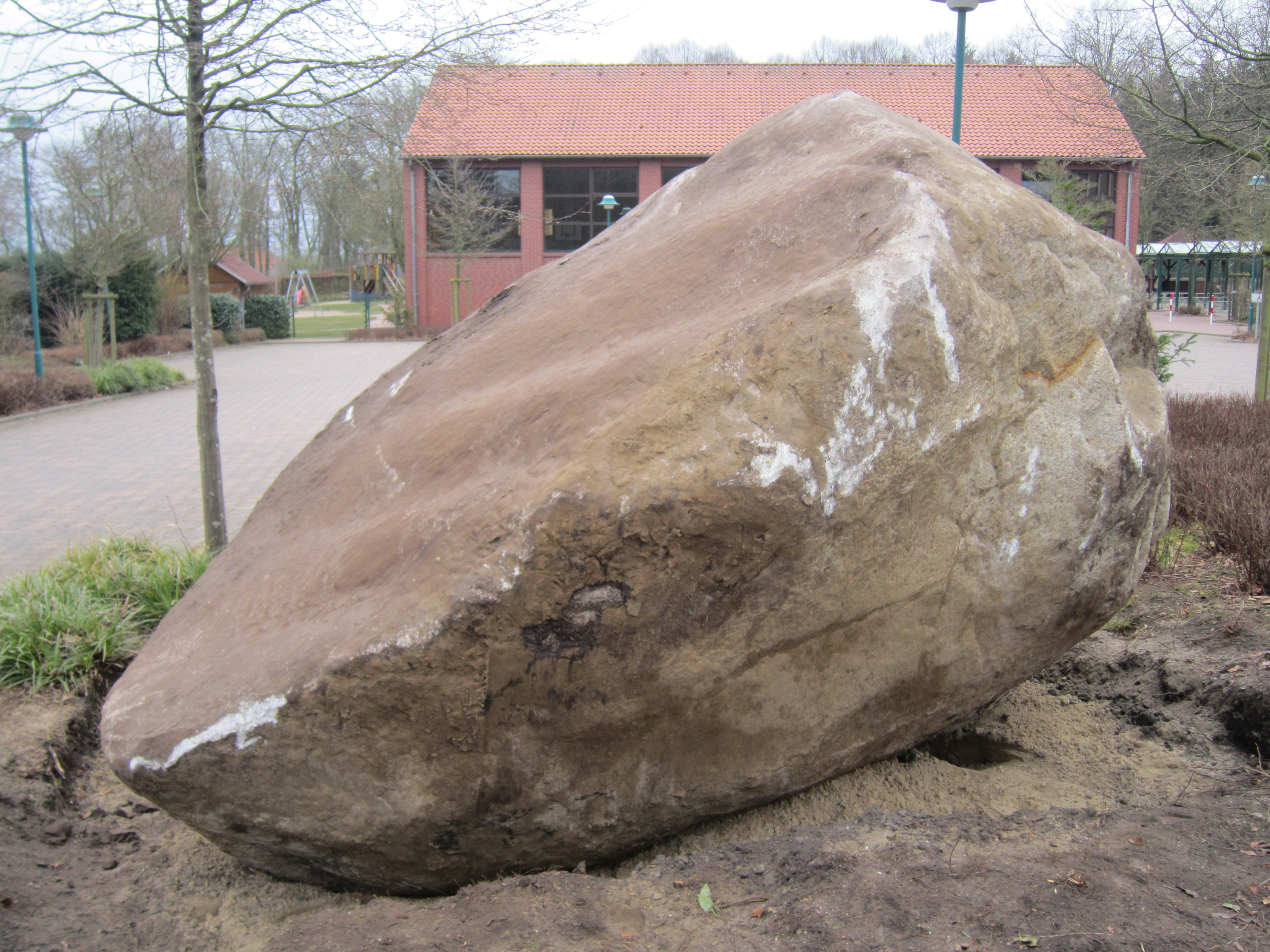
„Alter Schwede“, großer Findling in Kroge
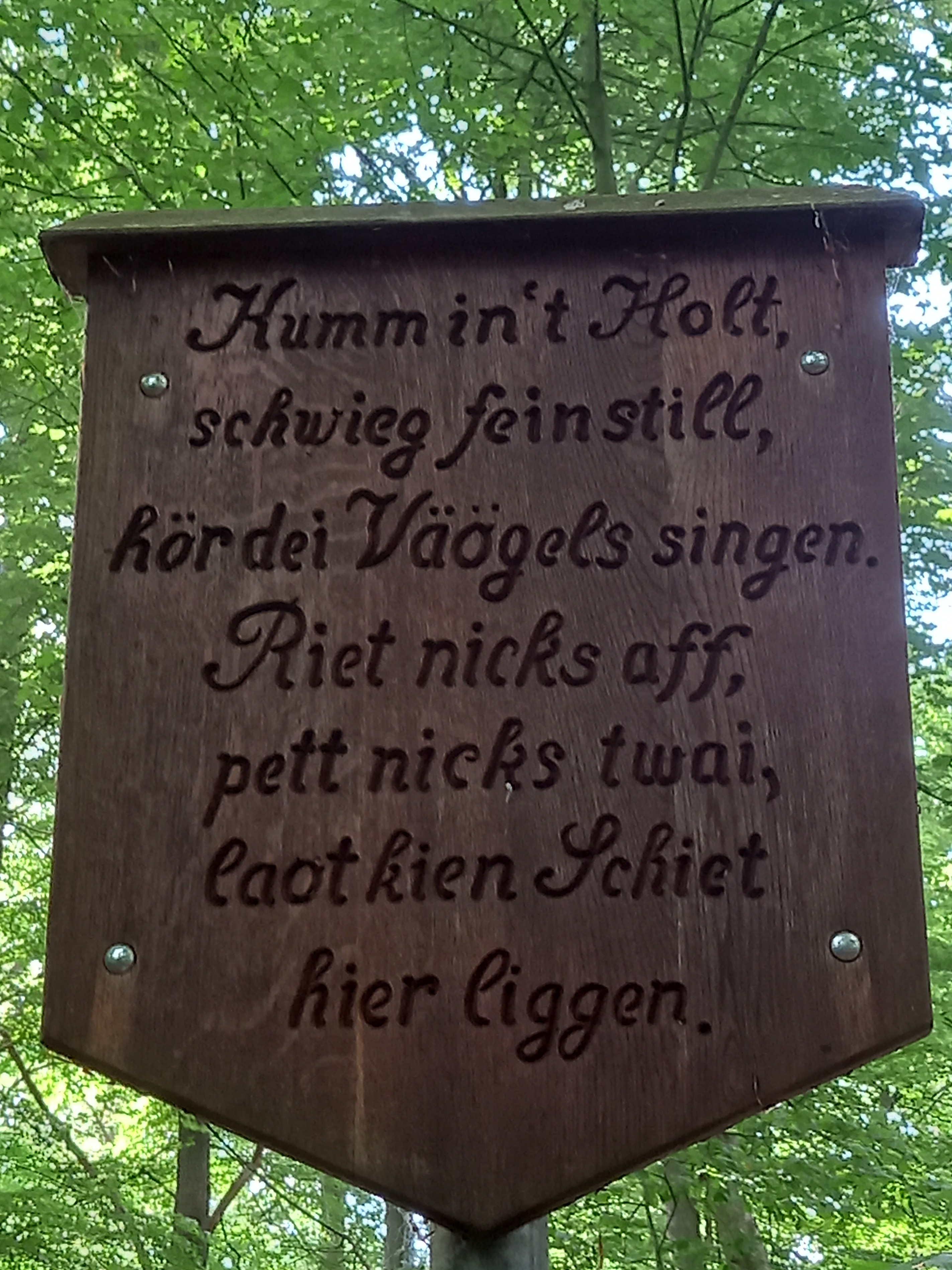
Pflege der niederdeutschen Sprache im Hopener Burgwald

## Einwohnerentwicklung
| Jahr      | 1933  | 1939  | 1950   | 1977   | 1980   | 1990   | 2005   | 2008   | 2013   | 2016   | 2020   |
| --------- | ----- | ----- | ------ | ------ | ------ | ------ | ------ | ------ | ------ | ------ | ------ |
| Einwohner | 7.611 | 8.254 | 11.993 | 18.211 | 19.194 | 20.219 | 26.053 | 26.499 | 27.127 | 26.446 | 28.972 |

## Religion

### Konfessionsstatistik
Gemäß dem Zensus 2011 waren 67,6 % der Einwohner römisch-katholisch, 15,8 % evangelisch und 16,7 % waren konfessionslos, gehörten einer anderen Glaubensgemeinschaft an oder machten keine Angabe. Anfang 2025 waren von den Einwohnern 51,6 % katholisch, 12,7 % evangelisch und 35,7 % waren konfessionslos oder gehörten einer anderen Glaubensgemeinschaft an.

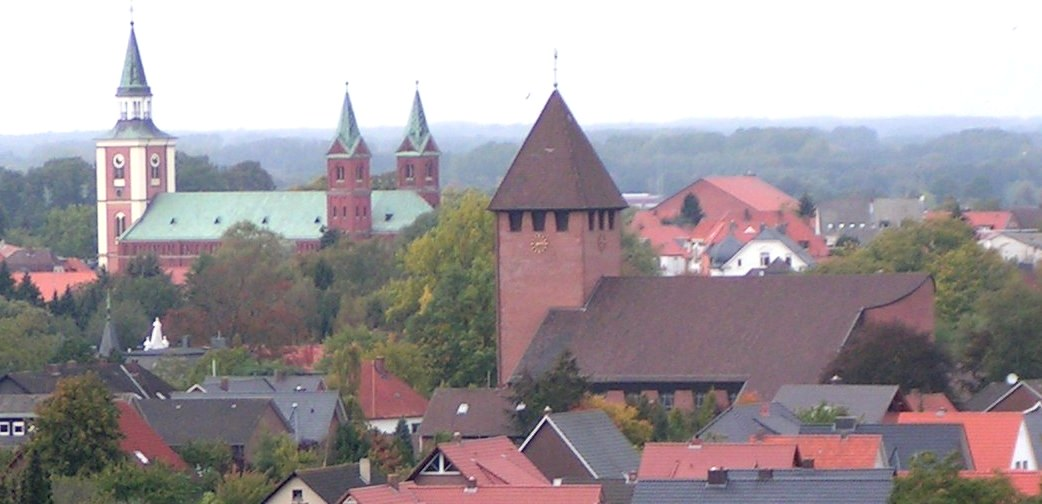
Katholische Kirchen St. Gertrud (links) und St. Josef (rechts), vom Aussichtsturm aus betrachtet

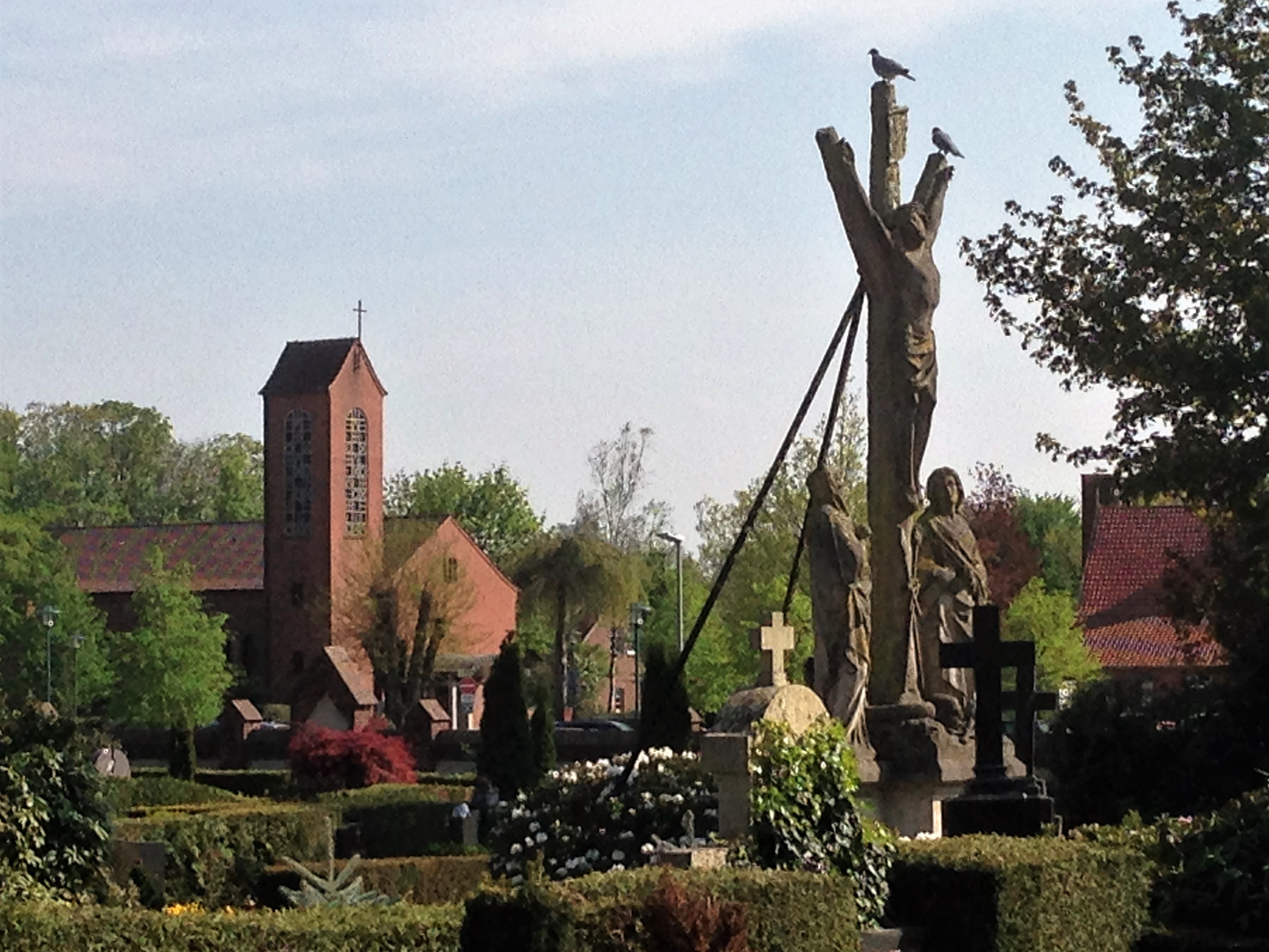
Katholischer Friedhof und evangelische Kirche St. Michael

Der Anteil der evangelischen und katholischen Kirchenmitglieder an der Gesamtbevölkerung ist demnach im beobachteten Zeitraum gesunken.

### Katholische Kirchen
Lohne und seine Ortsteile haben folgende katholische Kirchen:
- Pfarrkirche St. Gertrud, Namensgebend für die gleichnamige Kirchengemeinde
- Filialkirche St. Josef
- Filialkirche St.-Maria-Goretti (Brockdorf)
- Wallfahrts- und Gnadenkapelle St.-Anna-Klus
- Filialkirche Herz Jesu (Kroge/Ehrendorf)
- Kapelle Rießel

### Evangelische Kirchen
- St.-Michaels-Kirche, namensgebend für die gleichnamige Kirchengemeinde[28]

### Moscheen
- Moschee Bilal-i Habeşi Camii[29]

## Politik

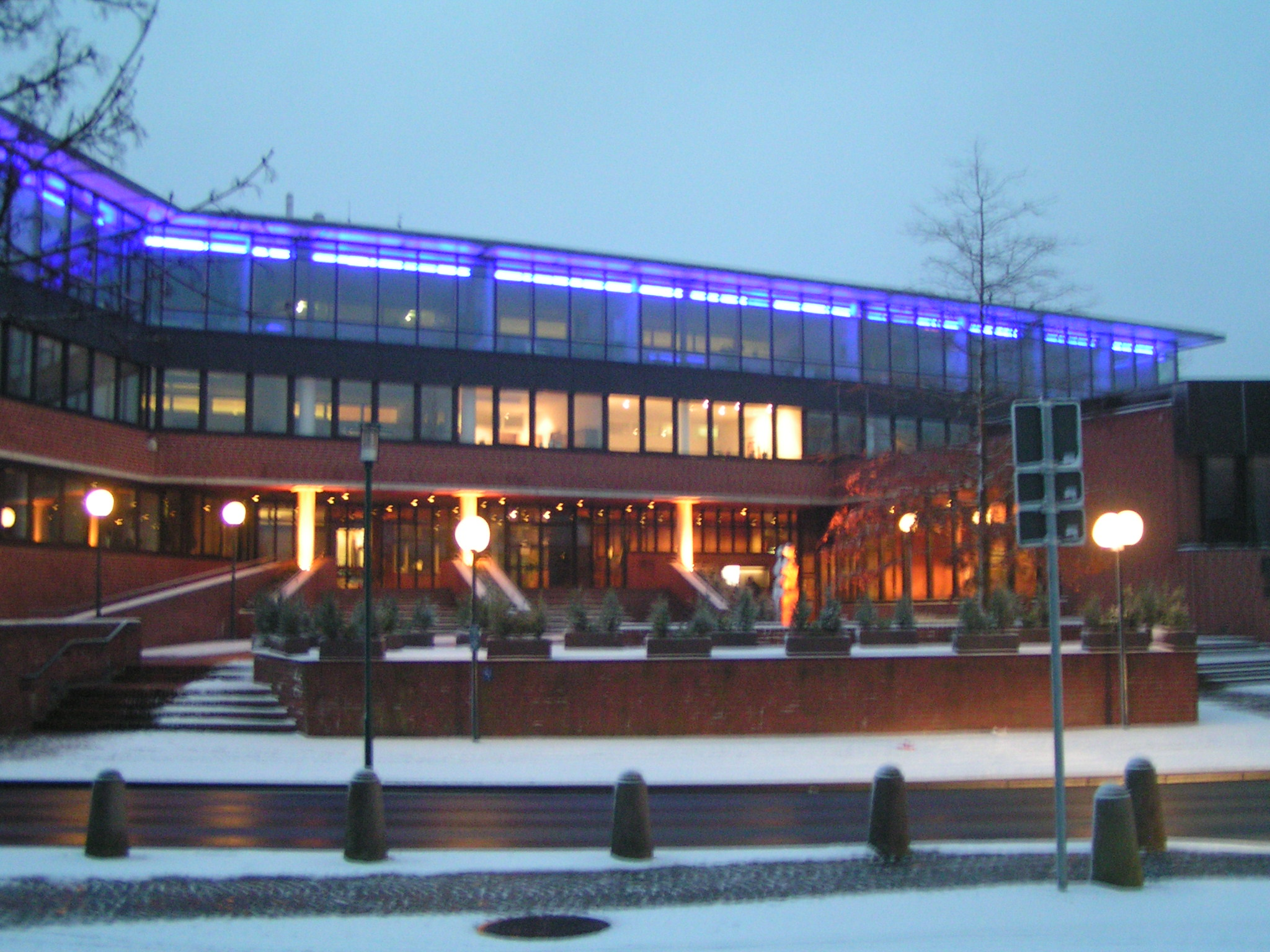
Rathaus Lohne im Jubiläumsjahr 2007

### Stadtrat
Die Mitglieder eines Stadt- oder Gemeinderats werden in Niedersachsen durch eine Kommunalwahl für jeweils fünf Jahre gewählt. Der letzte Wahltermin in dem Land war der 12. September 2021. Die aktuelle Amtszeit der an diesem Tag gewählten Stadt- und Gemeinderäte begann am 1. November 2021 und wird am 31. Oktober 2026 enden.
Der Rat der Stadt Lohne müsste eigentlich aus 36 Ratsfrauen und Ratsherren bestehen. Dies ist die festgelegte Anzahl für eine Gemeinde mit einer Einwohnerzahl zwischen 25.001 und 30.000 Einwohnern. Tatsächlich besteht der Stadtrat aus 34 Ratsmitgliedern. Dieser Umstand ergibt sich einerseits daraus, dass bei der Stadtratswahl im September 2021 die AfD zwar einen Sitz erhielt, jedoch der gewählte Vertreter der AfD die Wahl nicht annahm und es für ihn keinen Nachrücker gab. Andererseits hatte die UBG nur vier Kandidaten aufgestellt, so dass der ihr zustehende fünfte Sitz im Lohner Stadtrat nicht besetzt werden konnte.
Im Lohner Stadtrat ist neben den Ratsmitgliedern die hauptamtliche Bürgermeisterin Henrike Voet stimmberechtigt.
Die Kommunalwahl am 12. September 2021 ergab das folgende Ergebnis:
| Partei bzw. Wählergruppe                                    | Anteilige Stimmen | Anzahl Sitze (Soll) | Anzahl Sitze (Ist) | Veränderung Sitze |
| ----------------------------------------------------------- | ----------------- | ------------------- | ------------------ | ----------------- |
| CDU                                                         | 54,02 %           | 19                  | 19                 | -3                |
| SPD                                                         | 18,58 %           | 7                   | 7                  | +1                |
| Wählergruppe Unabhängige Bürgergemeinschaft (UBG)           | 12,60 %           | 5                   | 4                  | +4 (+3)           |
| Bündnis 90/Die Grünen                                       | 7,02 %            | 2                   | 2                  | ±0                |
| Wählergruppe Pro Wald für Natur- und Klimaschutz (Pro Wald) | 4,33 %            | 2                   | 2                  | +2                |
| AfD                                                         | 3,47 %            | 1                   | –                  | -1                |
| Wählergruppe LOHNER                                         | –                 | –                   | –                  | -2                |
| Die Linke                                                   | –                 | –                   | –                  | -1                |
| Einzelbewerber                                              | –                 | –                   | –                  | -1                |

Die Wahlbeteiligung bei der Kommunalwahl 2021 betrug in Lohne 56,96 %

### Bürgermeisterin
Bürgermeisterin der Stadt Lohne ist Henrike Voet (CDU). Sie ist die erste weibliche Bürgermeisterin in der Geschichte der Stadt Lohne. Bei der Bürgermeisterwahl am 6. März 2022 erhielt die CDU-Kandidatin im ersten Wahlgang 59,22 % der Stimmen. Wegen des außergewöhnlichen Wahltermins – bedingt durch den Umstand, dass ihr Vorgänger als Bürgermeister, Tobias Gerdesmeyer, seit dem 1. November 2021 Landrat des Landkreises Vechta ist – dauert die erste Amtszeit bis zum Jahr 2031.

### Wappen
Das Wappen wurde am 3. Januar 1912 vom Großherzog von Oldenburg verliehen. Das erste und vierte Feld (Balken und Kreuz) sind identisch mit den gleichen damaligen Feldern des Wappens des Großherzogtums Oldenburg. Das zweite Feld gibt den Stadtcharakter wieder und zeigt eine Kirche als Symbol für die örtliche Kirche, die dem Kloster Memleben 980 durch Kaiser Otto II gestiftet wurde und die die Hauptkirche des Gebietes war. Das dritte Feld zeigt einen Flügel für die Federindustrie der Stadt, die im 19. Jahrhundert bedeutend war. Eine Krone symbolisiert Lohn und Preis der bürgerlichen Regsamkeit.

### Städtepartnerschaften

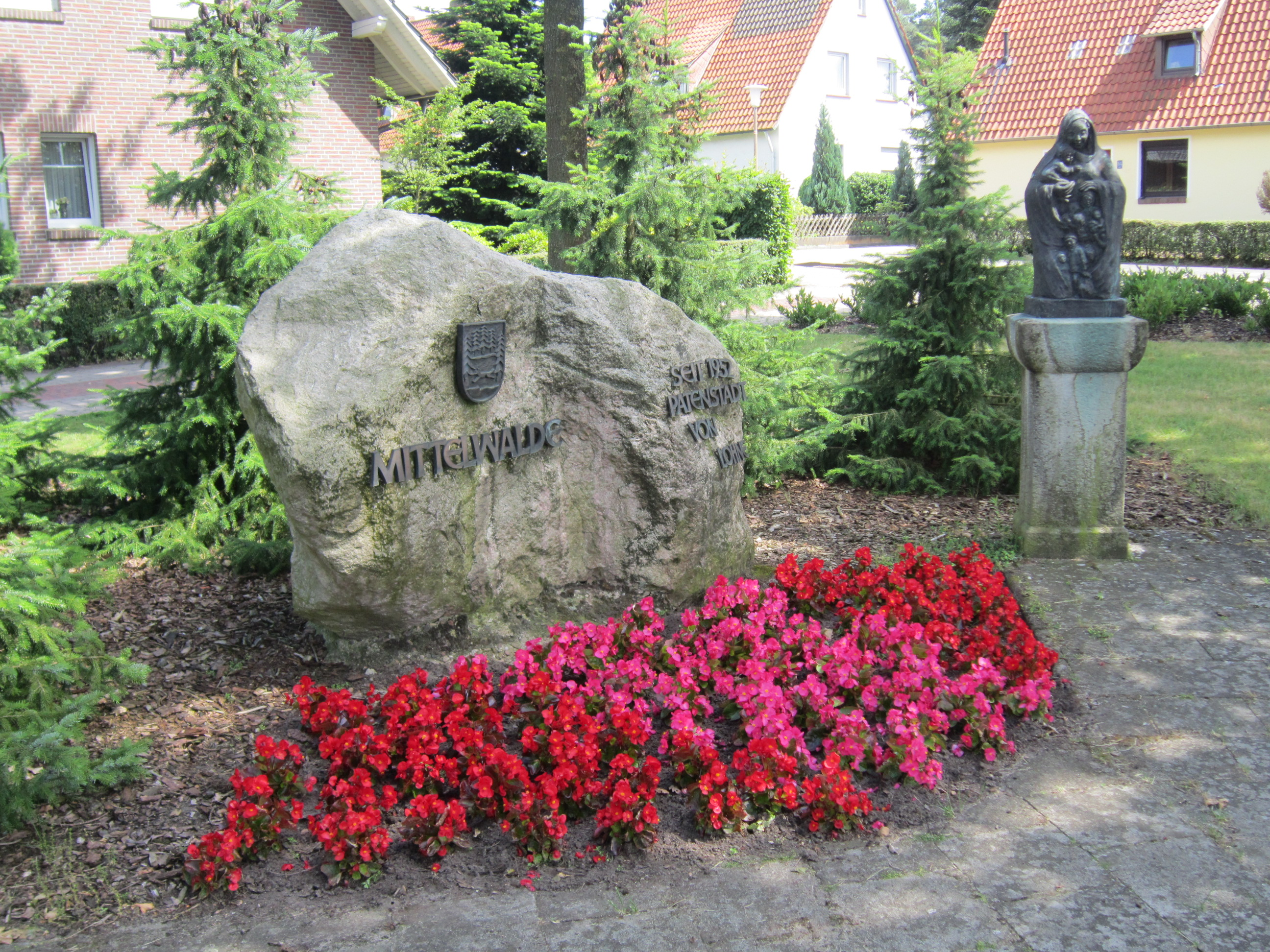
Mittelwalder Stein und Mantelmadonna von Judith von Eßen

Lohne pflegt seit 1987 eine Partnerschaft mit der elsässischen Stadt Rixheim und seit 2010 mit Międzylesie (Mittelwalde) in Polen. Die Partnerschaft mit Rixheim geht im Wesentlichen auf die Tatsache zurück, dass die Lohner Firma Pöppelmann 1966 in Rixheim eine Auslandsniederlassung gegründet hatte.
Aus Mittelwalde (seit 1945 Międzylesie) in Niederschlesien stammt ein Großteil der 900 Heimatvertriebenen, die 1946 in Lohne Aufnahme fanden. Der Städtepartnerschaft mit Międzylesie geht auf eine Initiative des aus Mittelwalde stammenden Ratsherrn und Malers Joseph Andreas Pausewang zurück. Aufgrund der hohen Anzahl der nach Lohne Übergesiedelten ist die Stadt seit den 1950er Jahren alle zwei Jahre Zielort für Treffen ehemaliger Mittelwalder aus dem gesamten Bundesgebiet.
In der Siedlung Mühlenkamp wurden zur Erinnerung an das Schicksal der Mittelwalder der „Mittelwalder Stein“ und die Bronzeskulptur „Mantelmadonna“ der aus Schlesien stammenden Vareler Künstlerin Judith von Eßen (1924–2004) aufgestellt. Die Skulptur stellt dar, wie die Jungfrau Maria die Heimatvertriebenen unter ihrem Mantel schützt. Im Kellergeschoss des Lohner Rathauses befindet sich das Stadtfotoarchiv, in das die „Mittelwalder Heimatstube“ integriert ist.

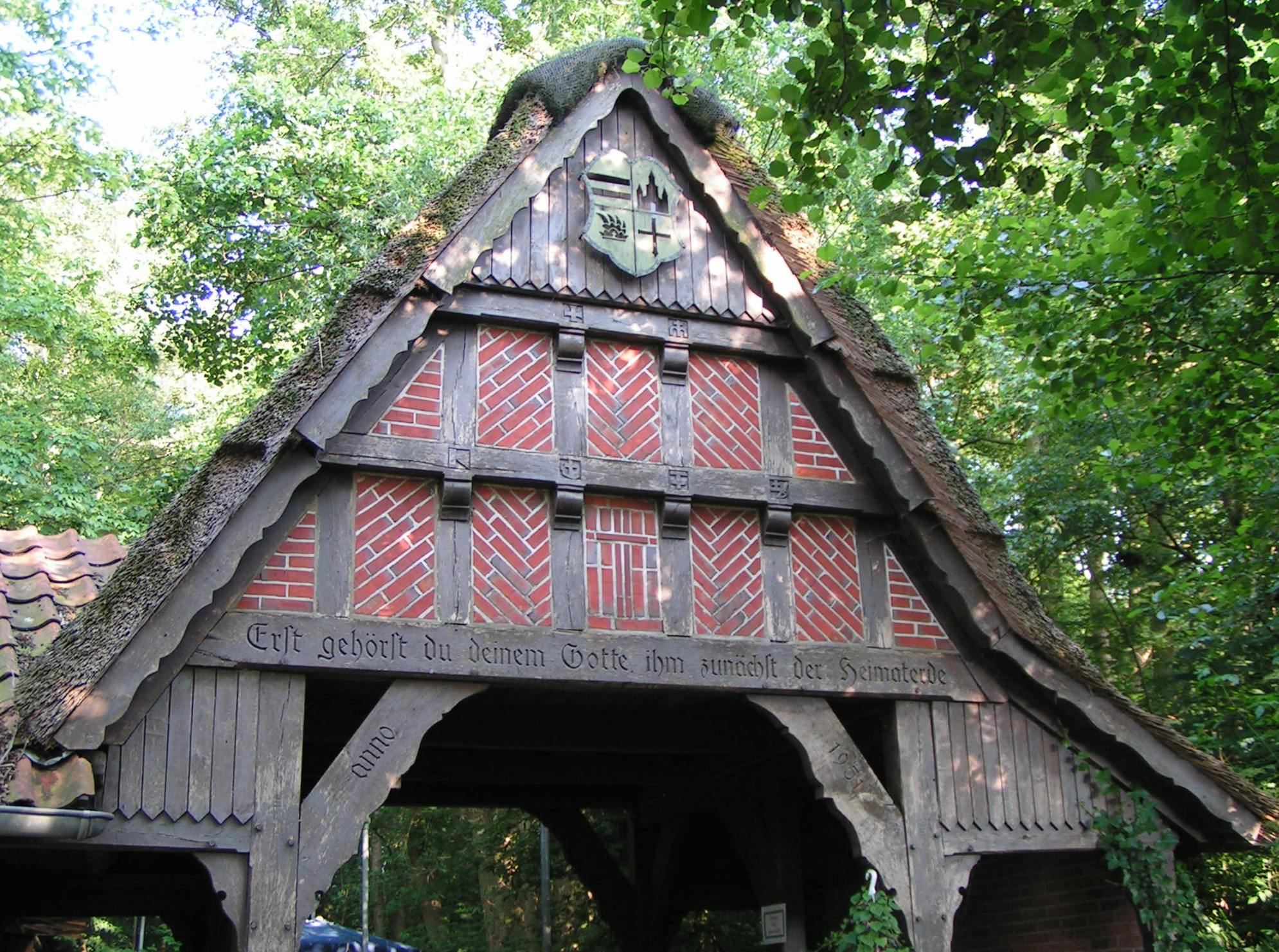
Eingang zur Freilichtbühne

## Kultur und Sehenswürdigkeiten

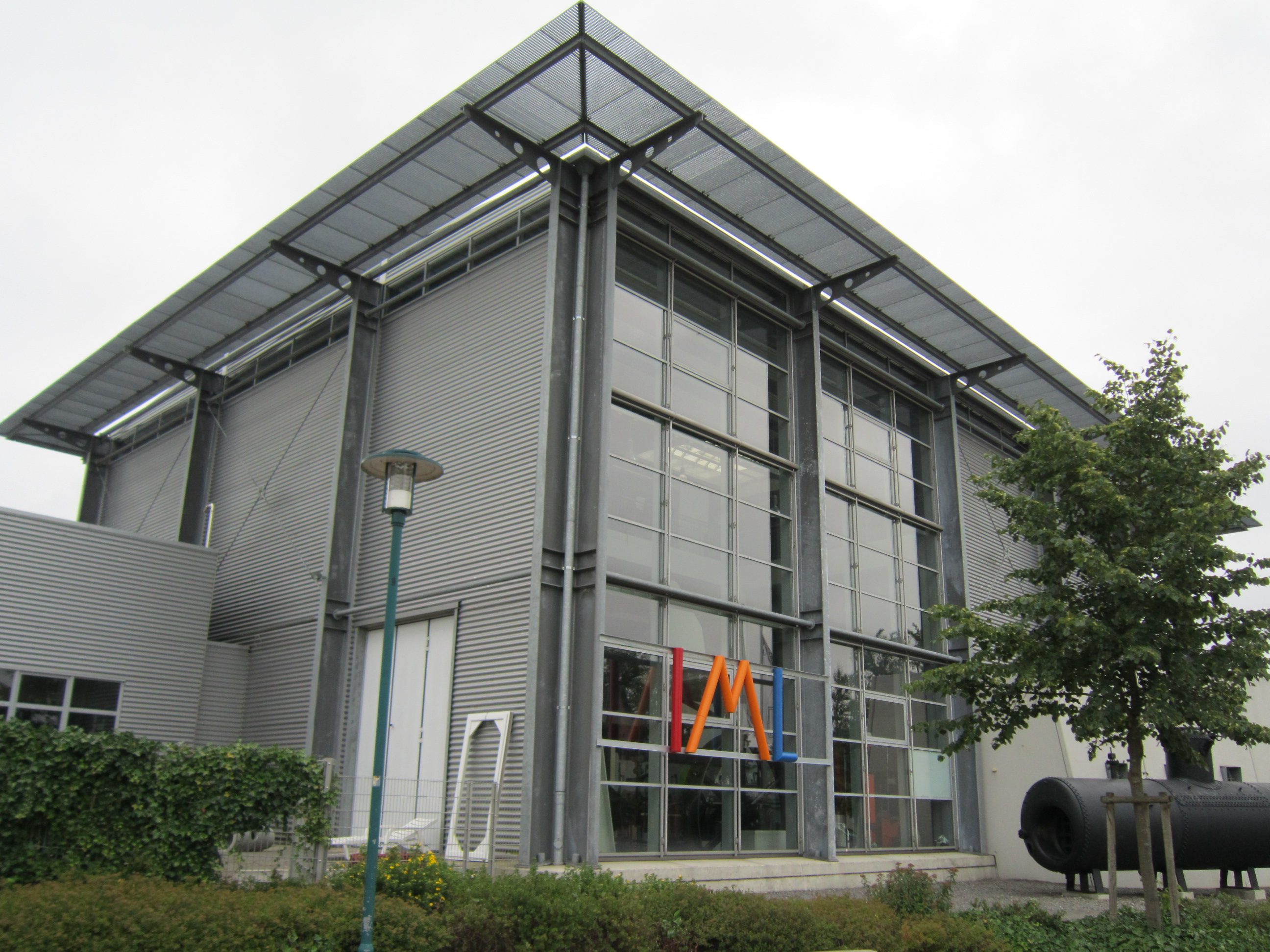
Industriemuseum

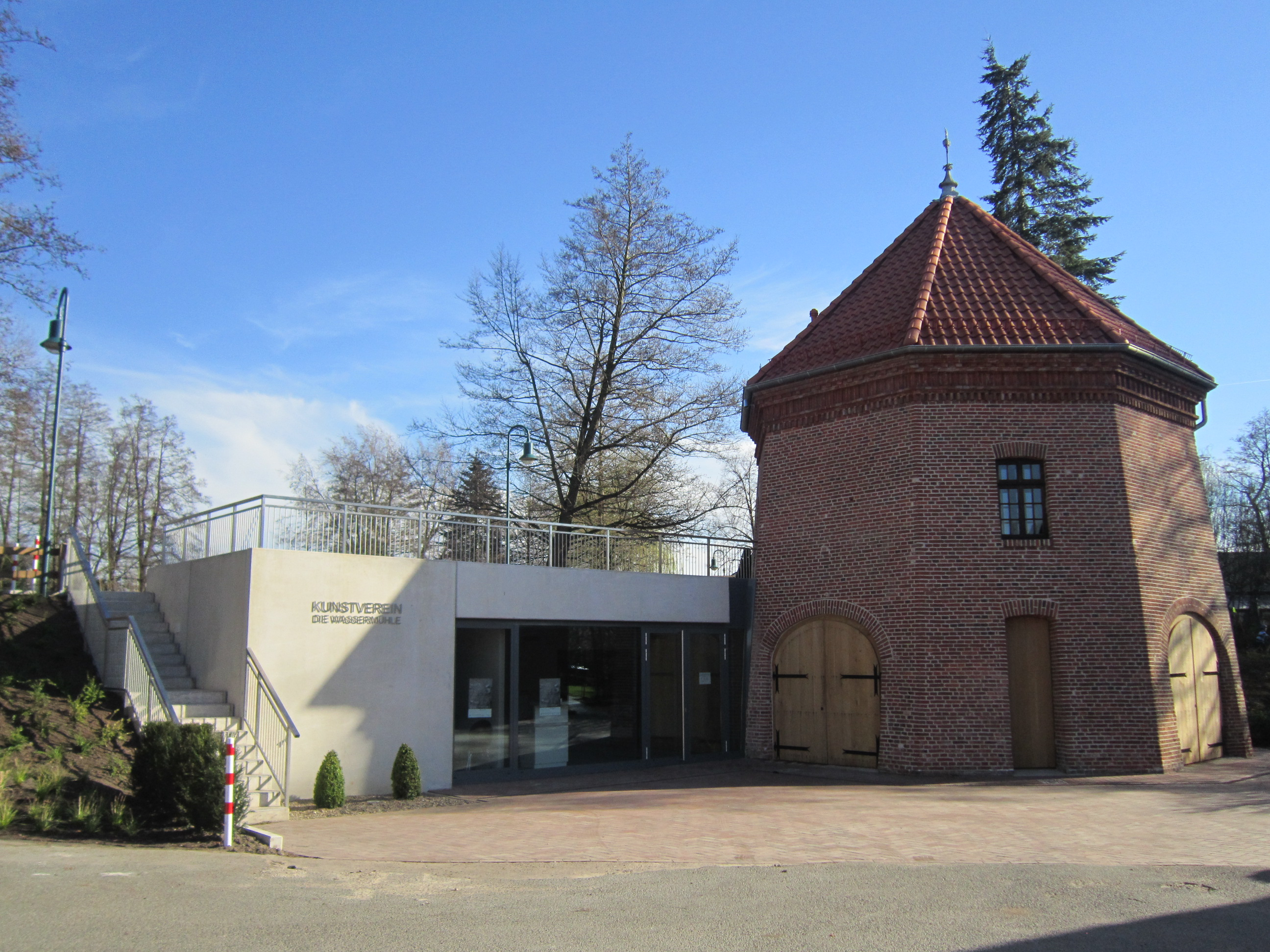
„Kunstverein Die Wassermühle“ – Wassermühle mit Anbau

Der frauenORT Luzie Uptmoor wurde im März 2014 als 21. frauenORT Niedersachsen eröffnet.

### Theater und Kleinkunst
- Freilichtbühne Lohne
- Musical AG des Lohner Gymnasiums
- Theatergruppe Schützenverein Bokern-Märschendorf
- Theaterring Lohne e. V.
- Chaméleon Kleinkunstbühne[43]

### Museum
Das Industriemuseum Lohne zeigt die Industriegeschichte der Region, besonders die verschiedenen Spezialisierungen der Industrie von Lohne damals. Seit Herbst 2007 ist im angrenzenden Kontorhaus zudem die Luzie-Uptmoor-Galerie untergebracht. Hier werden die Werke der Lohner Künstler Luzie Uptmoor, Heinrich Klingenberg und Joseph Andreas Pausewang präsentiert.

### Ausstellungen
Der Kunstverein „Die Wassermühle Lohne e. V.“ veranstaltet in der Wassermühle im Stadtpark regelmäßig Ausstellungen von Werken zeitgenössischer deutscher und internationaler Künstler. Ein Anbau wurde am 7. März 2014 eingeweiht.

### Bauwerke
- St.-Gertrud-Kirche mit imposantem Hochaltar
- St.-Anna-Klus (Wallfahrtskirche) mit Heilquelle
- „Pastoratsmühle“ (historische Wassermühle im Stadtpark)[50]
- Windmühle „Elbers Mühle“[51]
- Aussichtsturm im Stadtwald[52]
- Wasserburg Hopen
- Stadtvillen (Villa Clodius, Villa Taphorn, Villa Trenkamp, Villa Trenkamp und Bohmann, Haus Uptmoor)
- Das „Lohneum“, ein 2018 eröffnetes Kultur- und Sportzentrum

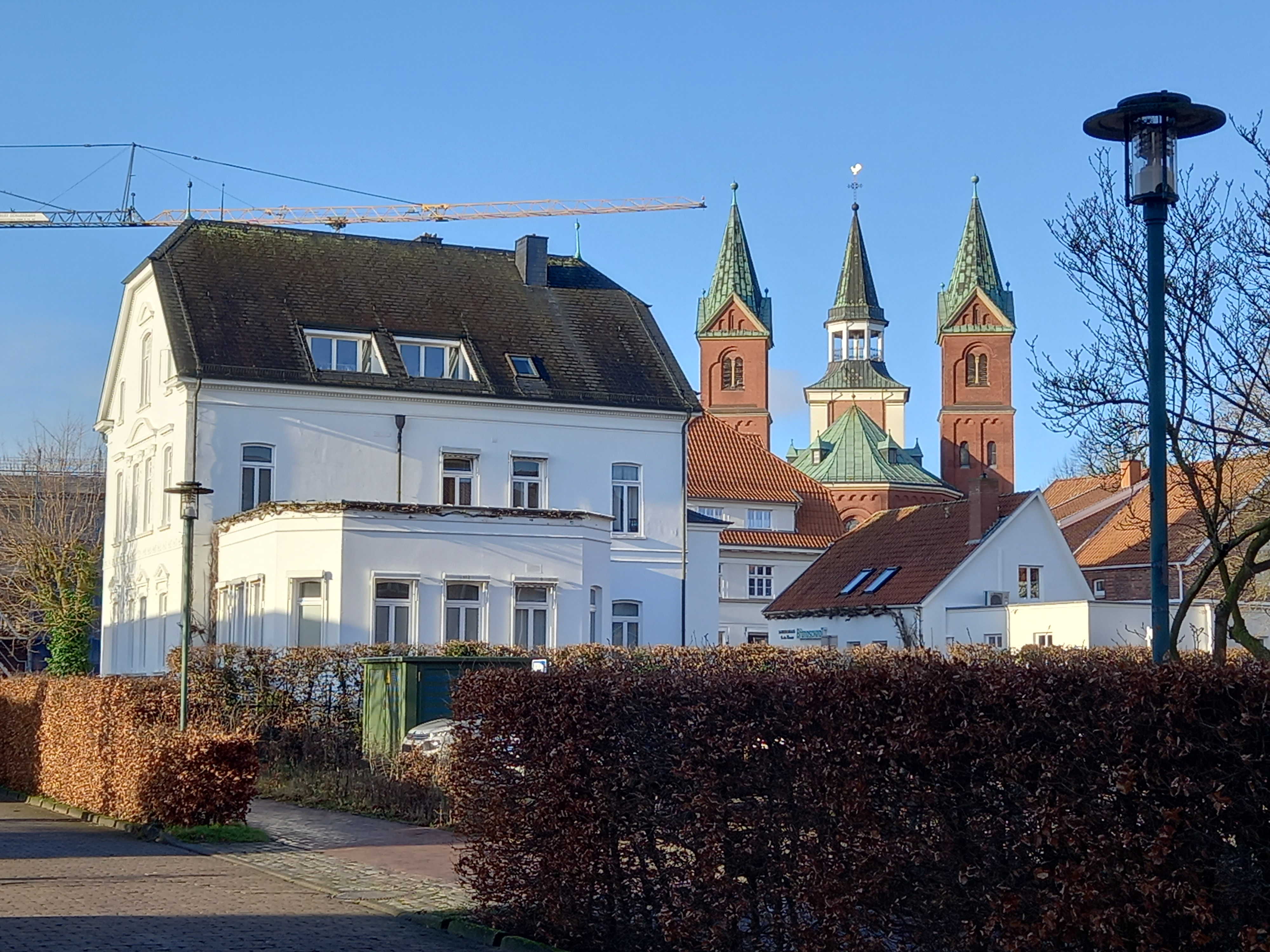
Stadtbildprägende Gebäude im Stadtzentrum
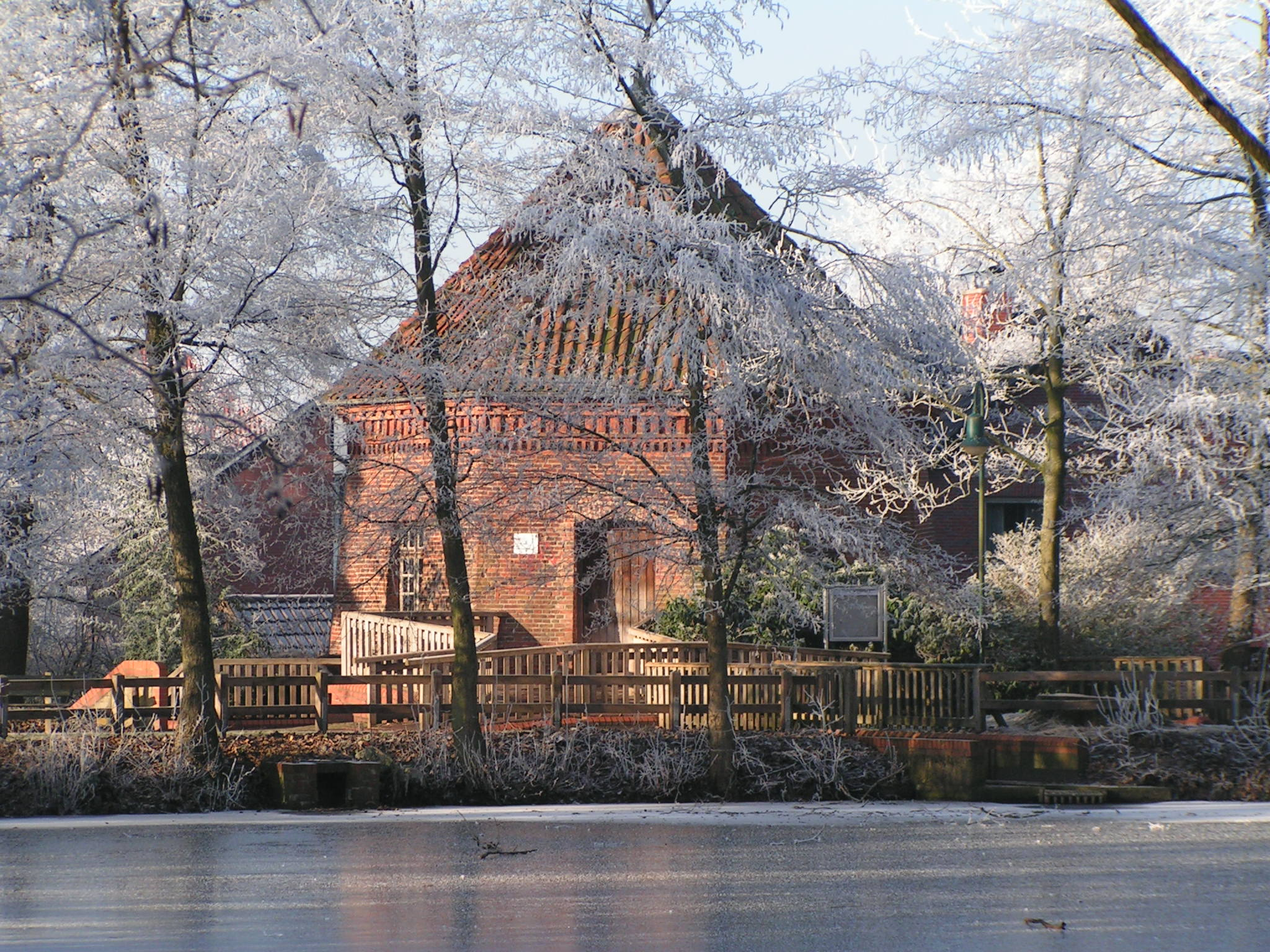
Wassermühle im Stadtpark
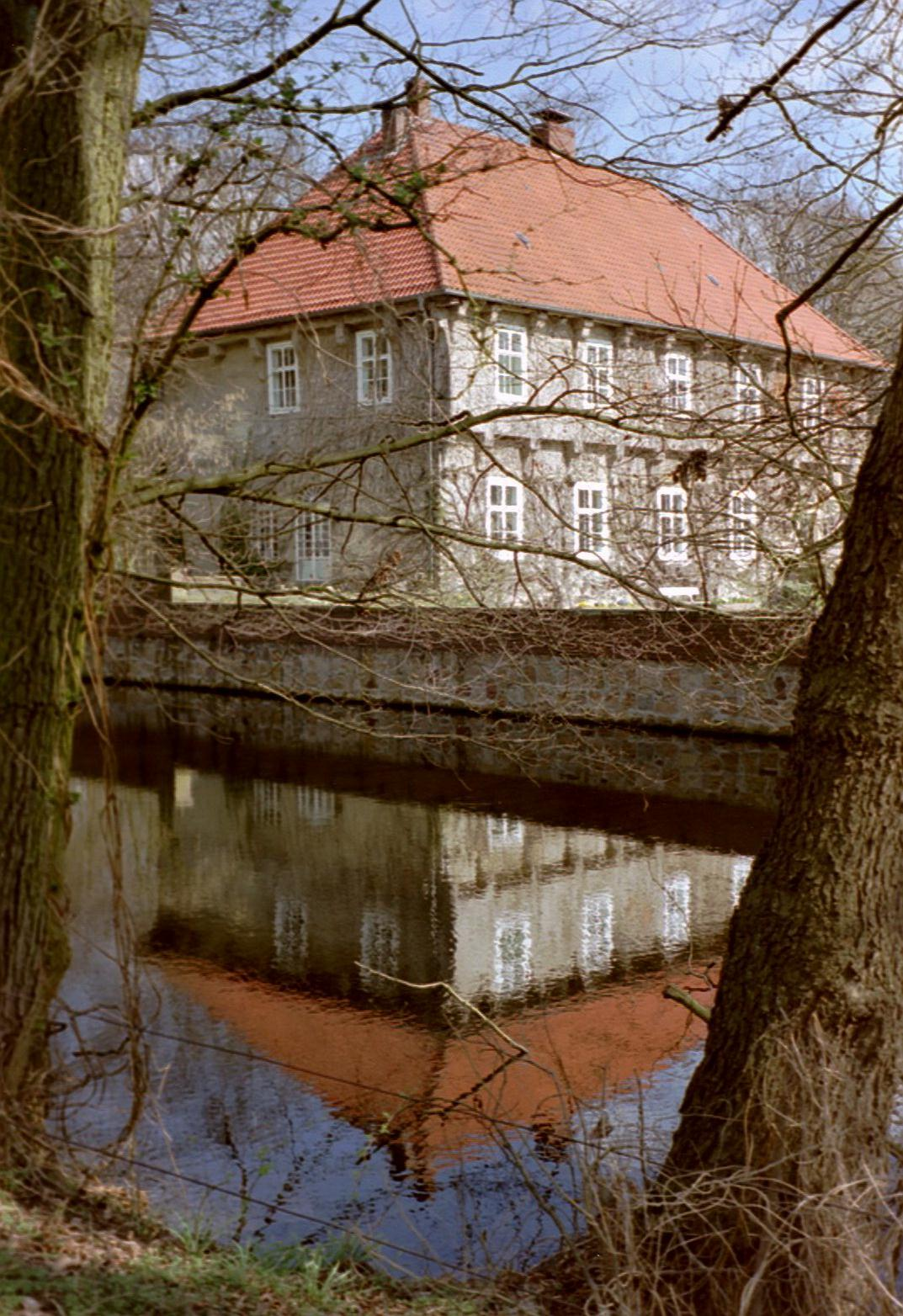
Wasserburg Hopen
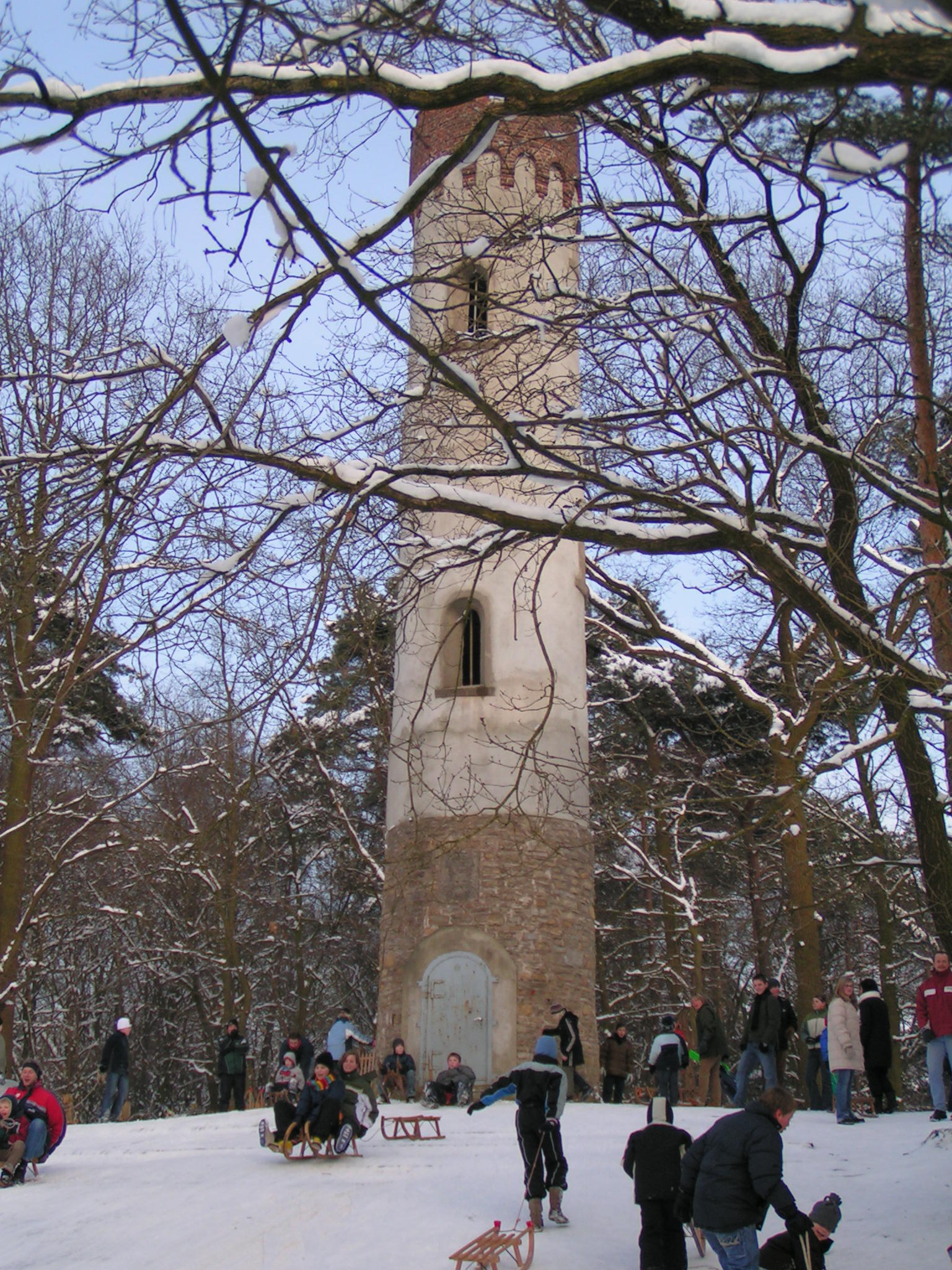
Aussichtsturm im Lohner Stadtwald
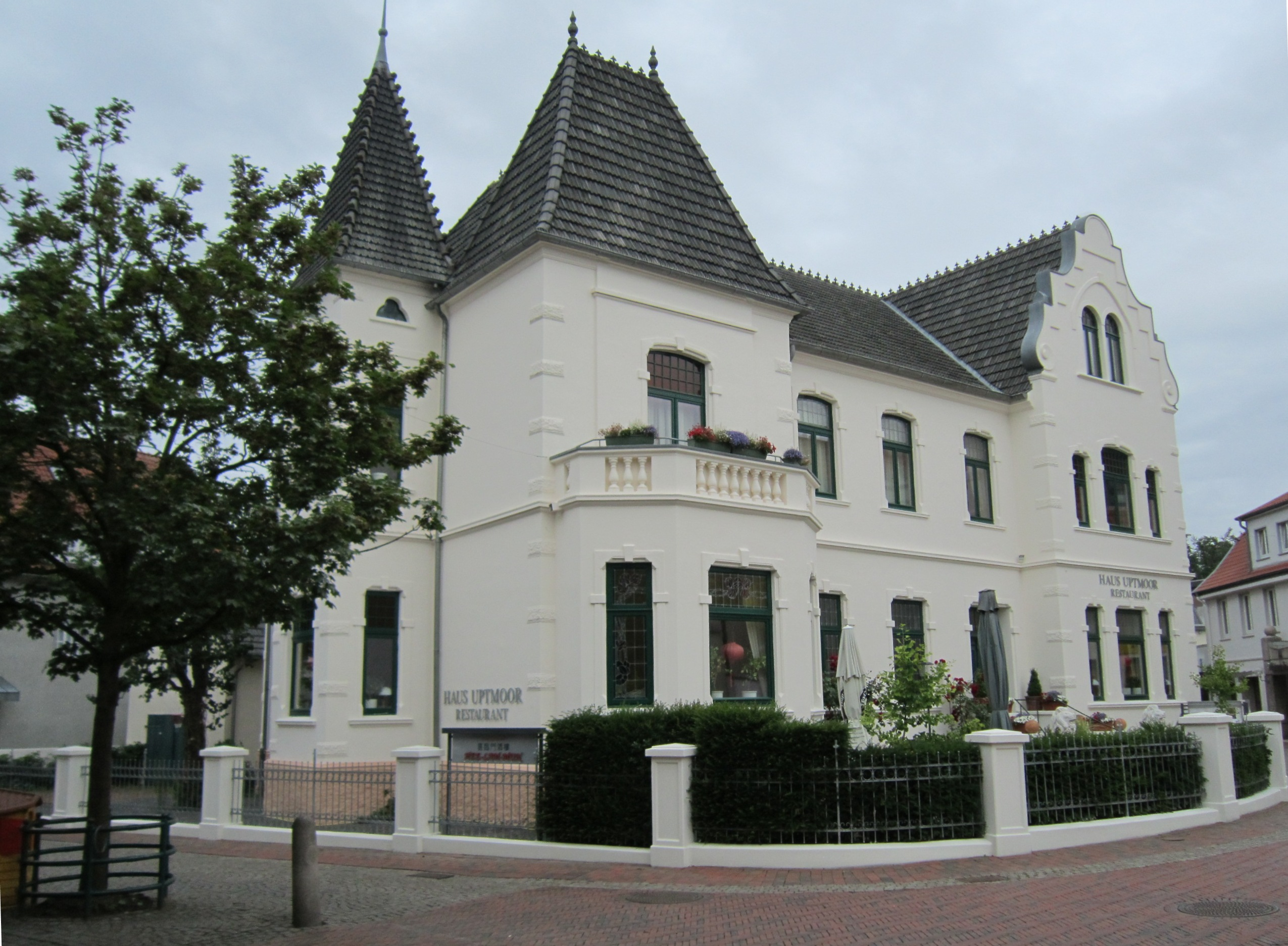
Haus Uptmoor
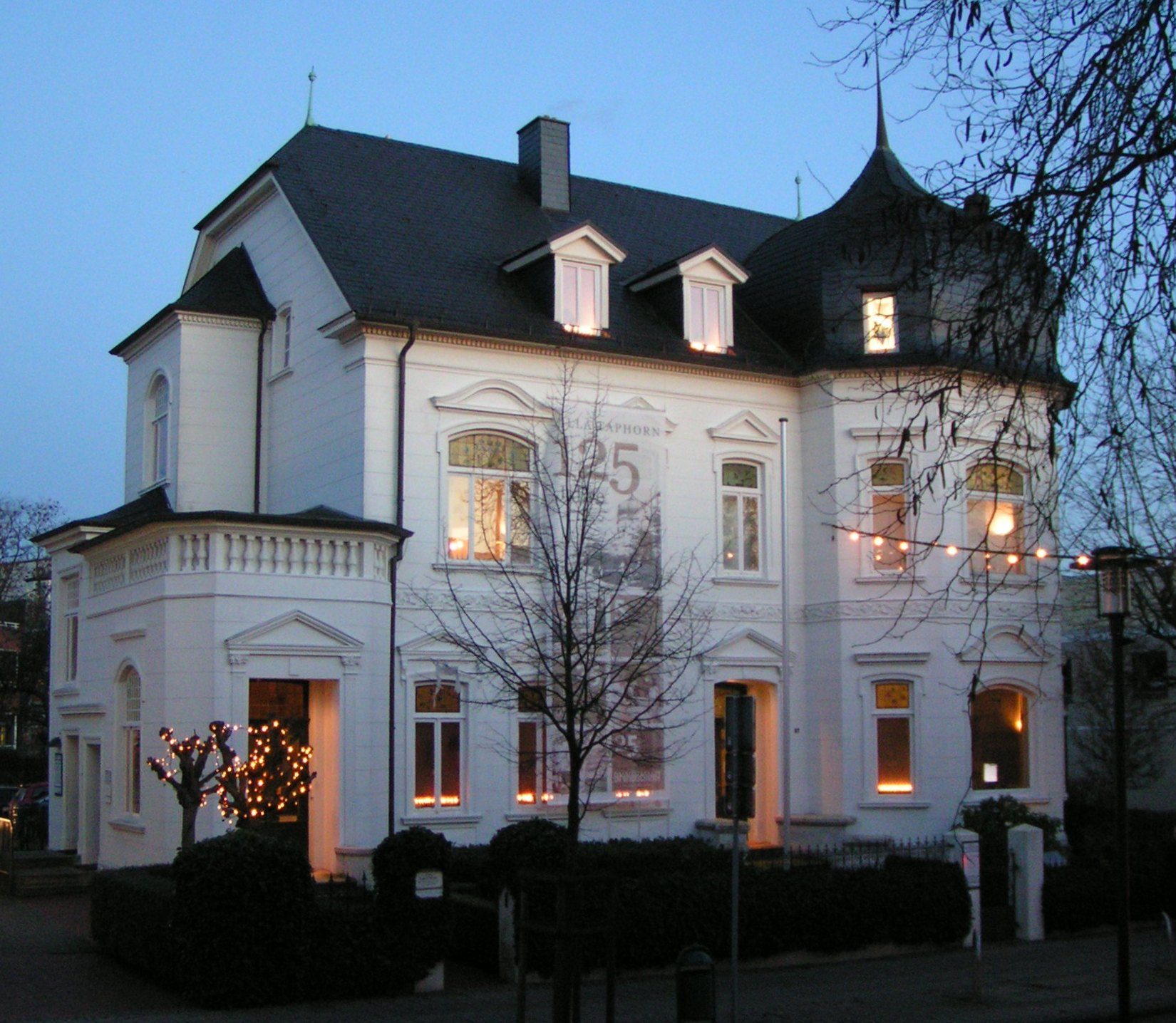
Villa Taphorn
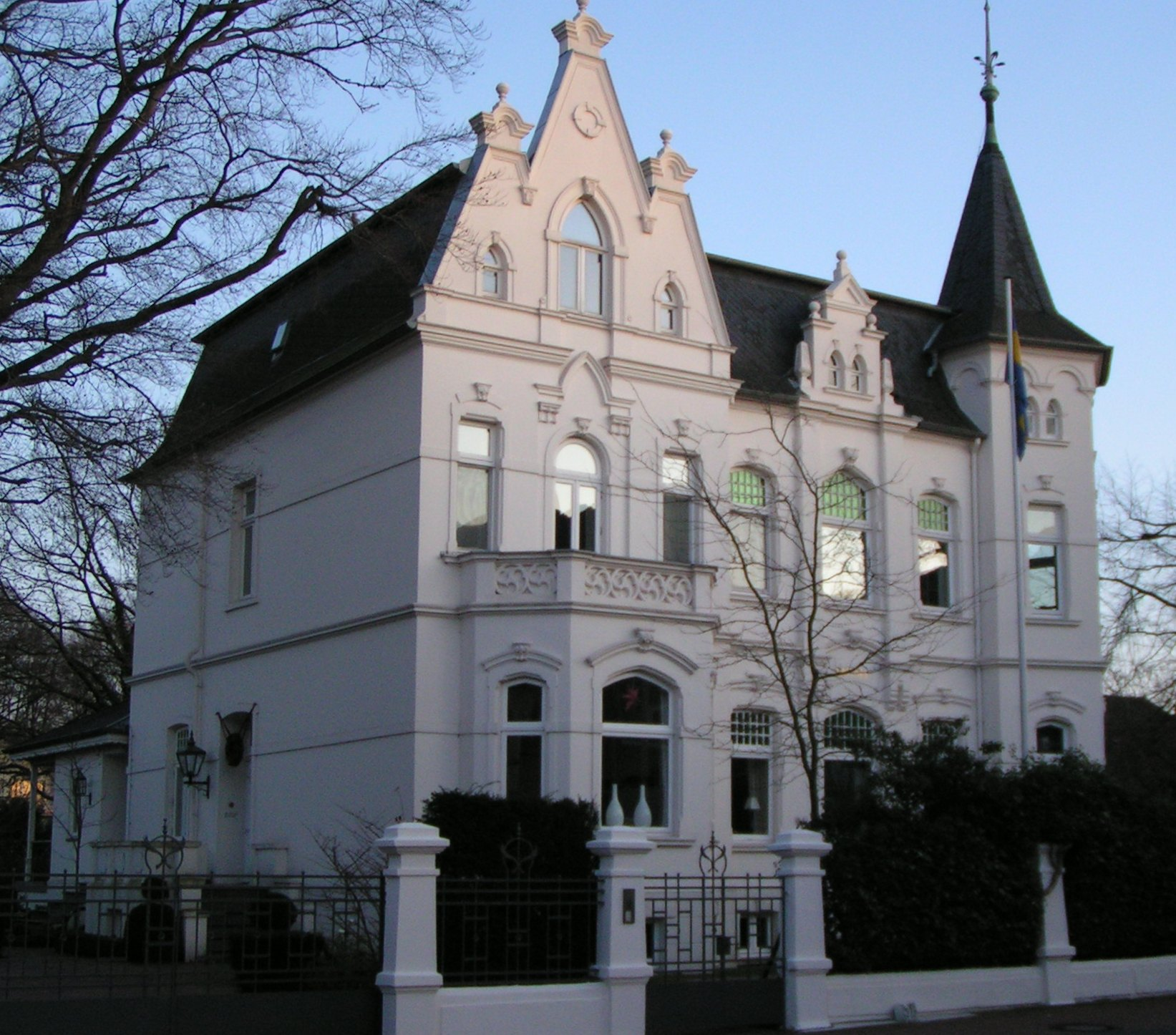
Villa Trenkamp
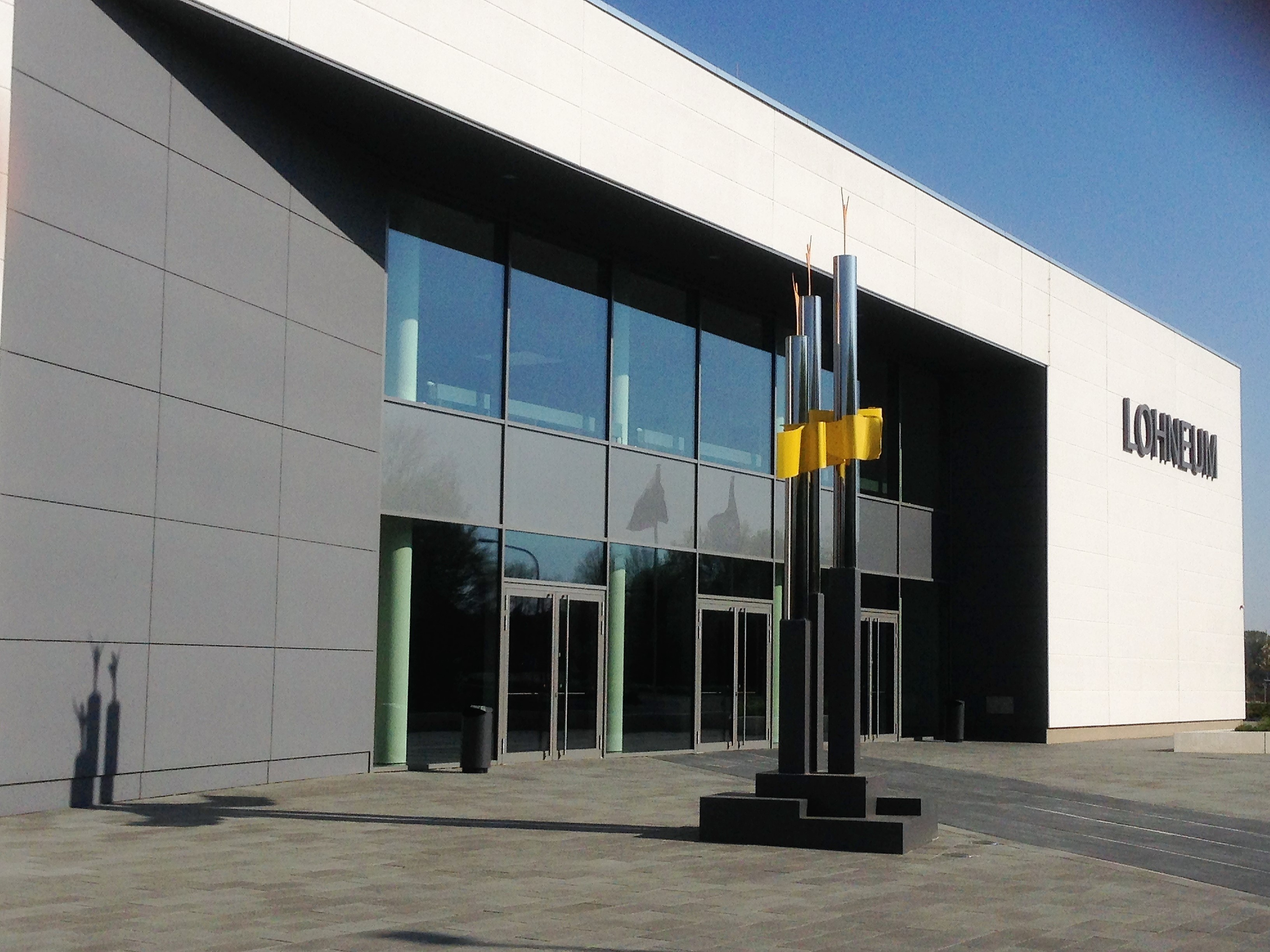
Lohneum

### Im Freien präsentierte Kunstwerke
- „Germania“-Statue von Heinrich Anton Benker an der Ecke Brinkstraße / Landwehrstraße (roter Sandstein, 1896)
- Skulptur „Gänseliesel“ von Hans-Gerd Ruwe bei der Kettelerschule (Bronze, 1978)
- Skulptur „Begegnung“ von Holger Voigts bei der Adolf-Kolping-Berufsschule (Bronze, 1986)
- Brunnenskulptur „EGOLOHNE 88“ von Jürgen Goertz auf dem Alten Markt (Fußgängerzone) (Granit, Bronze, Acrylfarbe, Kunststoff, 1988)
- Skulptur „Mantelmadonna“ von Judith von Eßen an der Mittelwalder Straße (Bronze, 1991)
- Skulptur „Gestern – Heute – Morgen“ des elsässischen Künstlers Jacques Muhlenbach im Lohner Stadtpark (Akazienholz, 1992)
- Skulptur „Zwei Stühle-Thron“ von Rudolf Kaiser vor dem Rathaus (Anröchter Dolomit, 1992)
- Skulptur „Lohner Wasserstein“ von Wolf Bröll im Stadtpark (Hessischer Diabas, 1992)
- Skulptur „Das tapfere Schneiderlein“ von Bernhard Kleinhans am Bergweg (Bronze, 1992)
- Skulpturen von Wolfgang Roßdeutscher: „Befreite Formen“ vor dem Rathaus (Gebrannter Ton, 1992) und „Magisches Quadrat“ vor dem Haupteingang des Gymnasiums (Marmor, 1993)
- Skulptur „Disput“ von Bernd Altenstein vor dem Haupteingang des „Hauses der Bildung“ (Bronze, 2009)
- Skulptur „Jede Menge Leute“ von Werner Berges auf dem Kreisel Dinklager Straße / Südring (Stahl, 2012)[53]
- Skulptur von Alfred Bullermann vor der Kultur- und Sporthalle „Lohneum“ an der Vechtaer Straße (Stahl, 2018)[54]
- Skulptur „Zwei Moorarbeiter“ von Bernd Maro im Stadtpark (Bronze, 2020)
- Doppelfigur „Begegnung“ von Ulrich Fox bei der Pastoratsmühle (Bronze, 2020)
- weitere Skulpturen im ganzen Stadtgebiet

Viele Skulpturen sind auf einem 1992 von der Stadt Lohne organisierten Bildhauer-Symposion entstanden.
Auf dem Gebiet der Stadt Lohne gibt es mehr als 100 Hof- und Wegekreuze.

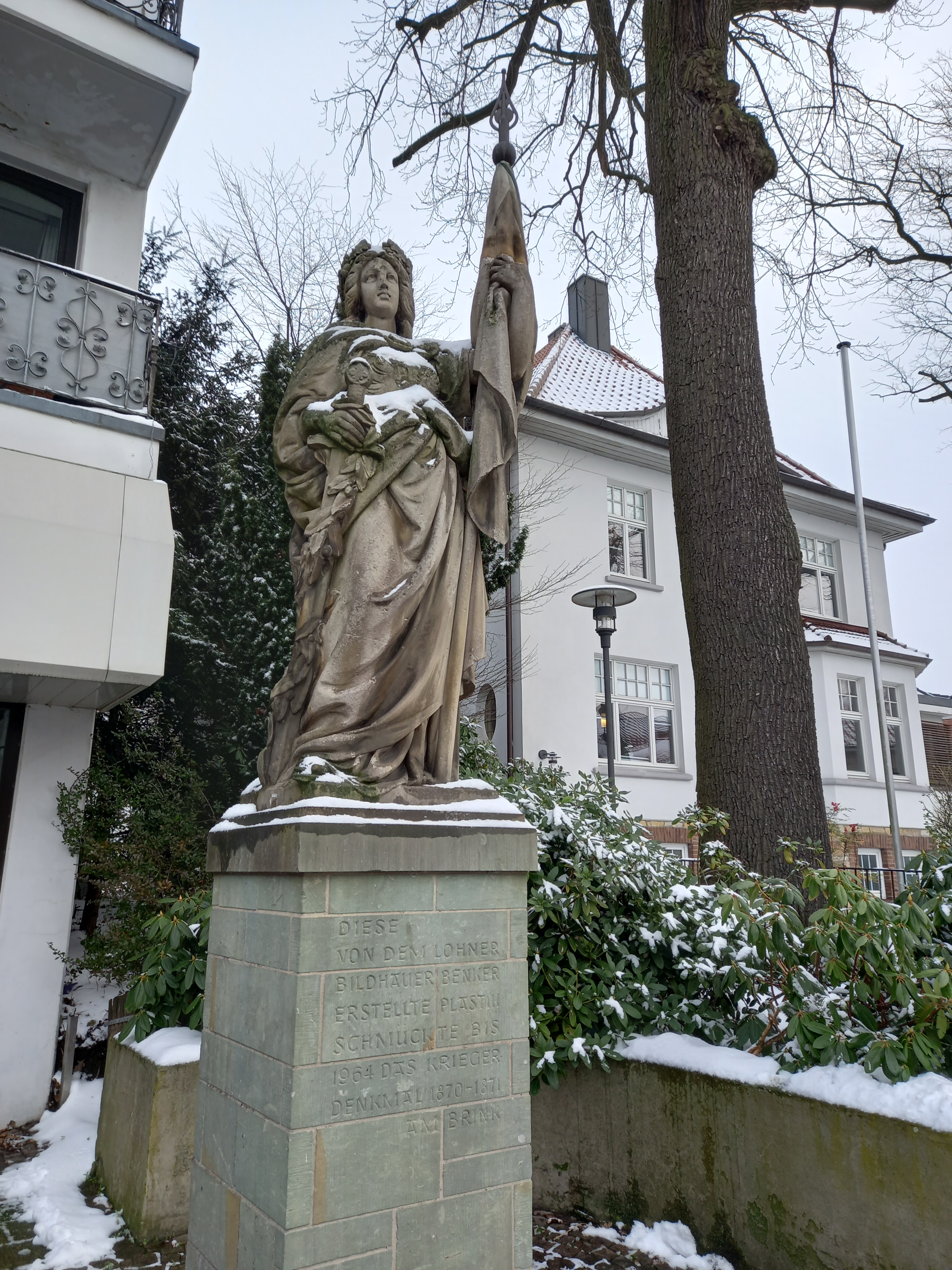
Sandsteinstatue „Germania“ Ecke Brinkstraße / Landwehrstraße
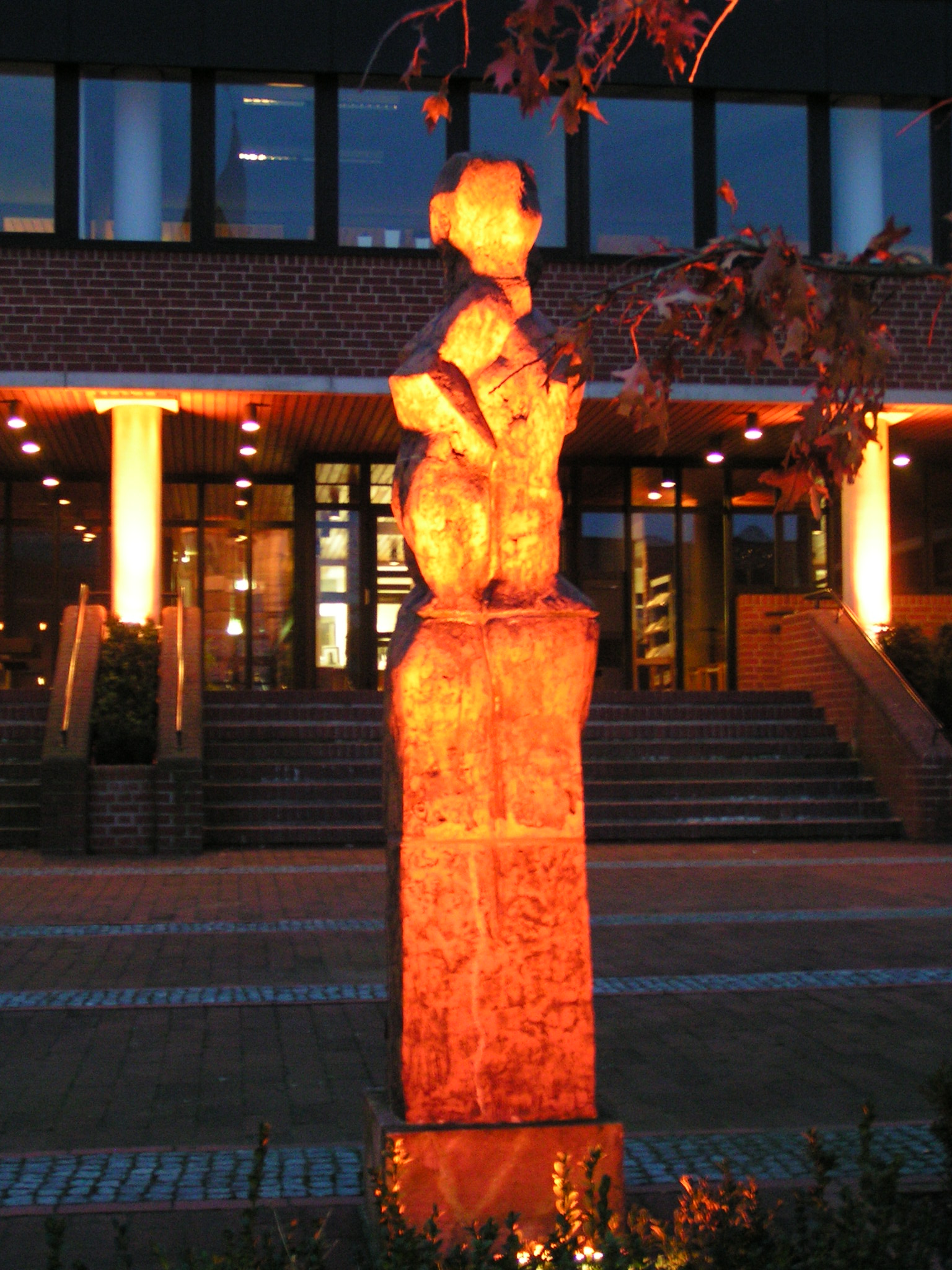
Tonskulptur „Befreite Formen“ vor dem Rathaus
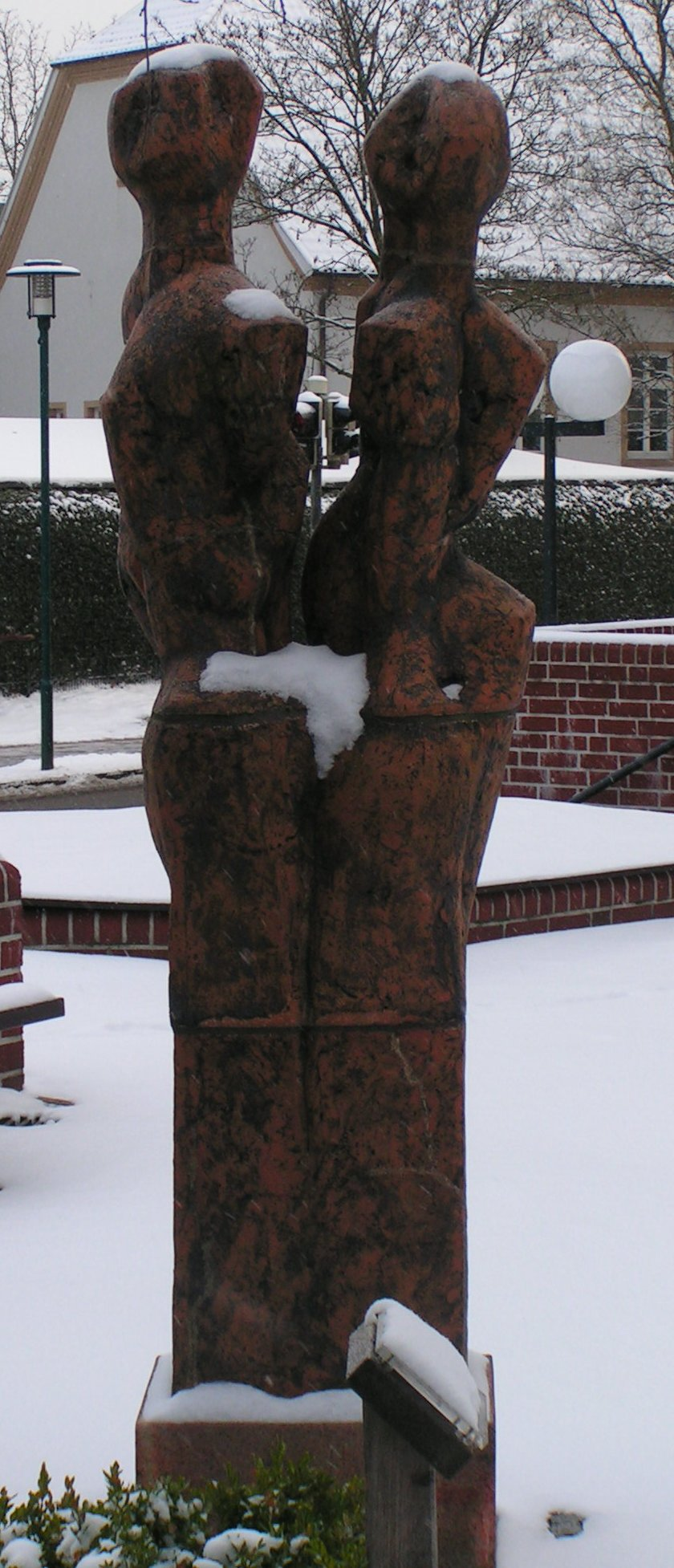
„Befreite Formen“ im Winter
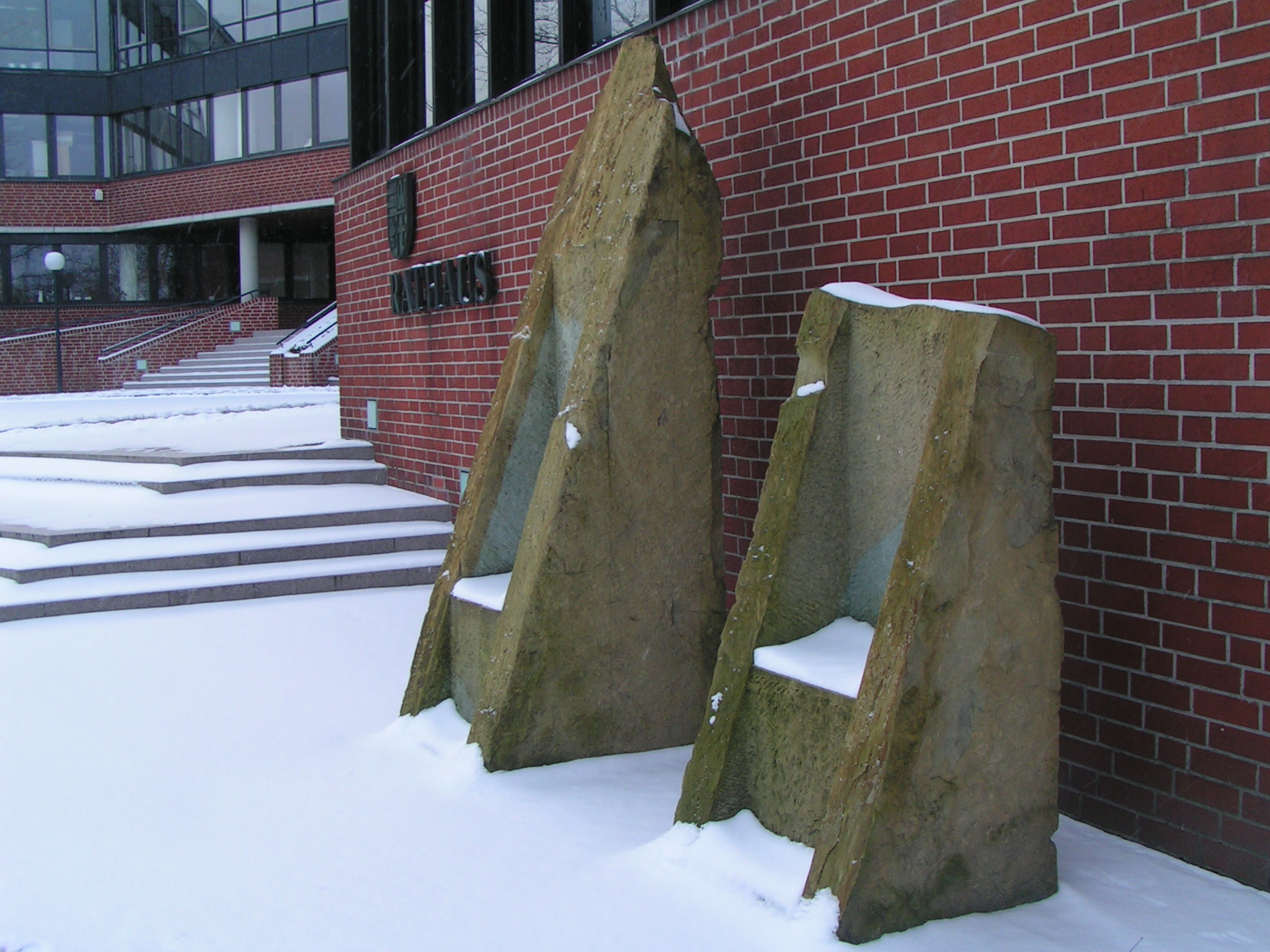
Skulptur „Zwei Stühle-Thron“ vor dem Rathaus
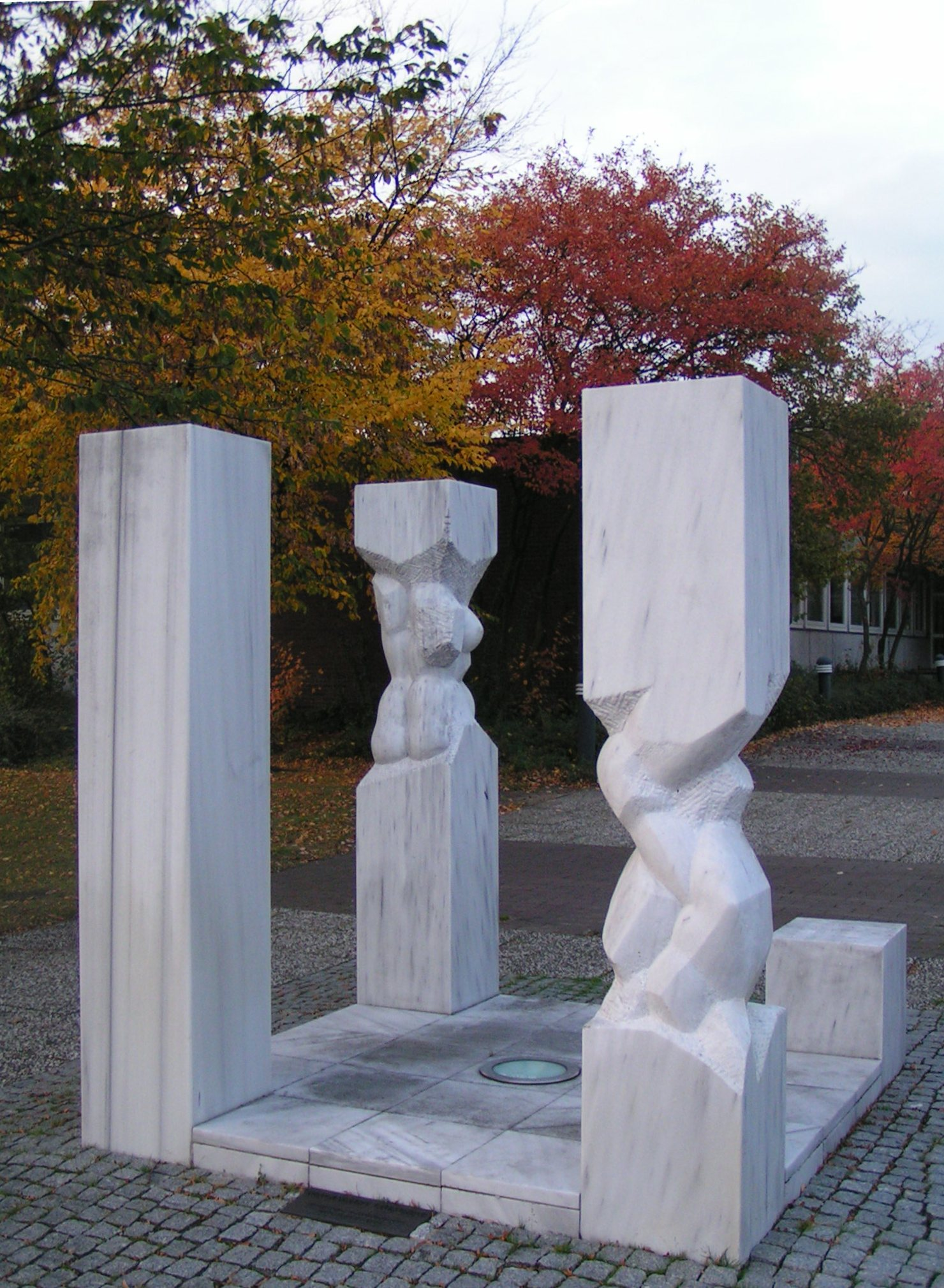
Marmorskulptur „Magisches Quadrat“ beim Gymnasium
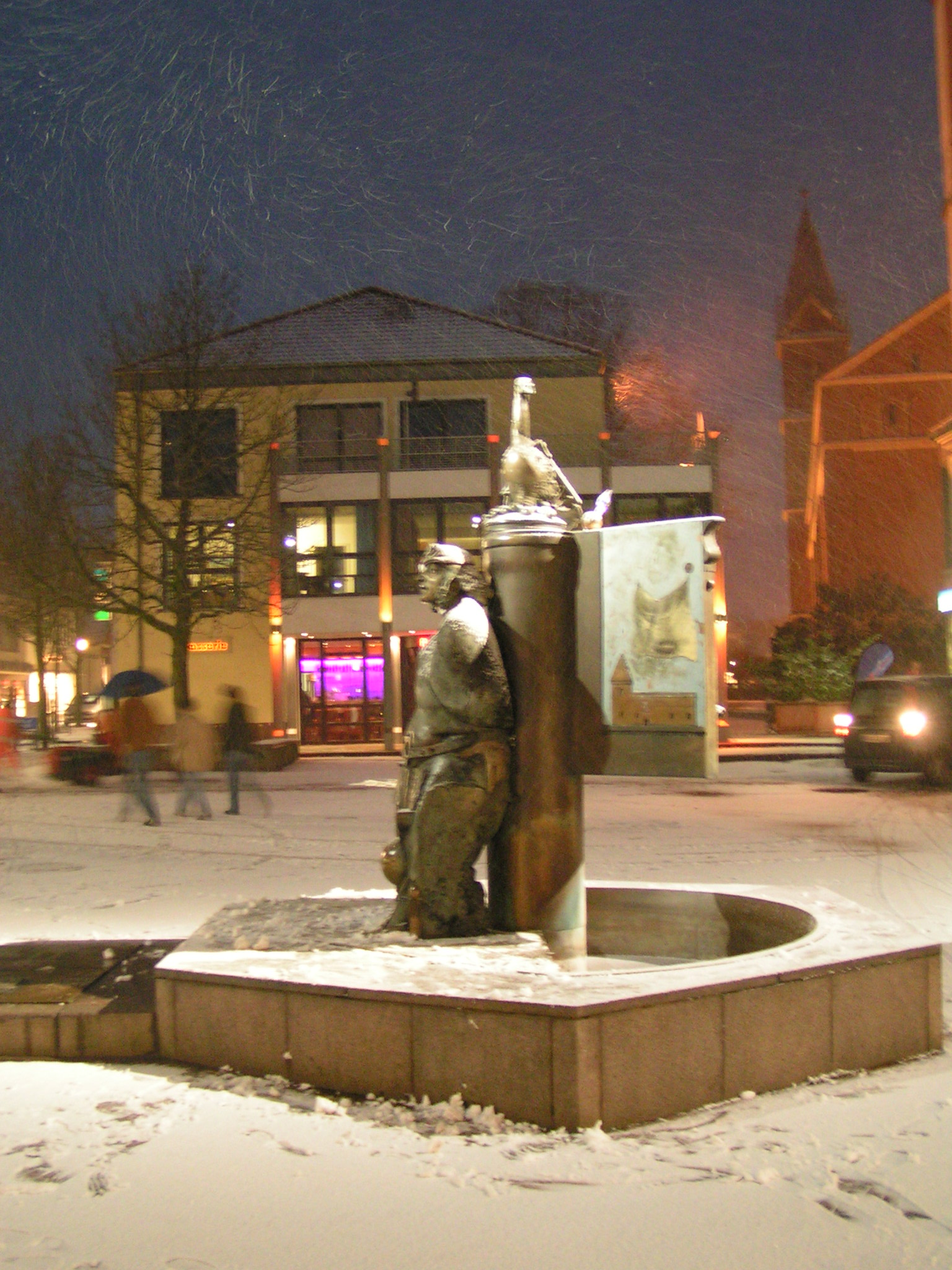
Brunnenskulptur „EGOLOHNE 88“ auf dem Alten Markt
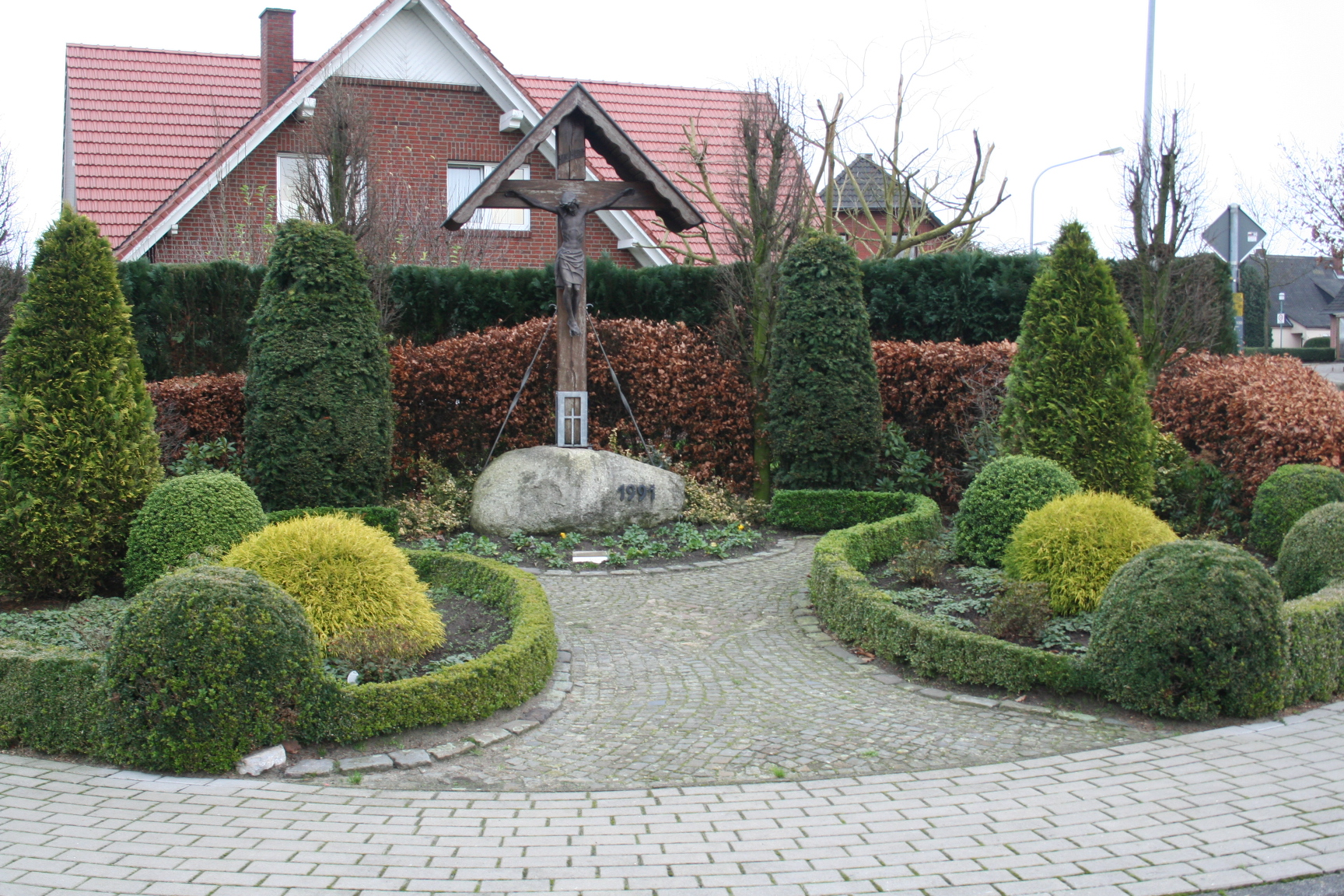
Kreuzanlage auf dem Voßberg

### Erholungsgebiete
- Stadtpark
- Stadtwald beim Aussichtsturm
- Naherholungsgebiet Hopen / Runenbrock
  - Hopener Burgwald beiderseits der Bahnlinie
  - Bürger-Klimapark mit dem Schulwald Lohne
  - Runenbrock
- Brägeler Forst
- Biotop Hamberg (Wege im Randbereich)

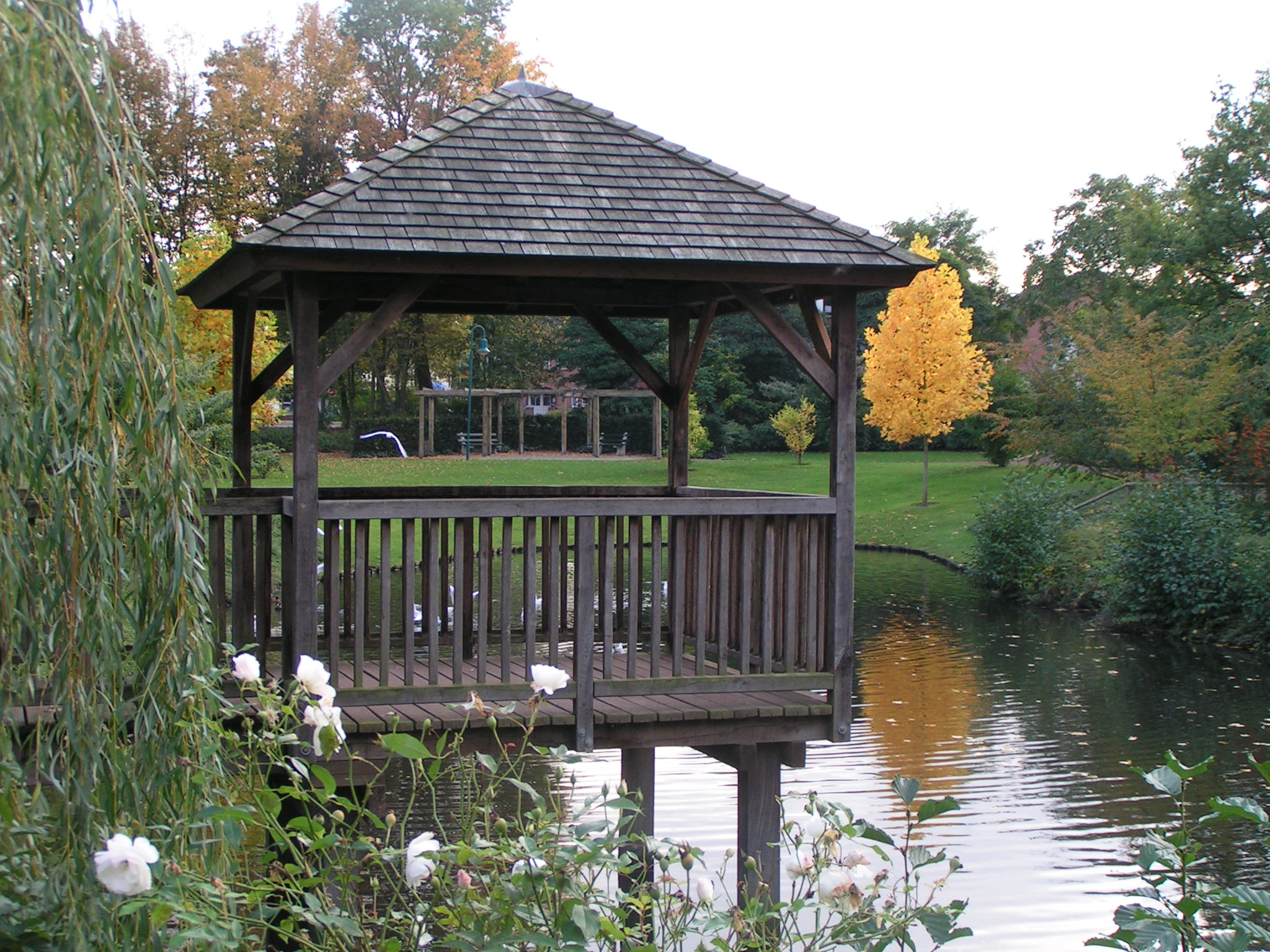
Lohner Stadtpark
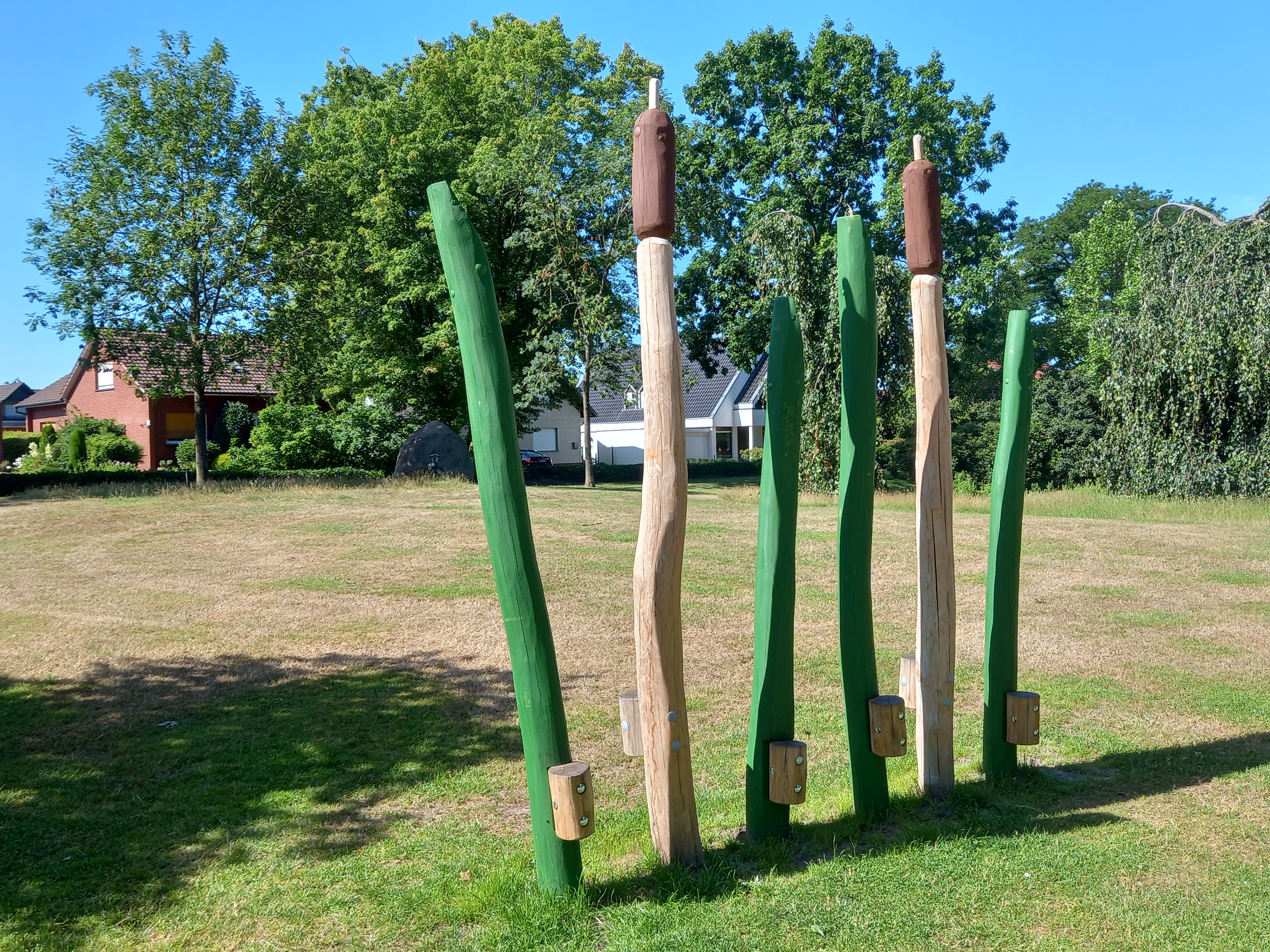
Bekletterbare Holzskulptur im Stadtpark
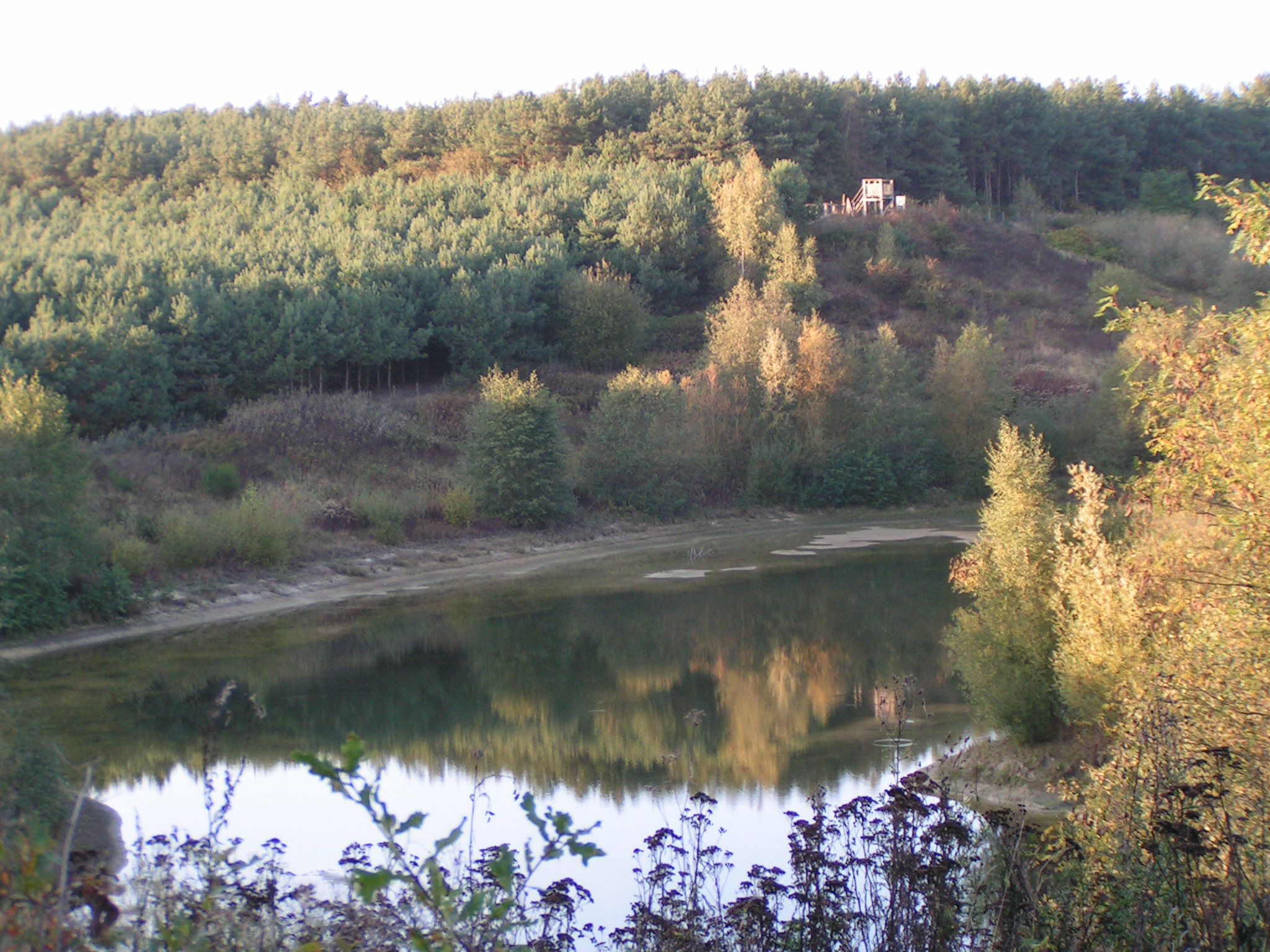
Biotop Hamberg (ehemalige Sandkuhle); im Hintergrund der Lohner Stadtwald
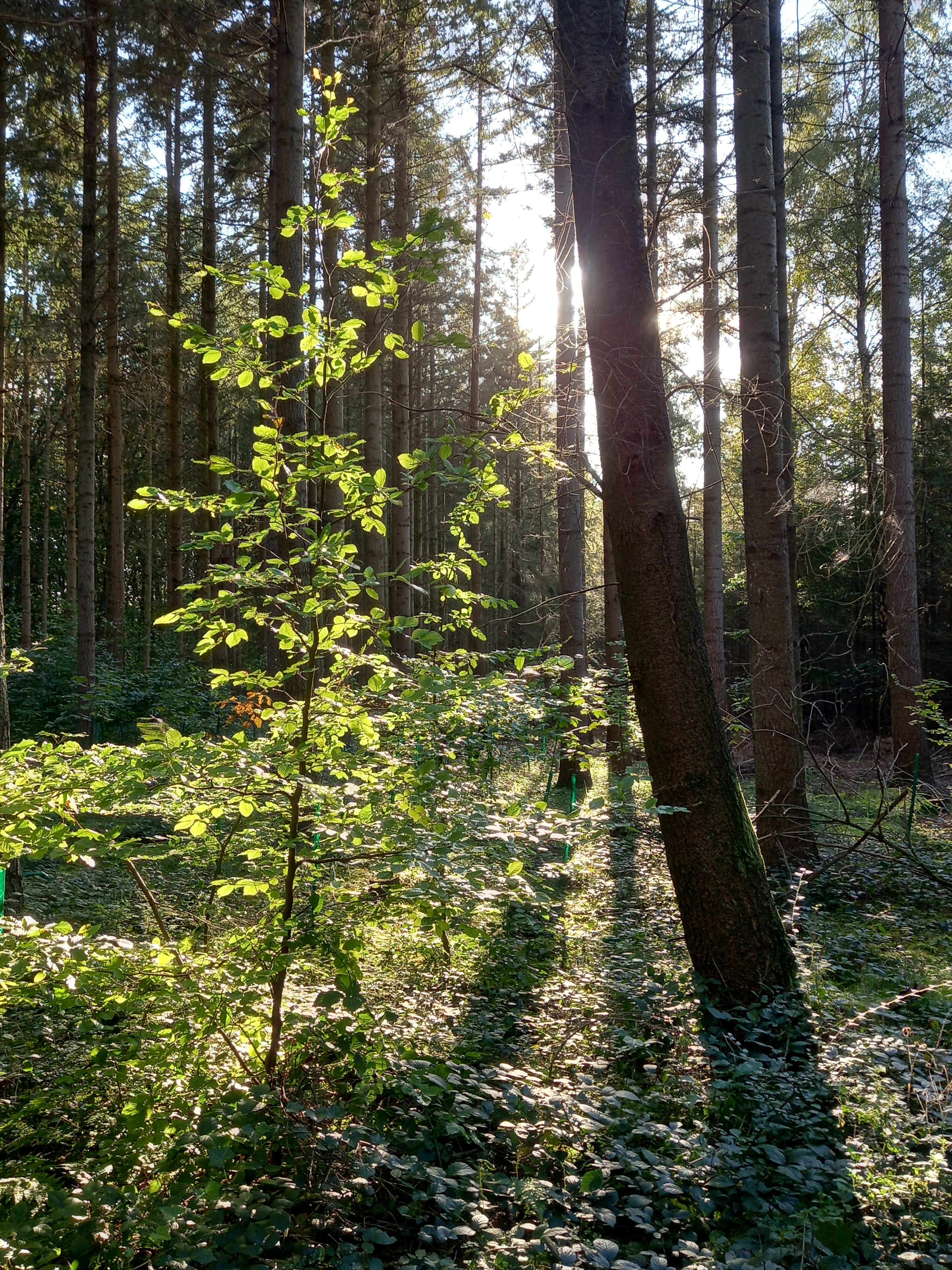
Brägeler Forst im Stadtnorden
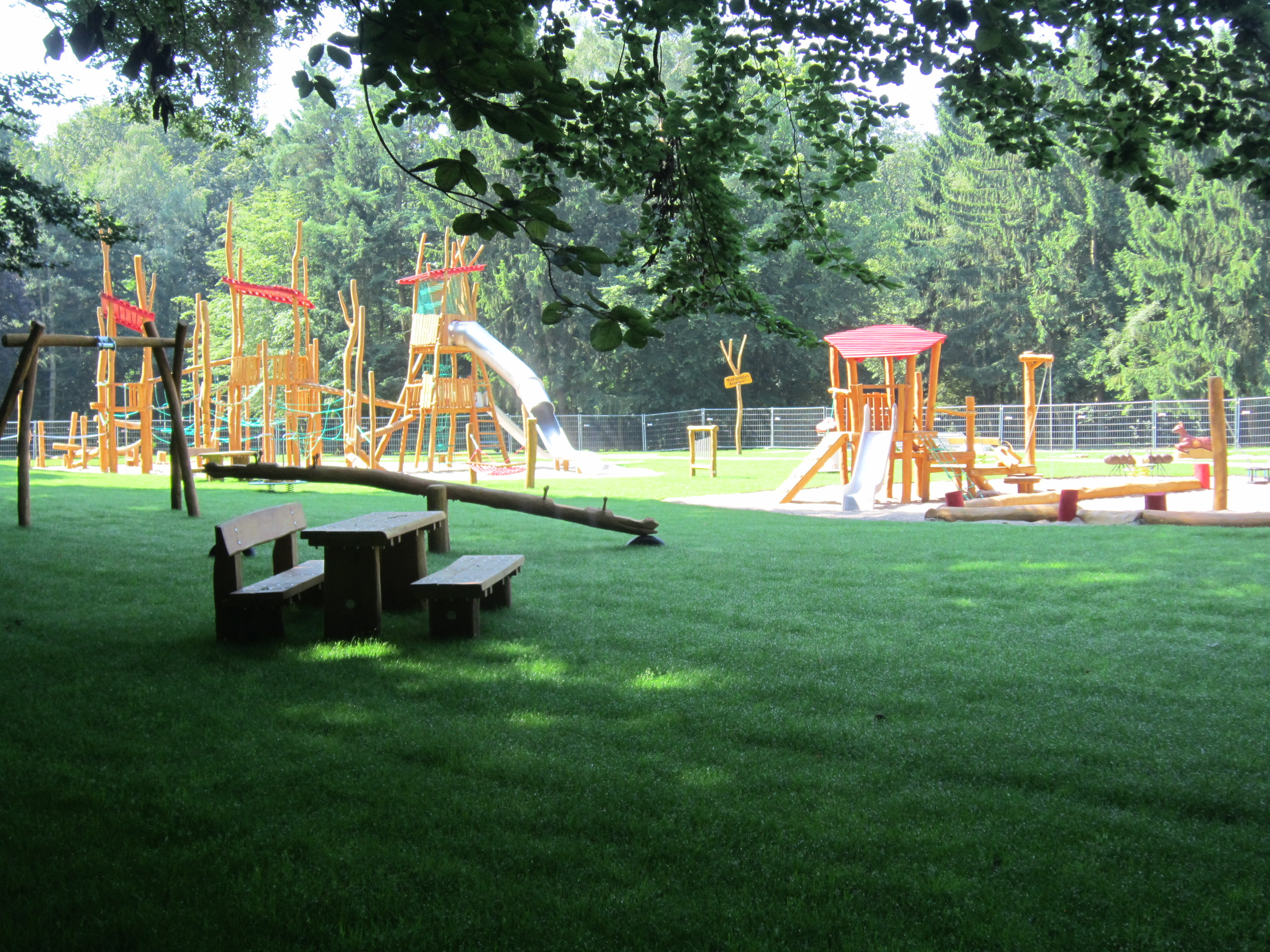
Spielplatz im Hopener Burgwald
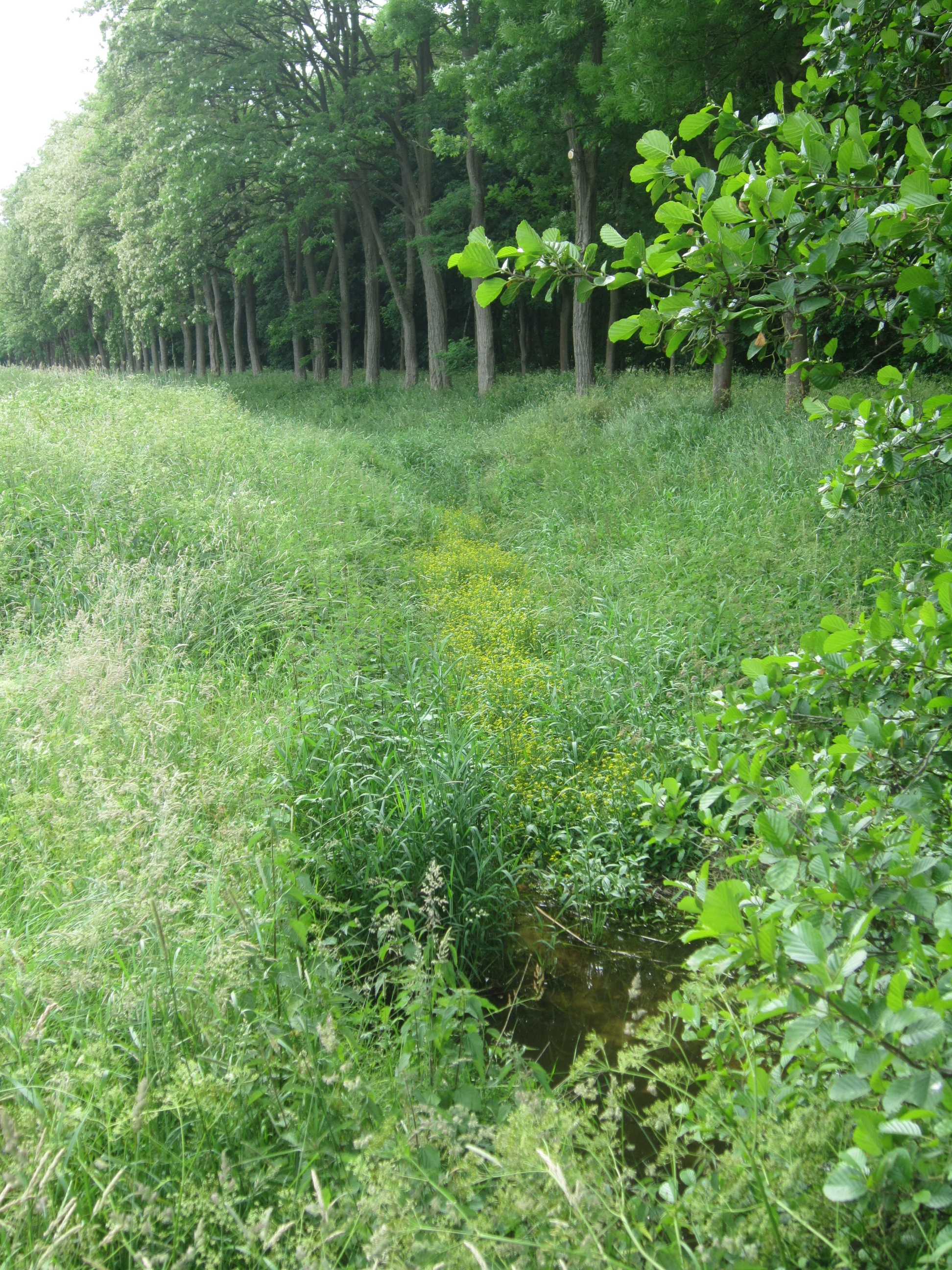
Erholungsgebiet Runenbrock im Stadtwesten
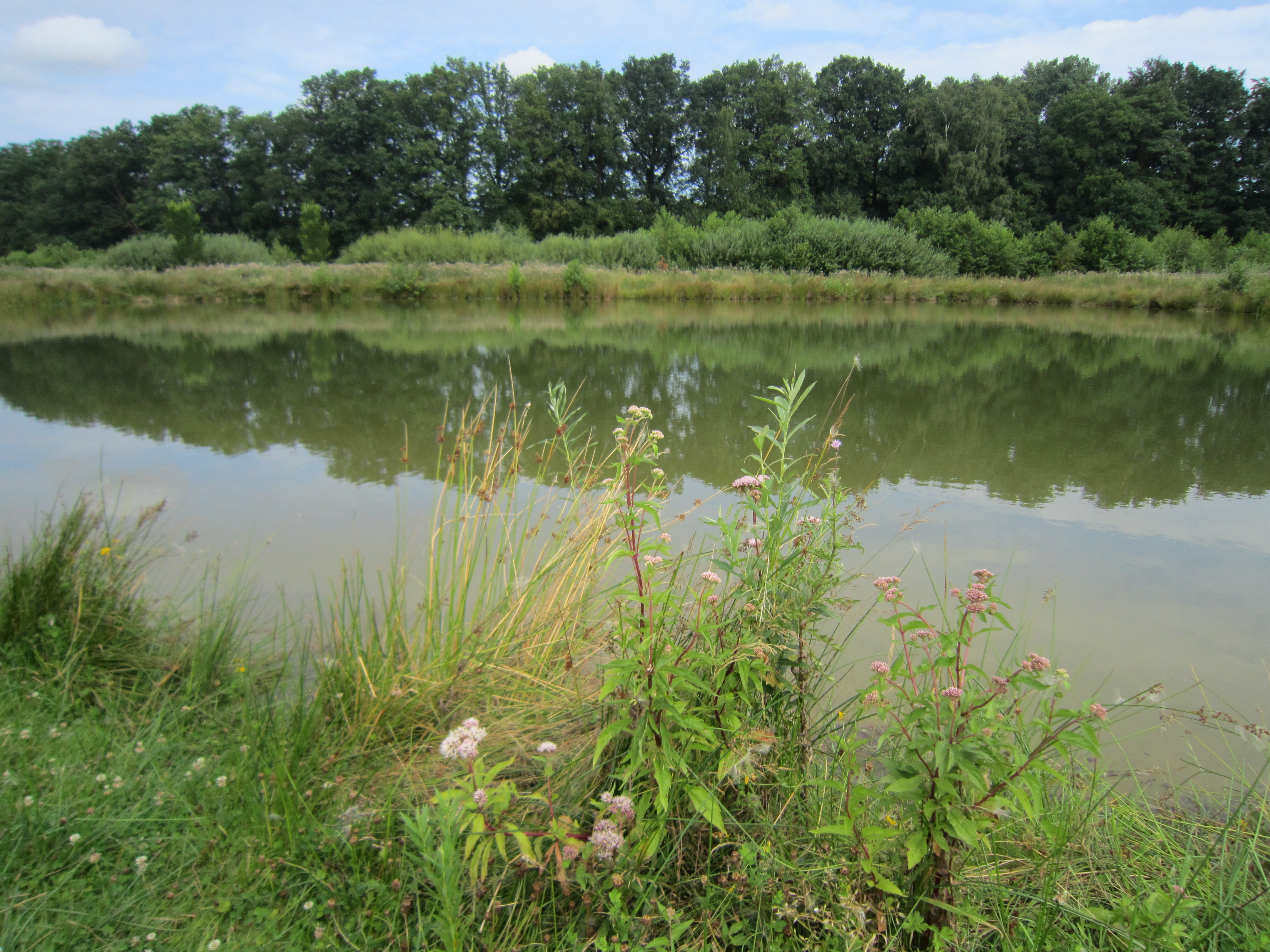
Fischteich beim Runenbrock
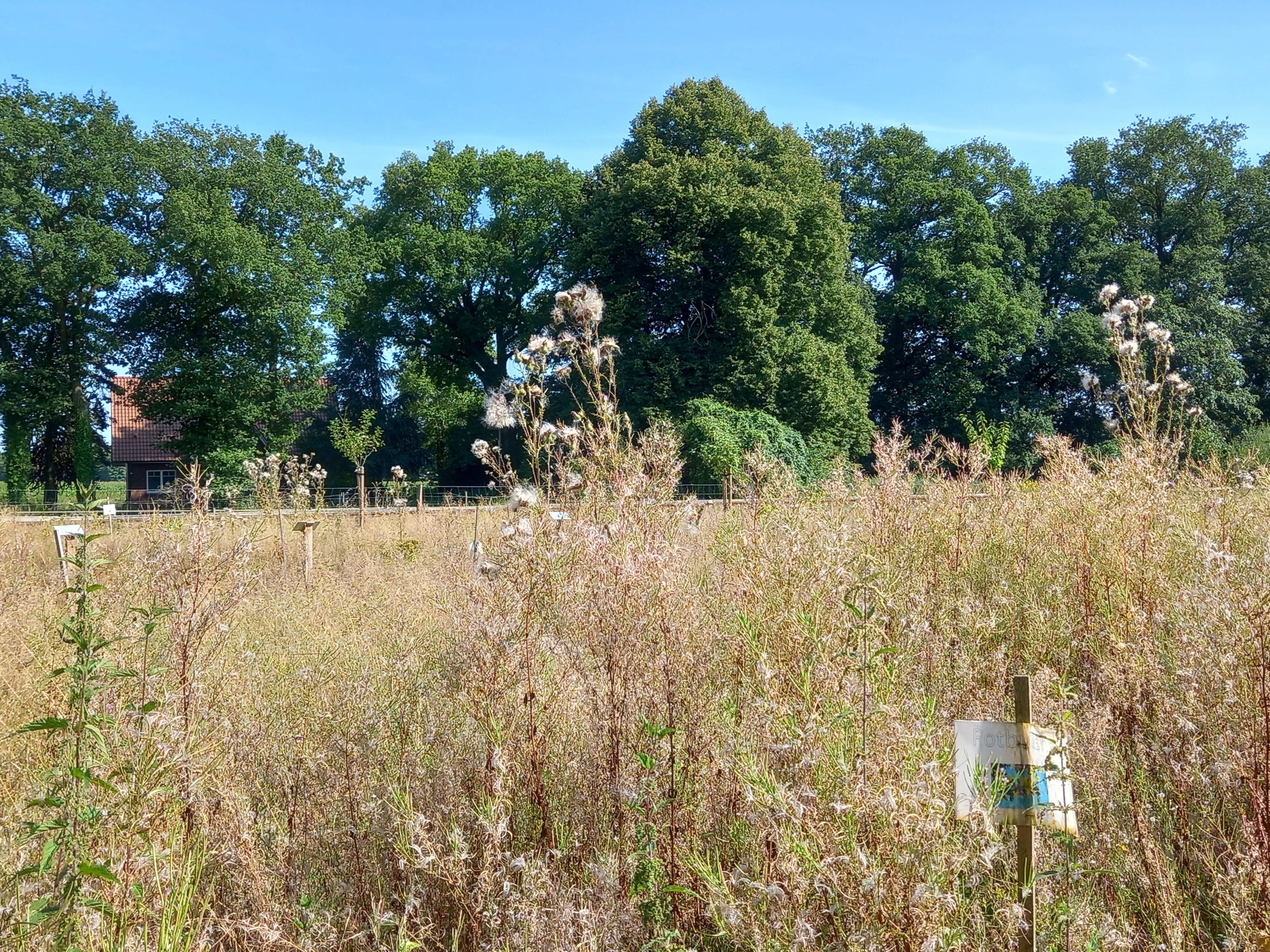
Schulwald im Entstehen, an der Bahnlinie liegender Teil des Bürger-Klimaparks
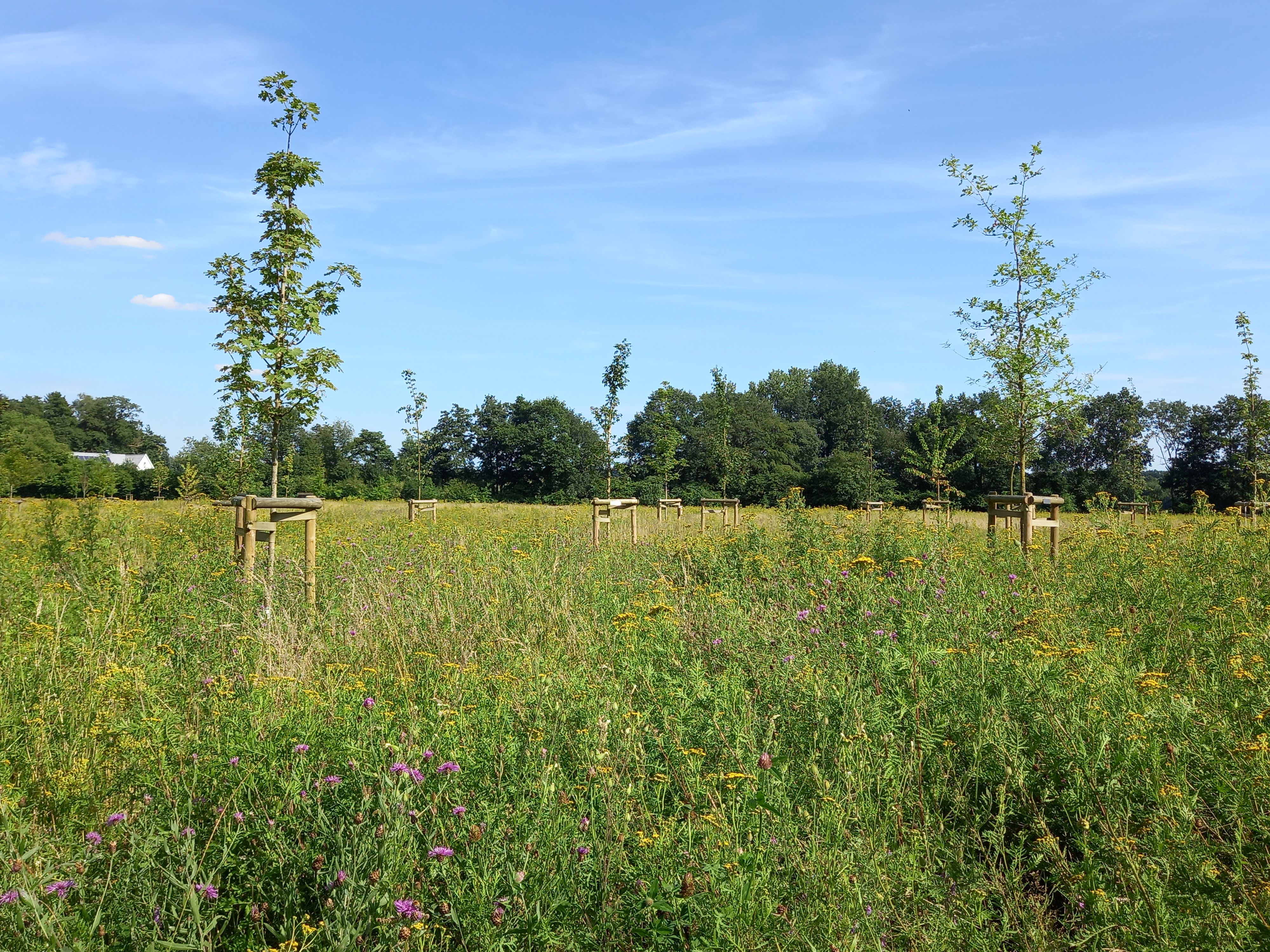
Lebensereigniswald östlich der Bahnlinie
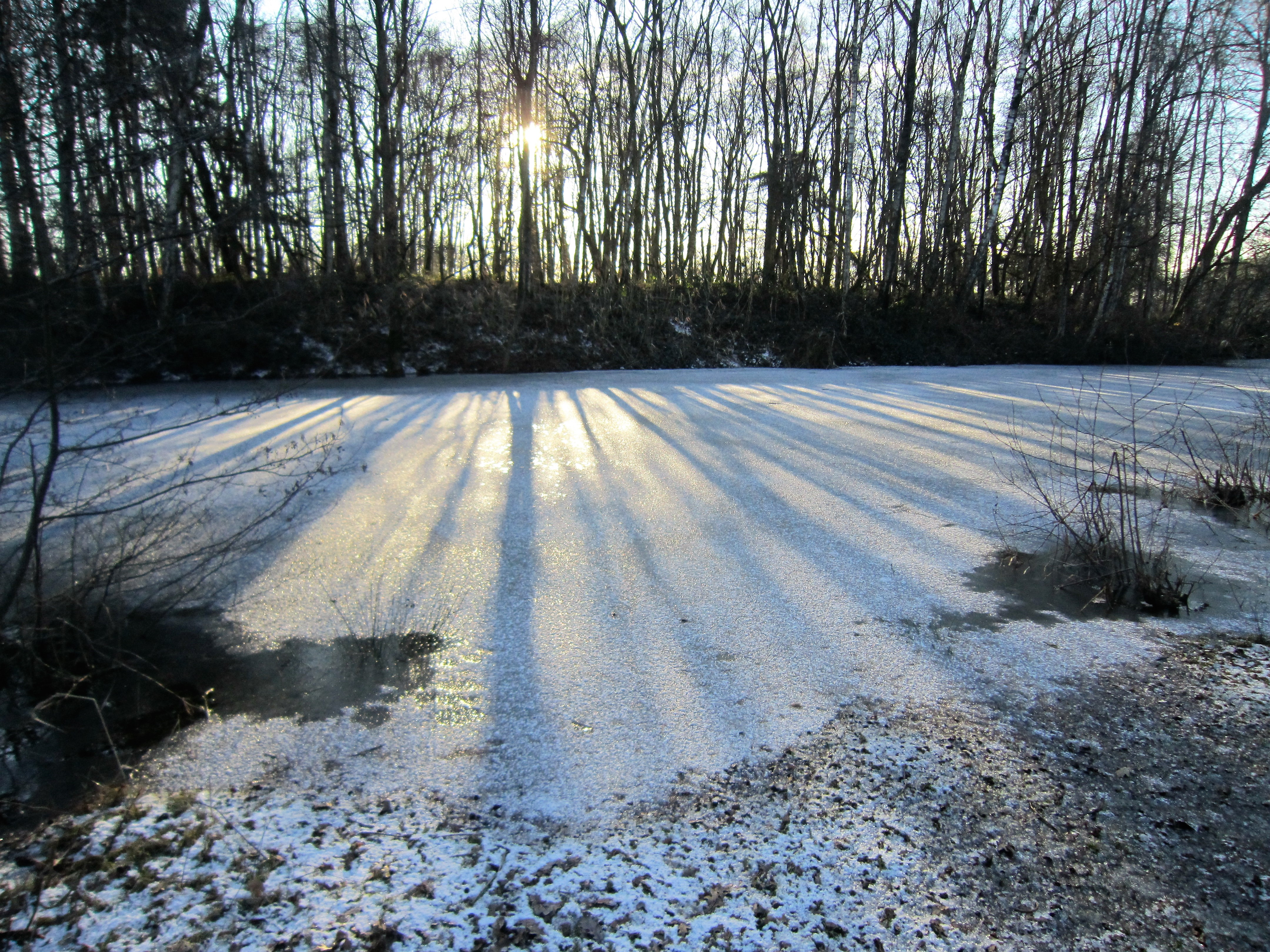
Angelteich in Märschendorf

### Tourismusrouten

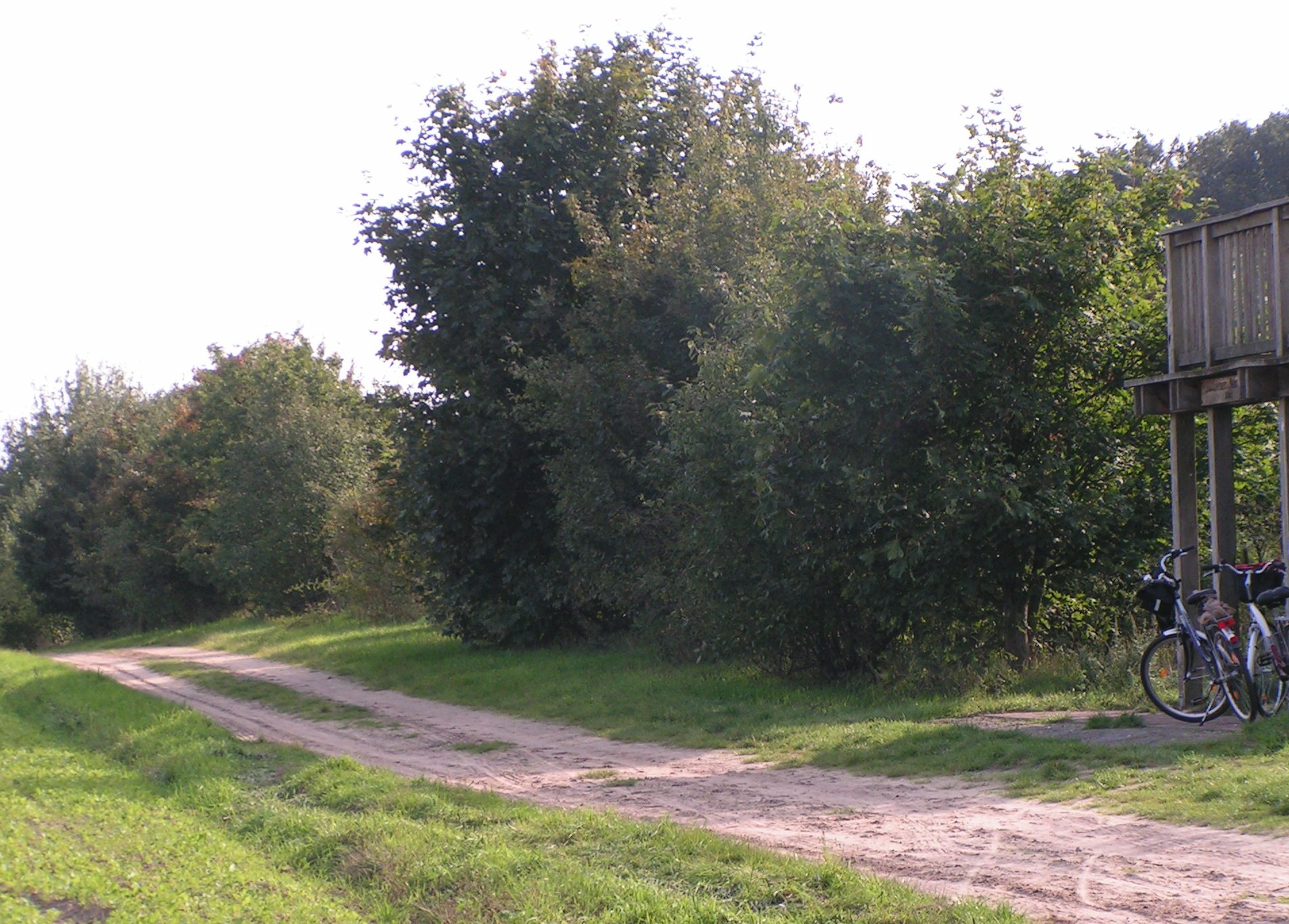
Pickerweg mit Aussichtsplattform im Bereich Hamberg-Südlohne

Durch das Gebiet von Lohne verlaufen die Ferienstraßen „Boxenstopp-Route“, „Niedersächsische Mühlenstraße“ und „Route der Industriekultur im Nordwesten“, die zum Netz der Europäischen Route der Industriekultur gehört. Durch Lohne verläuft ferner der Pickerweg als Teil des Netzes der Jakobswege und damit der ältesten europäischen Kulturstraße. Ferner führt der westliche Zweig des Brückenradwegs zwischen Bremen und Osnabrück durch Lohne.

### Sport
Die wichtigsten Vereine, in denen in der Stadt Lohne Sport getrieben wird, sind der „TuS Blau-Weiß Lohne“, die Sportvereine „Grün-Weiß Brockdorf 1930“ und „Schwarz-Weiß Kroge-Ehrendorf 1947“ sowie der Fußballverein „Amasya Spor“, der Tennisverein „TC Lohne 1980 e. V.“ und der „Golfclub Gut Brettberg Lohne e. V.“. Insgesamt führt die Website der Stadt Lohne 18 „Sportvereine“ auf.
Von besonderer Bedeutung ist der 2015 gegründete Verein „Stage 7 – Tanzhaus Lohne“, für den die Stadt Lohne 2020 und 2021 gegenüber dem Lohneum eine eigene Tanzhalle errichten ließ.

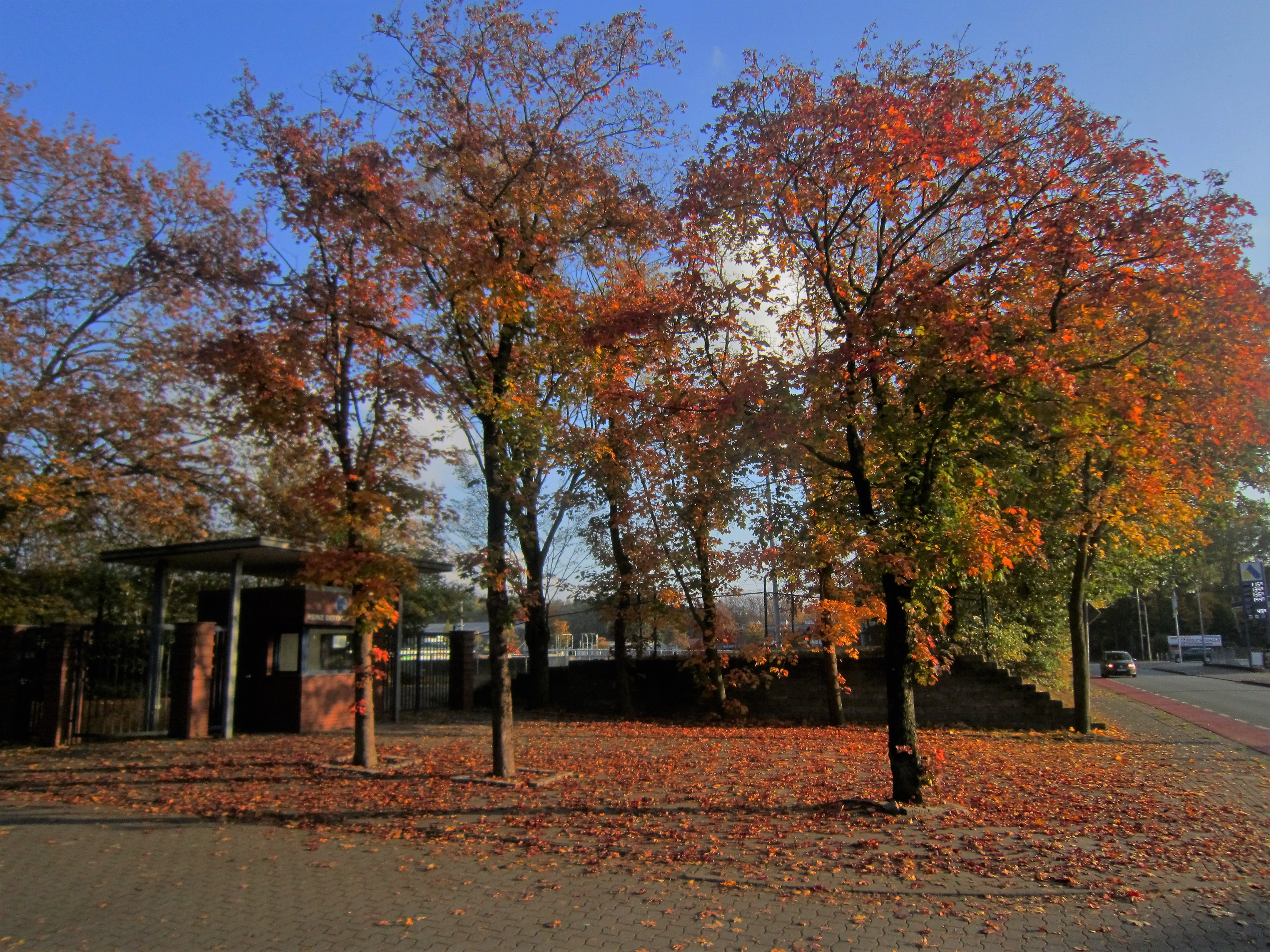
Heinz-Dettmer-Stadion – Sportstätte des TuS Blau-Weiß Lohne
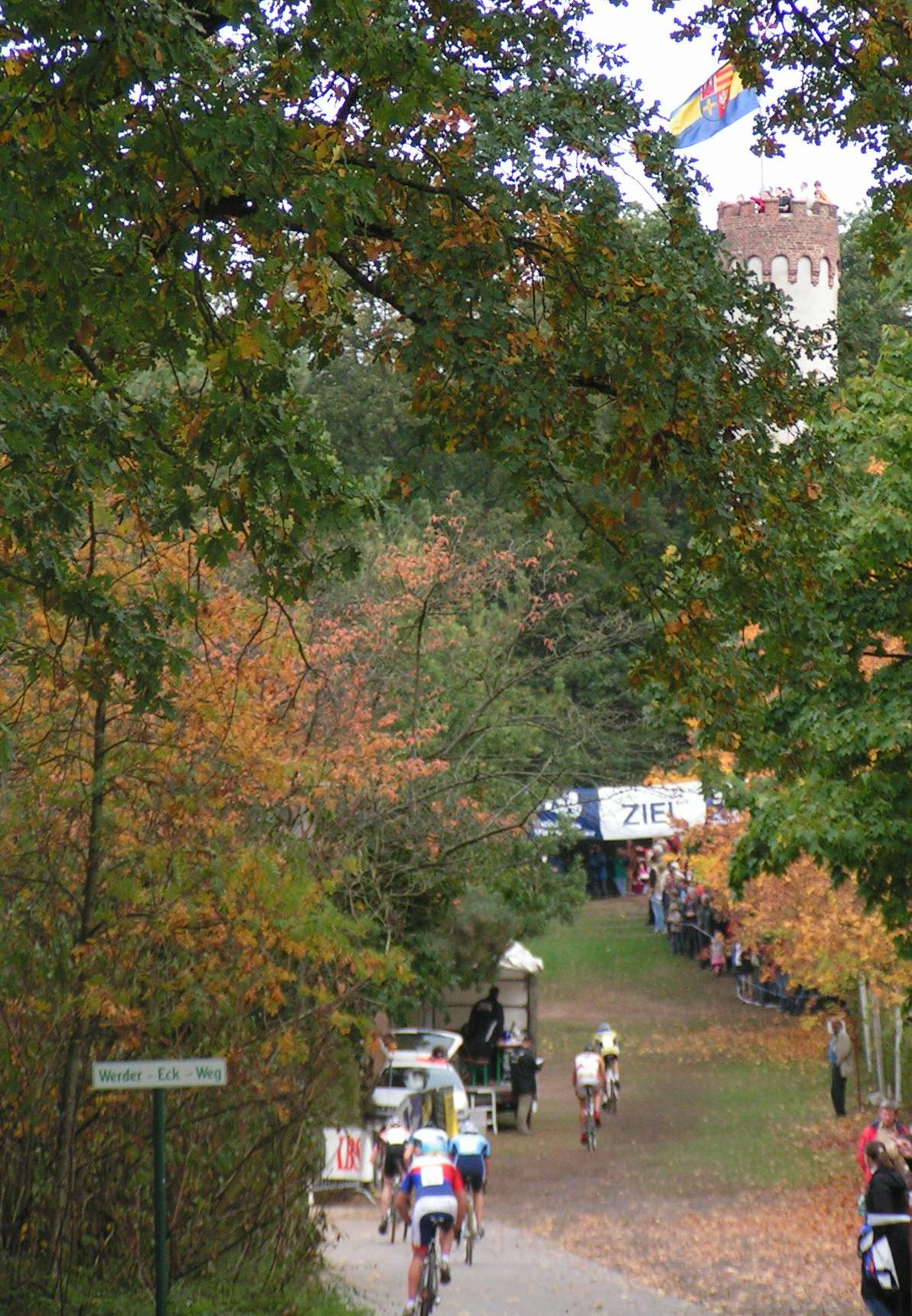
Querfeldein-Rennen um den Lohner Aussichtsturm 2006
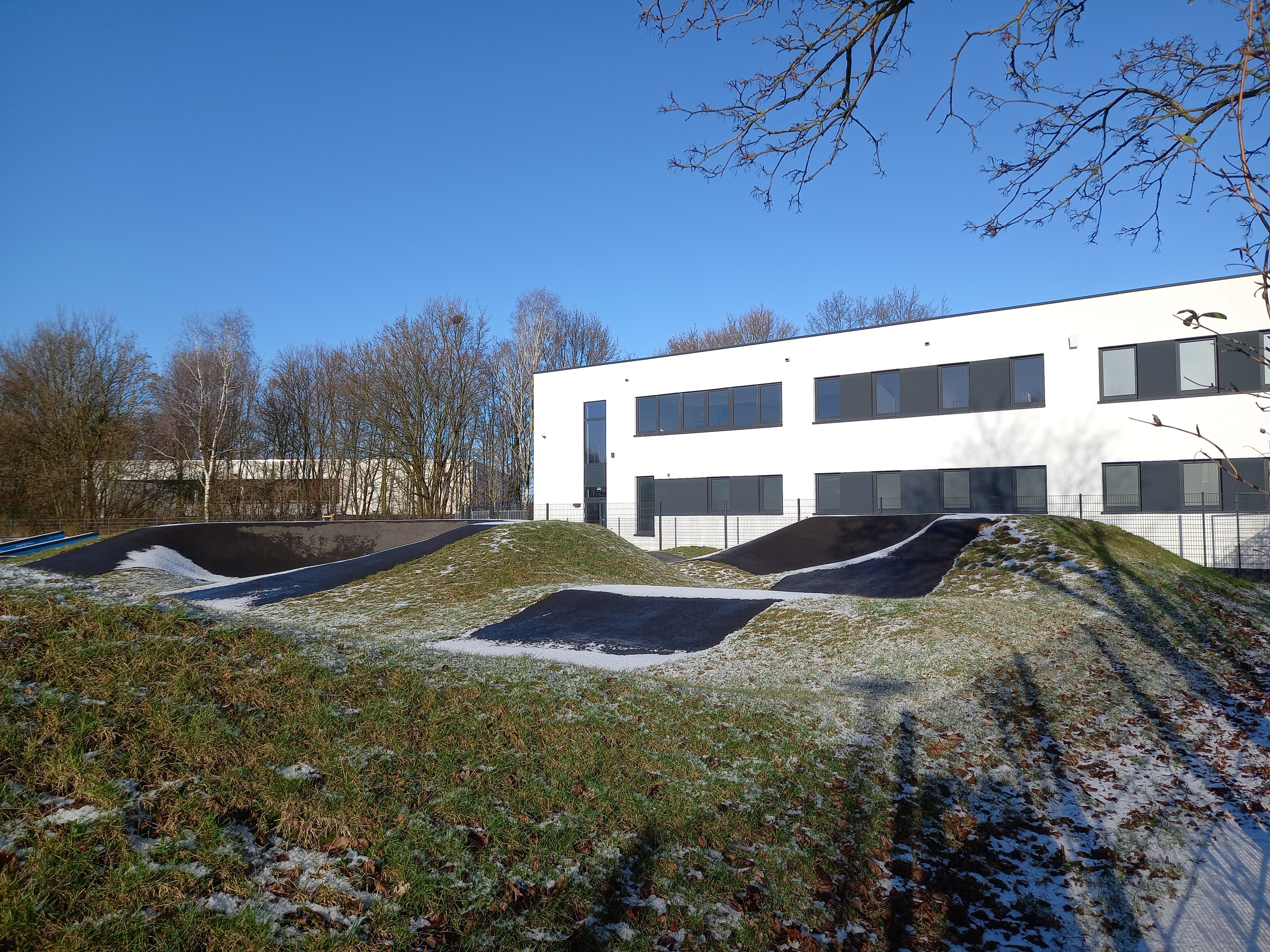
Lohneum (hinten links), Tanzhalle des Vereins Stage 7 (Mitte rechts) und Skaterbahn (vorne links)
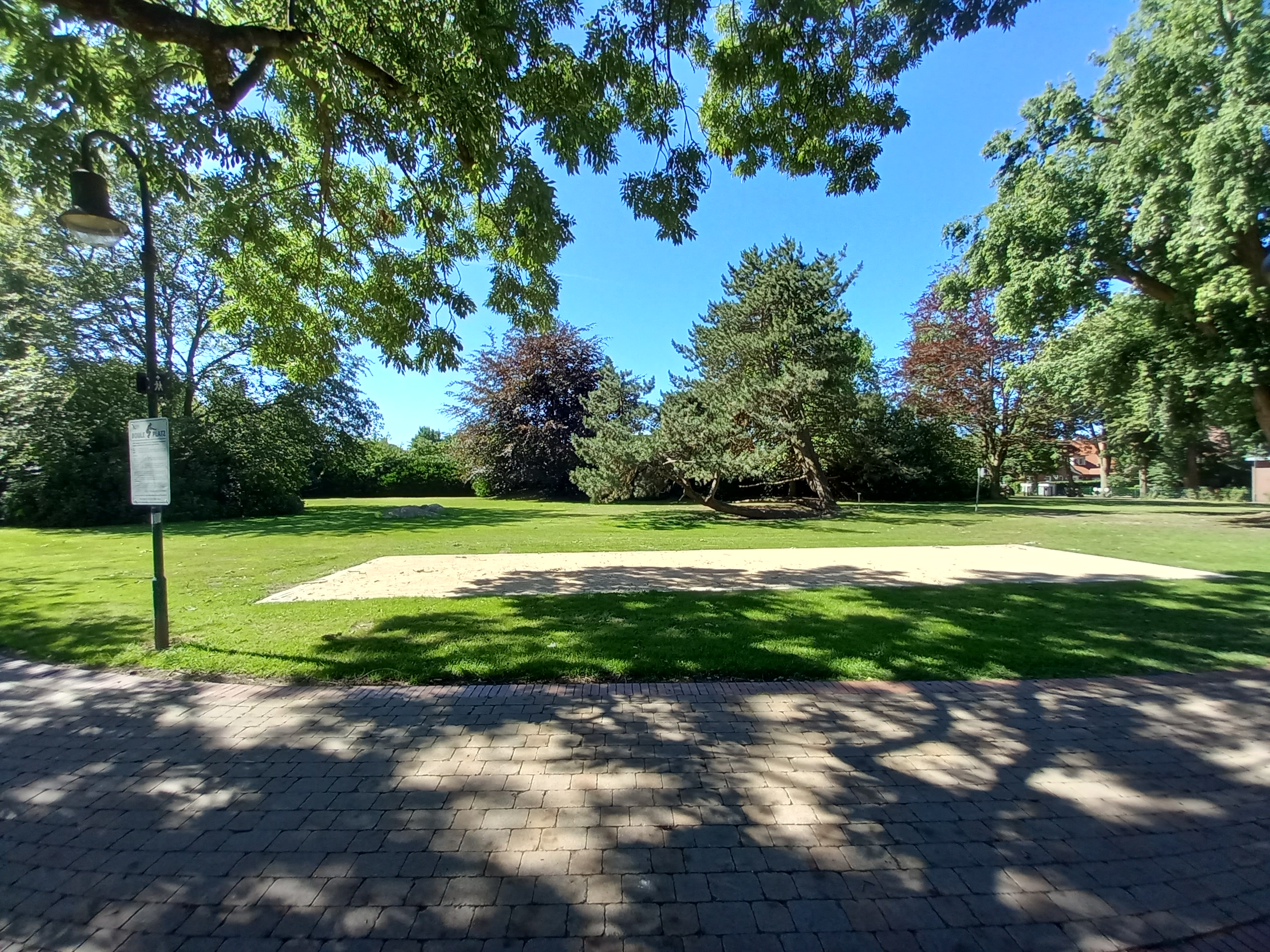
Boulefeld im Stadtpark

### Regelmäßige Veranstaltungen
- Neujahrskonzert (Anfang Januar)

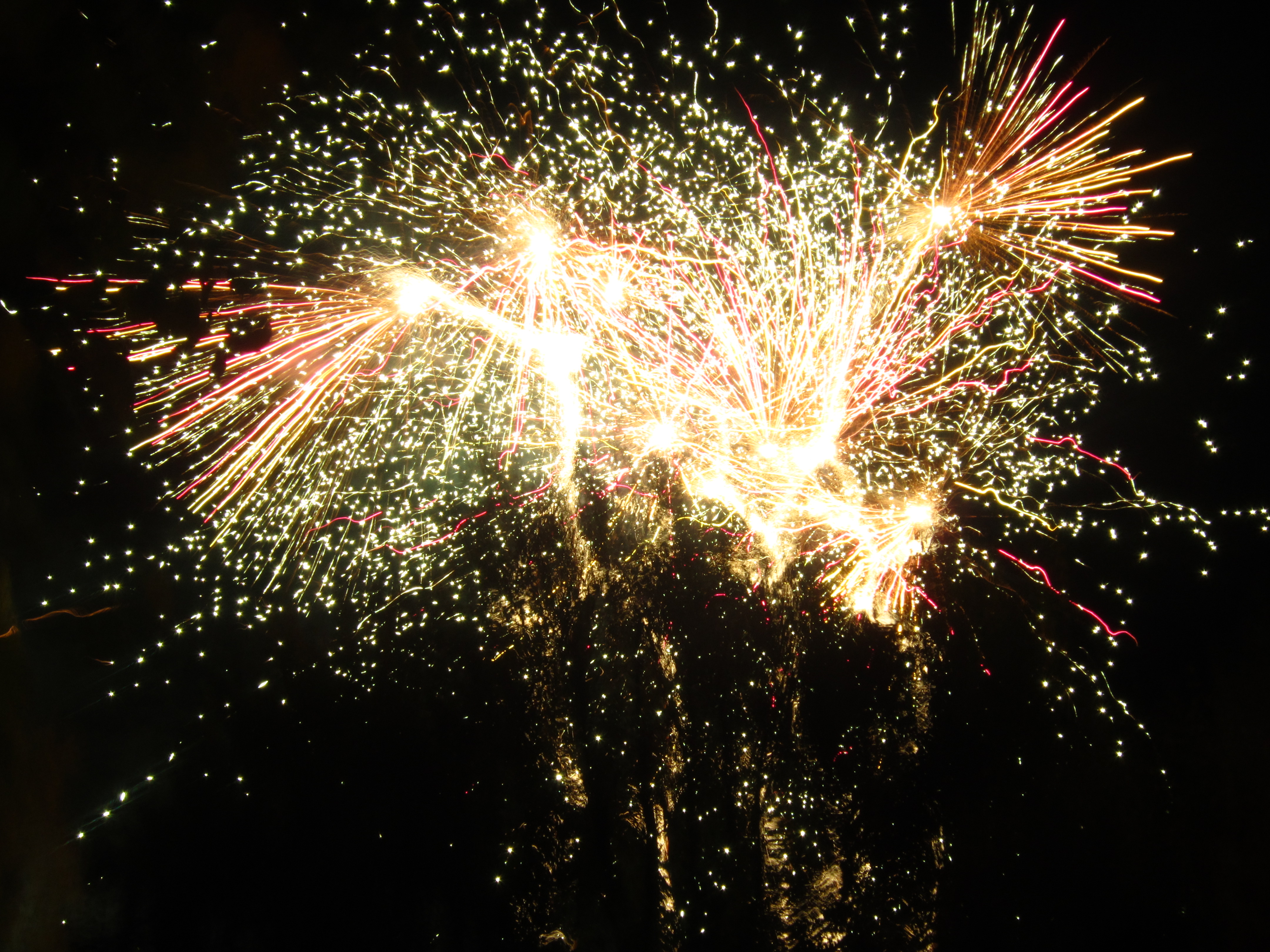
Lichterfest im Stadtpark 2019

- Stadtstreicher Picknick, Rießeler Dorfplatz (1. Mai)
- Kulturtage (alle zwei Jahre im April / Mai)
- Schützenfest Bokern-Märschendorf (um Christi Himmelfahrt)
- Frühjahrskirmes (Wochenende nach Fronleichnam)
- Schützenfest des Schützenvereins Lohne (um den zweiten Sonntag im Juli)
- Siedlerfest Voßberg (viertes Wochenende im Juli jeden Jahres)
- Stadtfest (zweites Wochenende im September)
- Herbstkirmes (zweites Wochenende im Oktober)
- Radrennen um den Lohner Aussichtsturm (zweite Oktoberhälfte)
- Lichterfest im Stadtpark (letzter Sonntag im Oktober)
- Meisterkonzerte

## Wirtschaft und Infrastruktur
Als „Stadt der Spezialindustrien“ hat sich Lohne auch überregional einen Namen gemacht. Bereits um das Jahr 1900 existierten in Lohne eine Spritzgussfabrikation, eine Maschinenfabrik, zwei Pinsel- und Bürstenfabriken, eine mechanische Weberei, eine Wurstfabrik, mehrere Ziegeleien mit Zementwarenindustrie, eine Torfstreufabrik, eine Kartonagenfabrikation und eine Vielzahl anderer Produktionsstätten. Die Industrie von Lohne zeichnete sich damals weniger durch Größe aus als vielmehr durch ihre Spezialisierung. Seit den 1950er Jahren bildet die Kunststoffindustrie das Standbein der Lohner Wirtschaft. Heute sorgen Betriebe der Metallverarbeitung, Maschinen- und Gerätebau, Verpackungen und Kartonagen, die Korkenfabrikation sowie das Ernährungsgewerbe, die Landwirtschaft und das Bauhandwerk für eine Branchenvielfalt in Lohne.

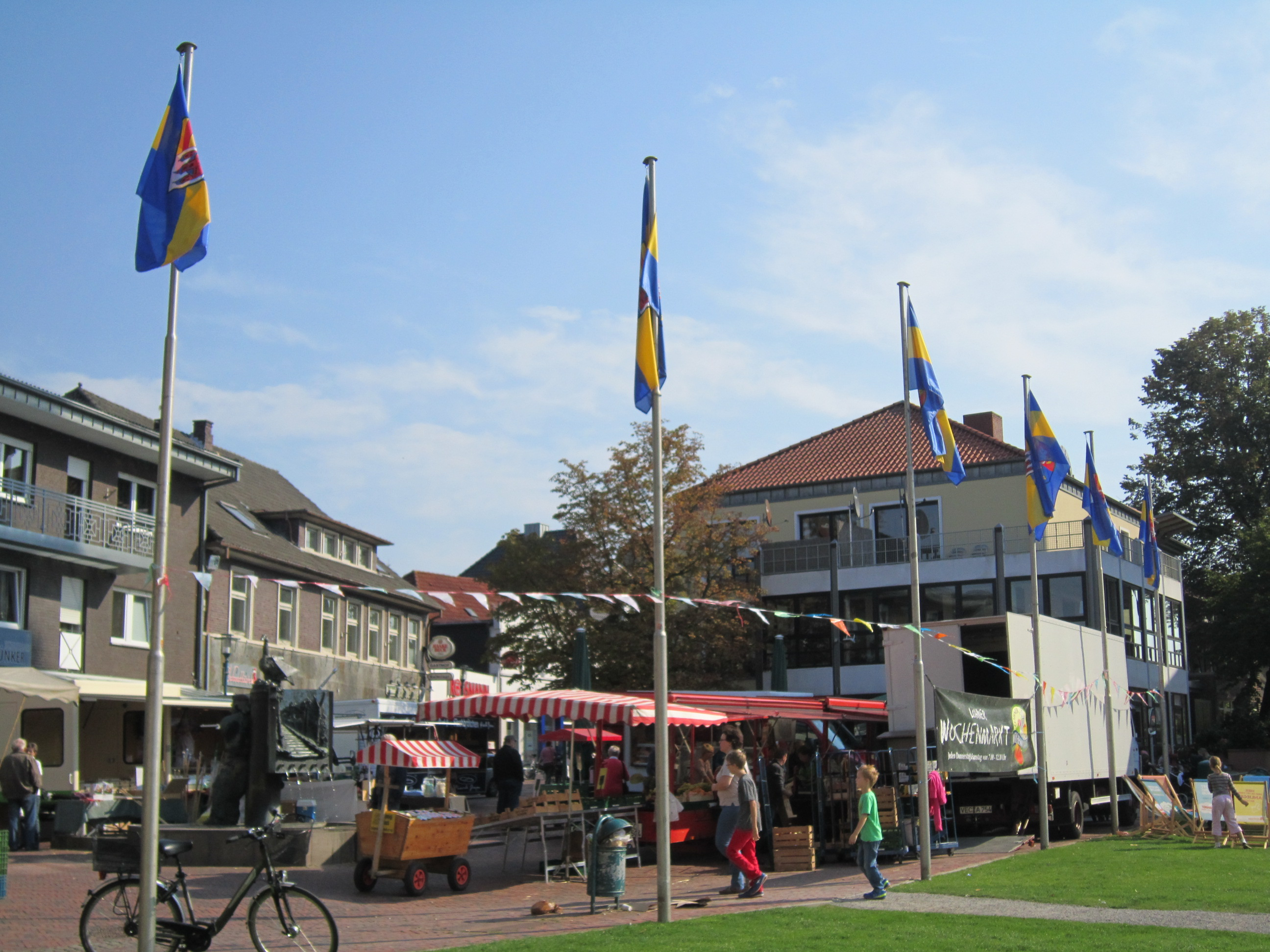
Wochenmarkt auf dem Alten Markt (2014)

An jedem Donnerstag und Sonnabend findet auf dem Alten Markt, gelegentlich auch auf dem Rixheimer Platz ein Wochenmarkt statt.

### Ansässige Unternehmen

#### Kunststoff verarbeitende Firmen
- ATKA Kunststoffverarbeitung
- Berry Bramlage
- delo Dettmer-Verpackungen

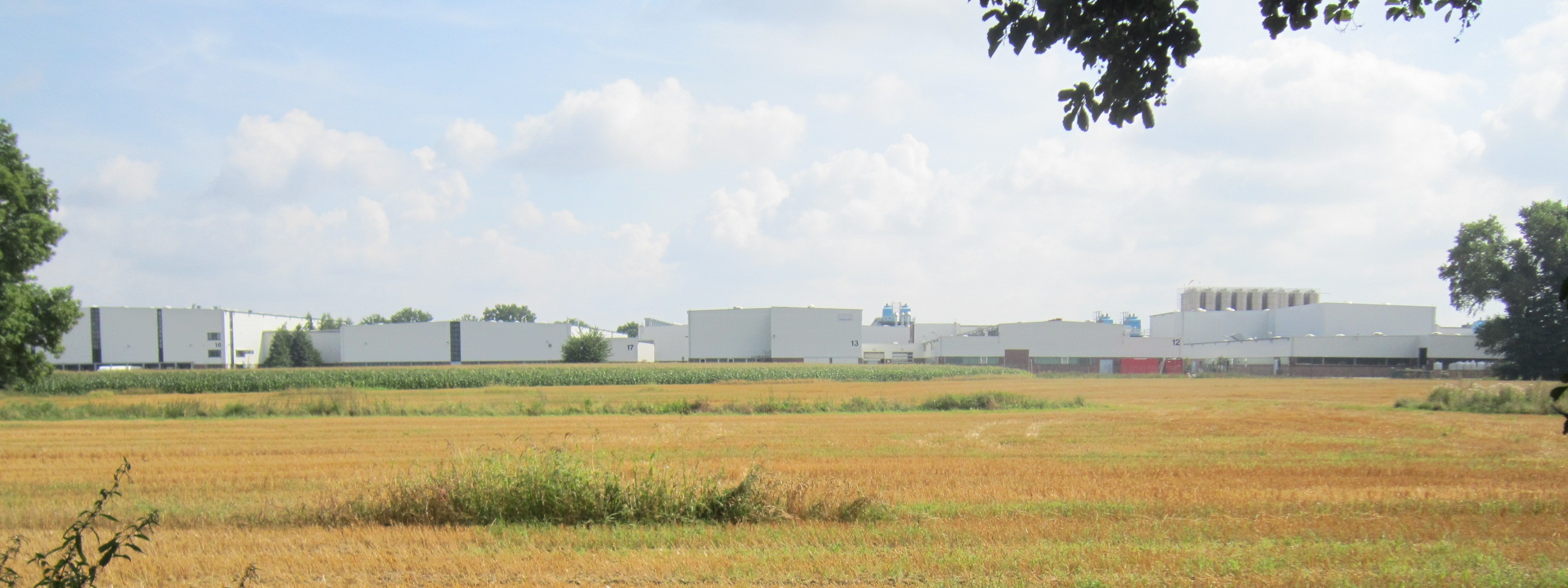
Pöppelmann Werk I (Lohnerwiesen)

- Franz Henke Kunststoffwerk & Werkzeugbau
- Kronen-Hansa-Werk
- Nowack
- Polytec Plastics[65]
- Pöppelmann

#### Sonstige Firmen

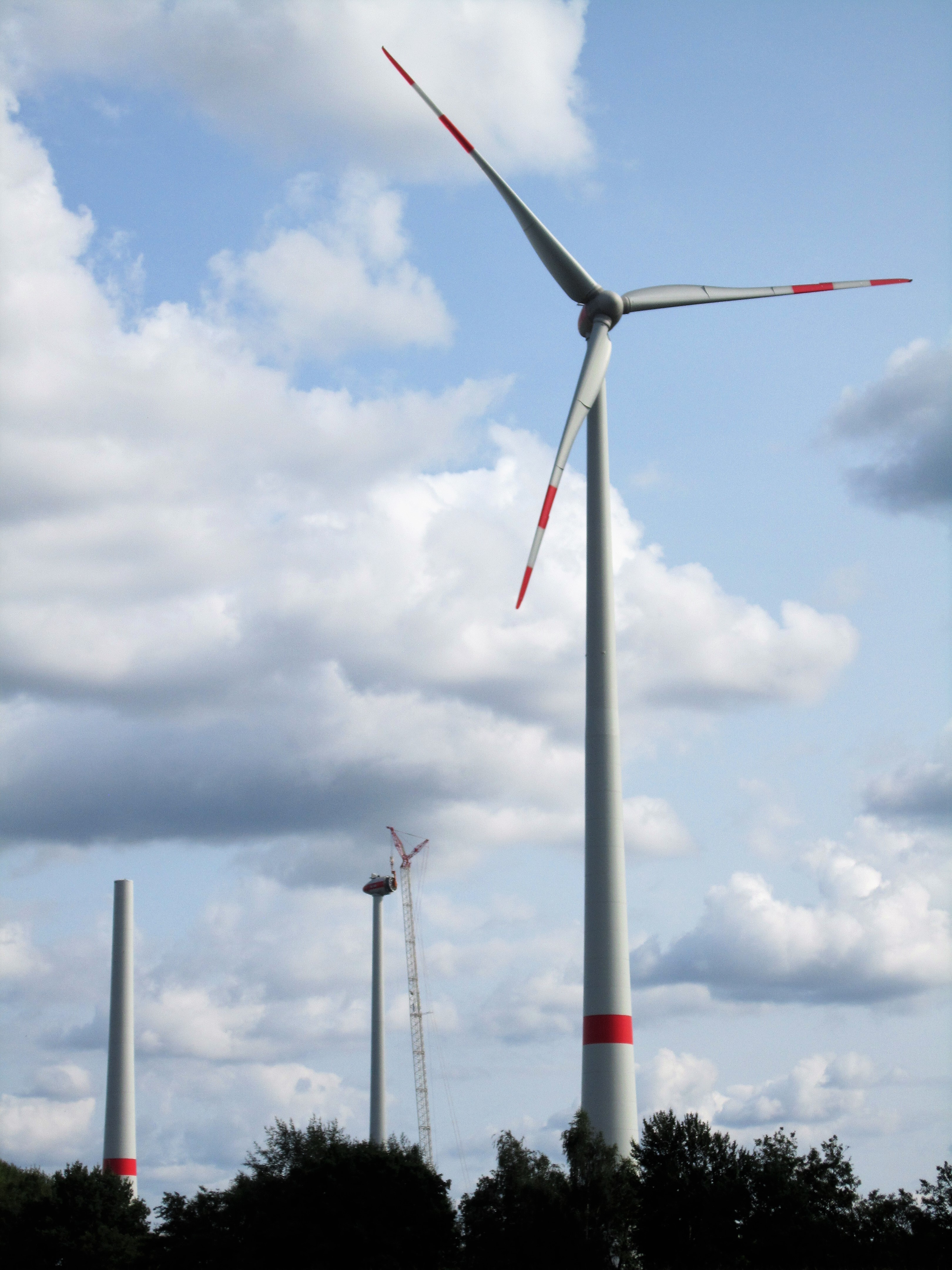
Bürger-Windpark Krimpenfort im Entstehen

Lohne hat eine große Bandbreite von kleinen, mittelständischen und großen Unternehmen. Dies sind u. a.:
- Envitec Biogas
- PHW-Gruppe
- Würth-Gruppe

### Verkehr
Die Stadt liegt an der Bundesautobahn A 1 (Europastraße E 37) zwischen Bremen und Osnabrück und ist über die Abfahrt Lohne/Dinklage zu erreichen.
Der Bahnhof liegt an der Bahnstrecke Delmenhorst–Hesepe. Am Bahnhof Lohne fahren Züge der NordWestBahn im Stundentakt als RB 58 nach Osnabrück und Bremen.
Bis 1999 wurde die Kleinbahn Lohne–Dinklage betrieben, der Personenverkehr endete hier bereits 1954. Inzwischen ist der größte Teil der Strecke in einen Radweg umgewandelt worden.
Im Rahmen der Verkehrsgemeinschaft Landkreis Vechta ist Lohne seit 2013 durch Buslinien von Moobilplus Vechta (moobil+) mit allen Städten und Gemeinden des Oldenburger Münsterlandes vernetzt. Seitdem verkehrt u. a. stündlich ein Bus nach Dinklage und in den Lohner Stadtteil Märschendorf.
Allerdings fahren auch am Wochenende Busse, unter anderem von Weser-Ems-Bus, bspw. nach Damme und Diepholz.
Seit den 1920er Jahren bestehende Pläne, einen Kanal namens Hansakanal, der die Rhein-Ruhr-Region mit den deutschen Seehäfen Bremen und Hamburg verbinden sollte, mitten durch Lohne zu verlegen, wurden 1950 endgültig aufgegeben.
Die nächsten internationalen Flughäfen sind der Flughafen Bremen (80 km nördlich) und der Flughafen Münster/Osnabrück (80 km südlich). Kleine Flugplätze in der Nähe sind der Flugplatz Diepholz-Dümmerland und der Flugplatz Damme.
Am Motorpark an der Autobahnabfahrt Lohne/Dinklage befinden sich Schnellladesäulen vom Typ Tesla Supercharger.
Wie in anderen Regionen Nordwestdeutschlands wird in Lohne für deutsche Verhältnisse häufig Fahrrad gefahren. Es gibt zahlreiche Radwege.

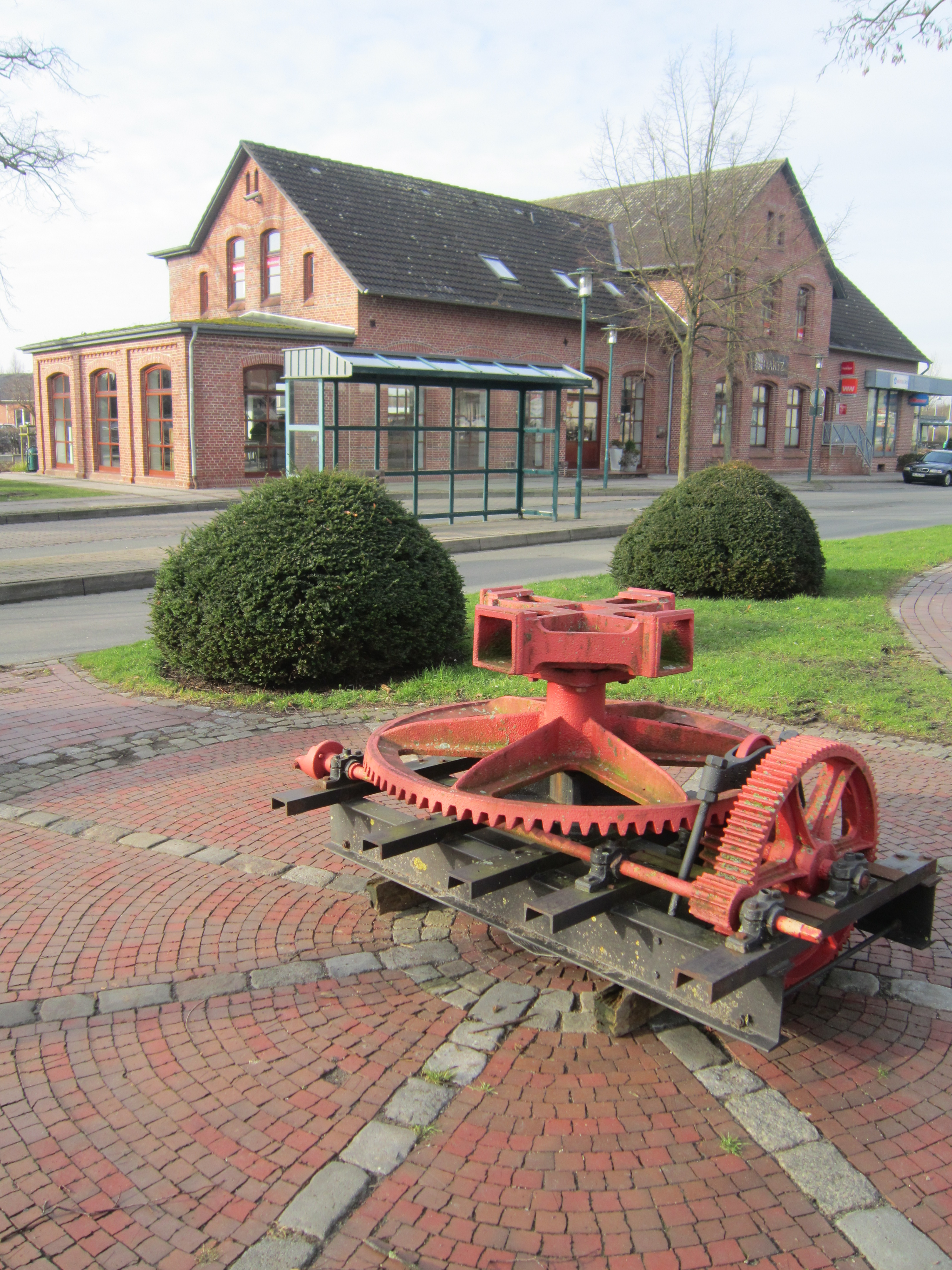
Bahnhof Lohne (Blick vom Vorplatz)
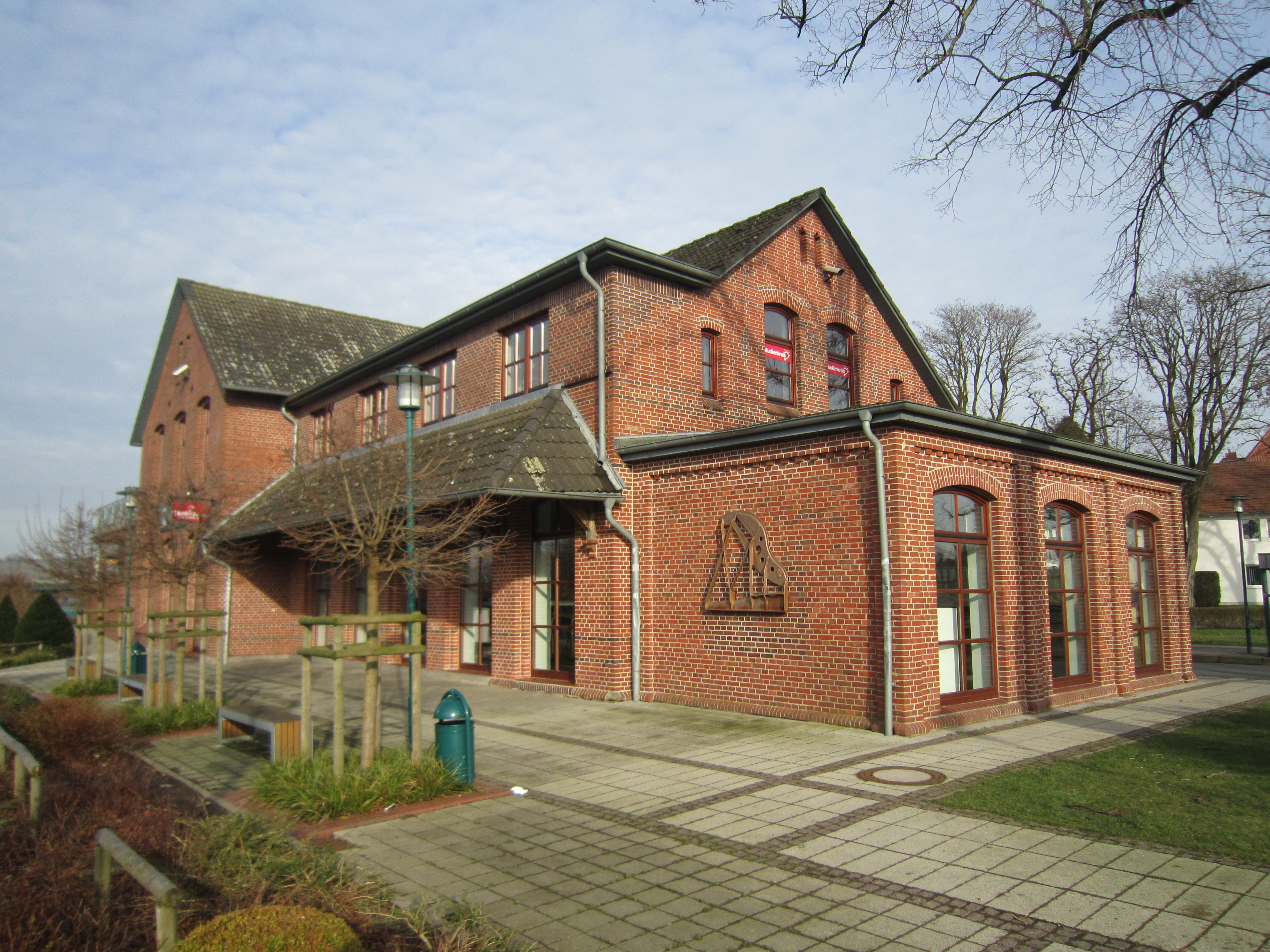
Bahnhof Lohne (Blick von den Bahngleisen)
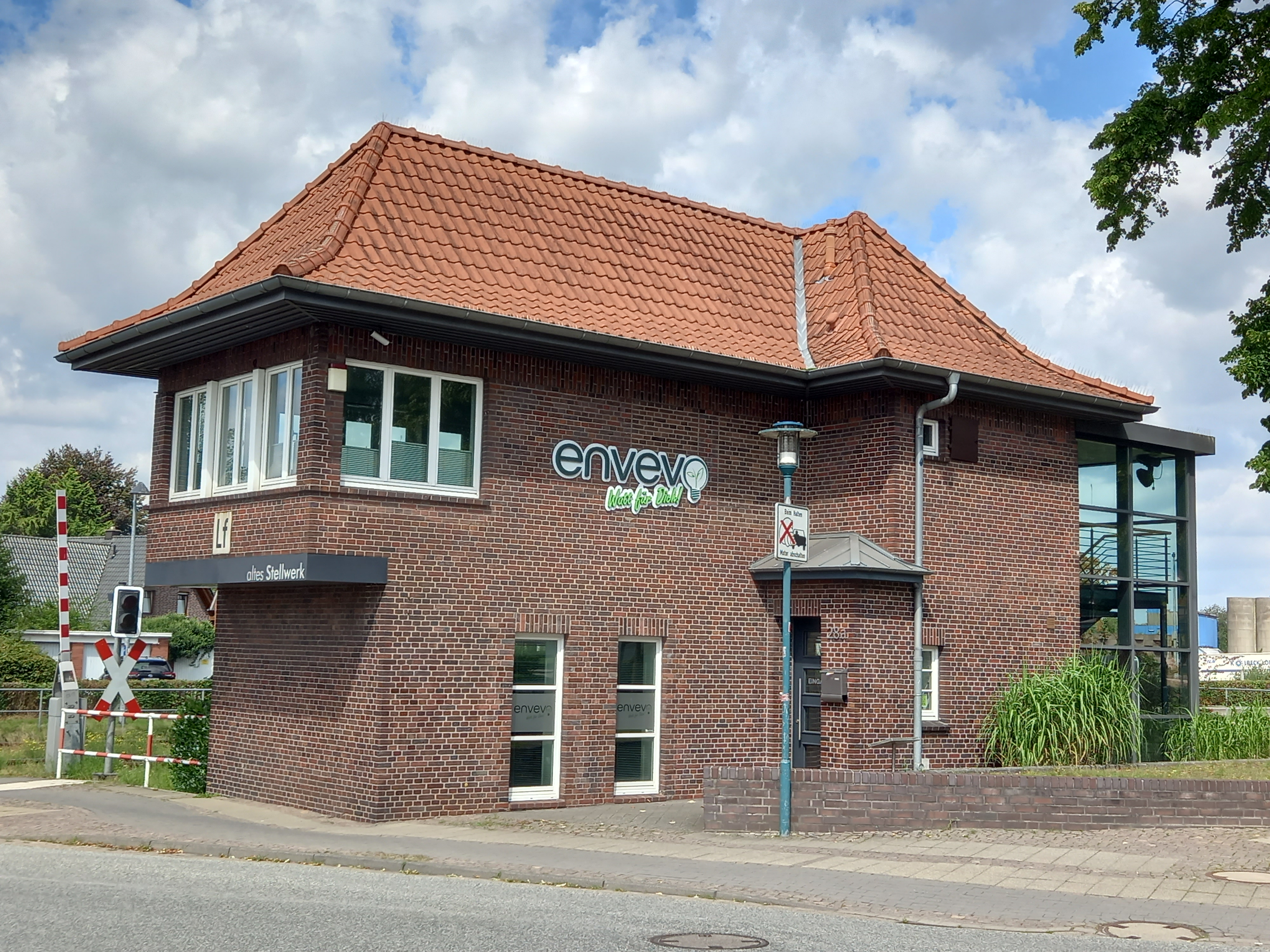
Ehemaliges Stellwerk beim Bahnhof Lohne (Oldenburg)

### Medien
In Lohne erscheinen werktäglich die Oldenburgische Volkszeitung (Vechta) und die Nordwest-Zeitung (Oldenburg). Am Wochenende erscheint unter anderem das OM-Wochenblatt. Der Lohner Wind erscheint monatlich.

### Bildung und Erziehung
9 Kindertagesstätten, davon drei mit Krippenangeboten und eine mit einer Waldgruppe
1 Schulkindergarten
6 Grundschulen (Franziskusschule, Gertrudenschule, Kettelerschule, Von-Galen-Schule, Brockdorf und Kroge)
1 Hauptschule (Stegemannschule)
2 Realschulen (Realschule an der Meyerhofstraße und Albert-Schweitzer-Realschule)
1 Allgemeinbildendes Gymnasium (Gymnasium Lohne)
2 Berufsbildende Schulen: Adolf-Kolping-Schule (Technisches Gymnasium und Berufsschule), Handelslehranstalten Lohne (Wirtschaftsgymnasium, Handelsschule sowie Berufsschule)
1 Förderschule (Marienschule)
1 Schule für Erziehungshilfe (Von-Stauffenberg-Schule)
1 Krankenpflegeschule (am St.-Franziskus-Hospital)
1 Musikschule (Musikschule Lohne e. V.)
1 Familienbildungsstätte (im „Haus der Bildung“)

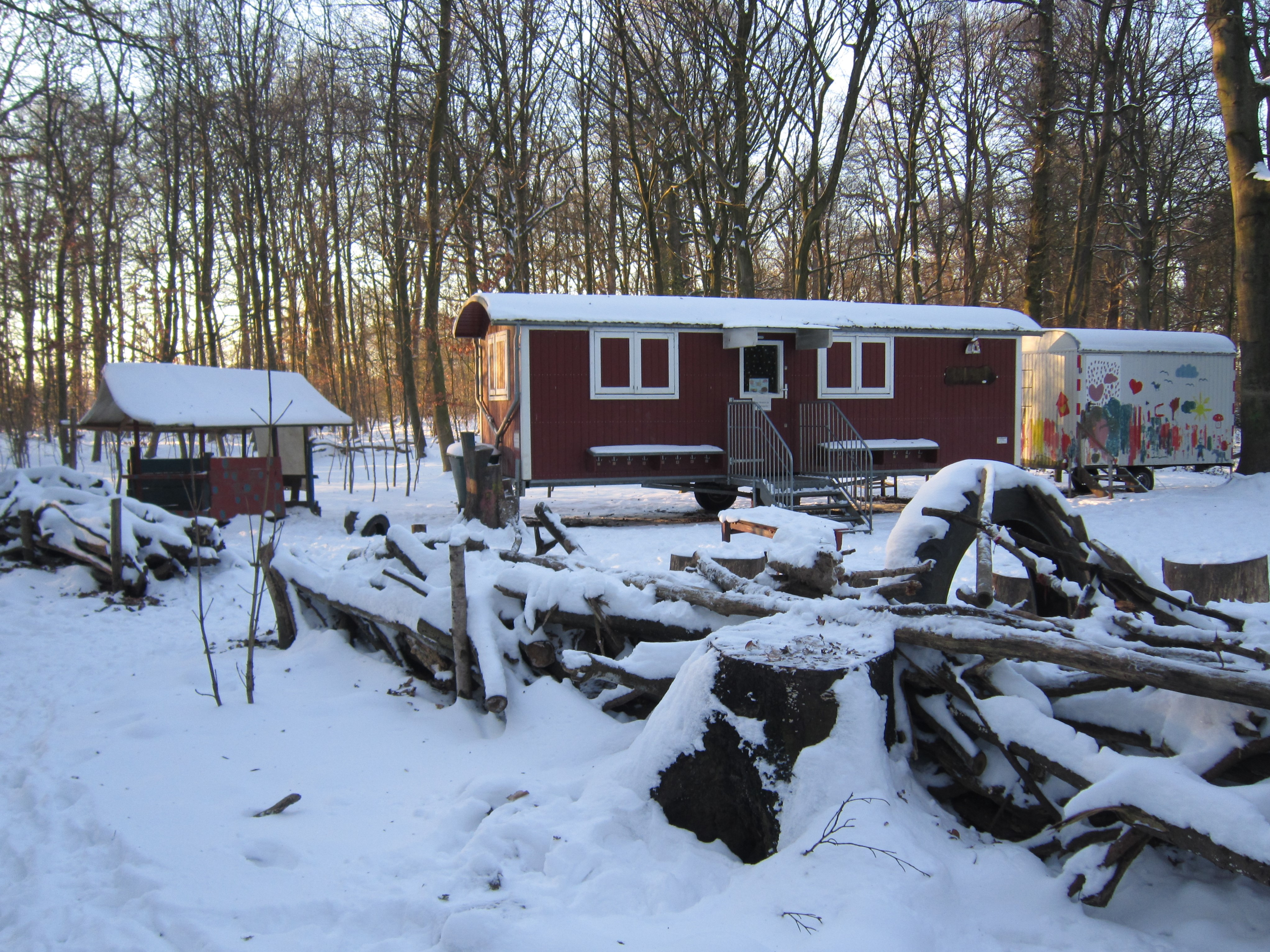
Lern- und Spielort der Waldkindergartengruppe „Die Wühlmäuse“ im Hopener Wald
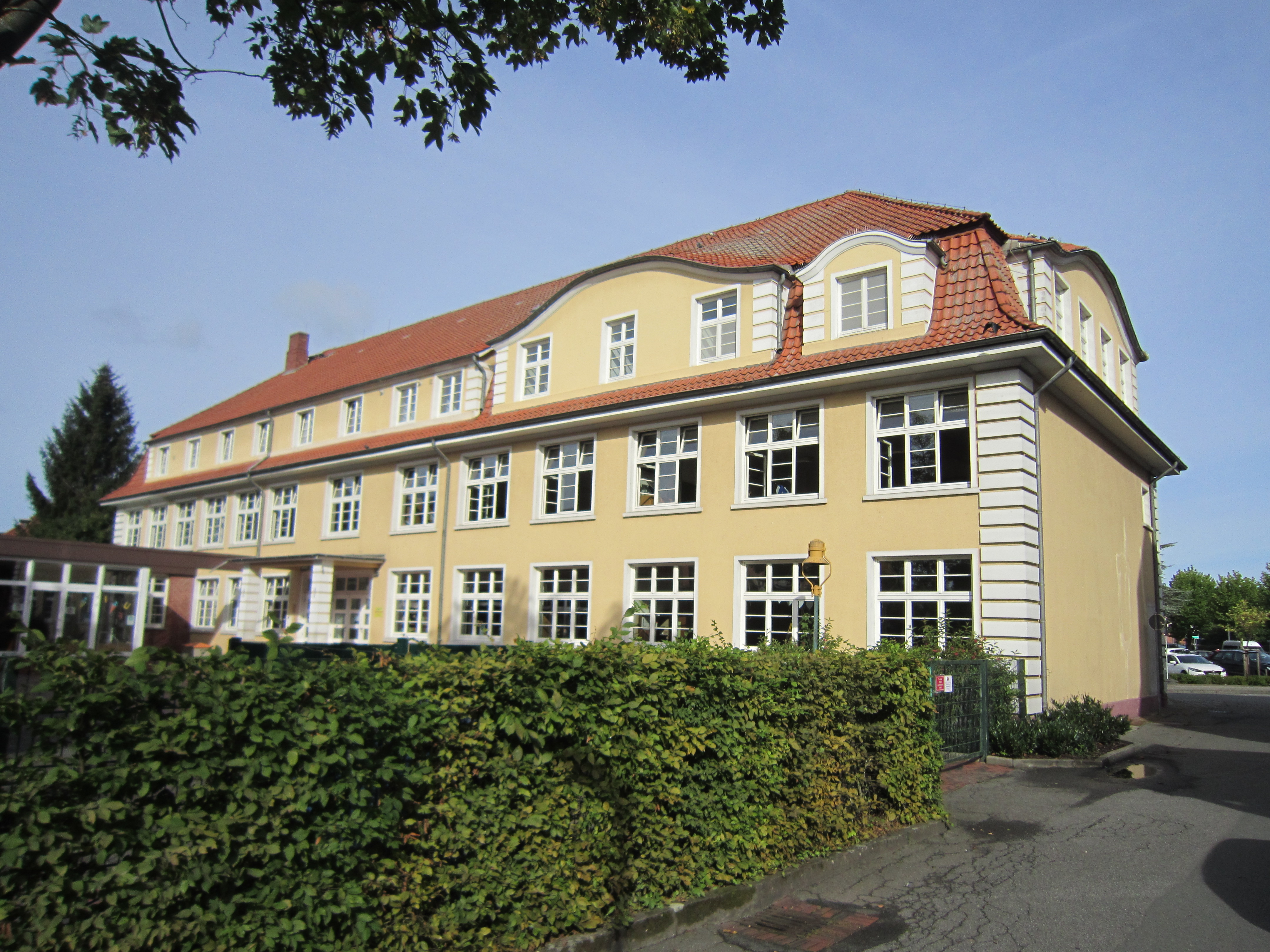
Denkmalgeschützte Grundschule Gertrudenschule
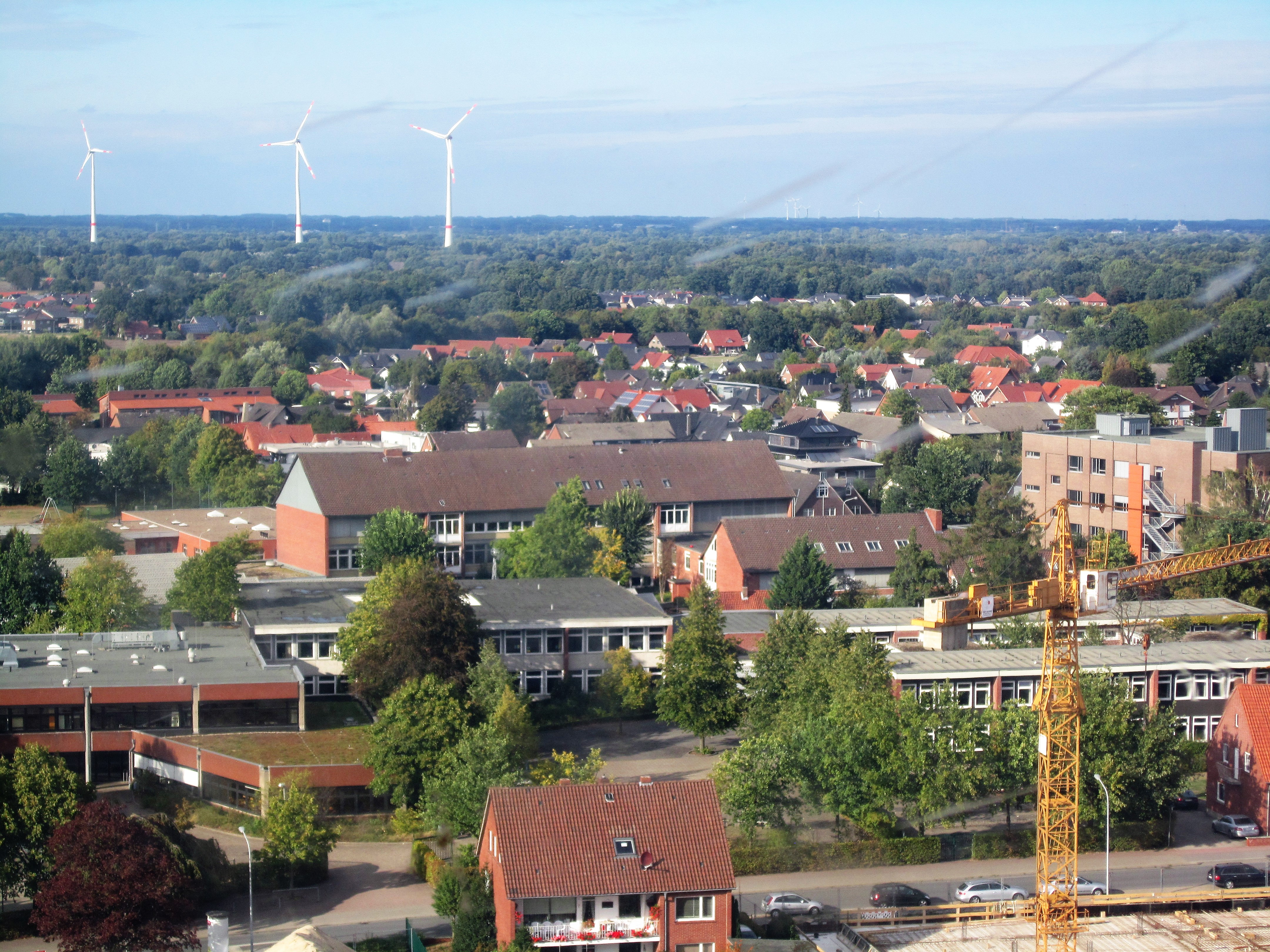
Lohner Schulzentrum (vorne links: Realschule, vorne rechts: Hauptschule, dahinter: Berufsbildende Schulen)
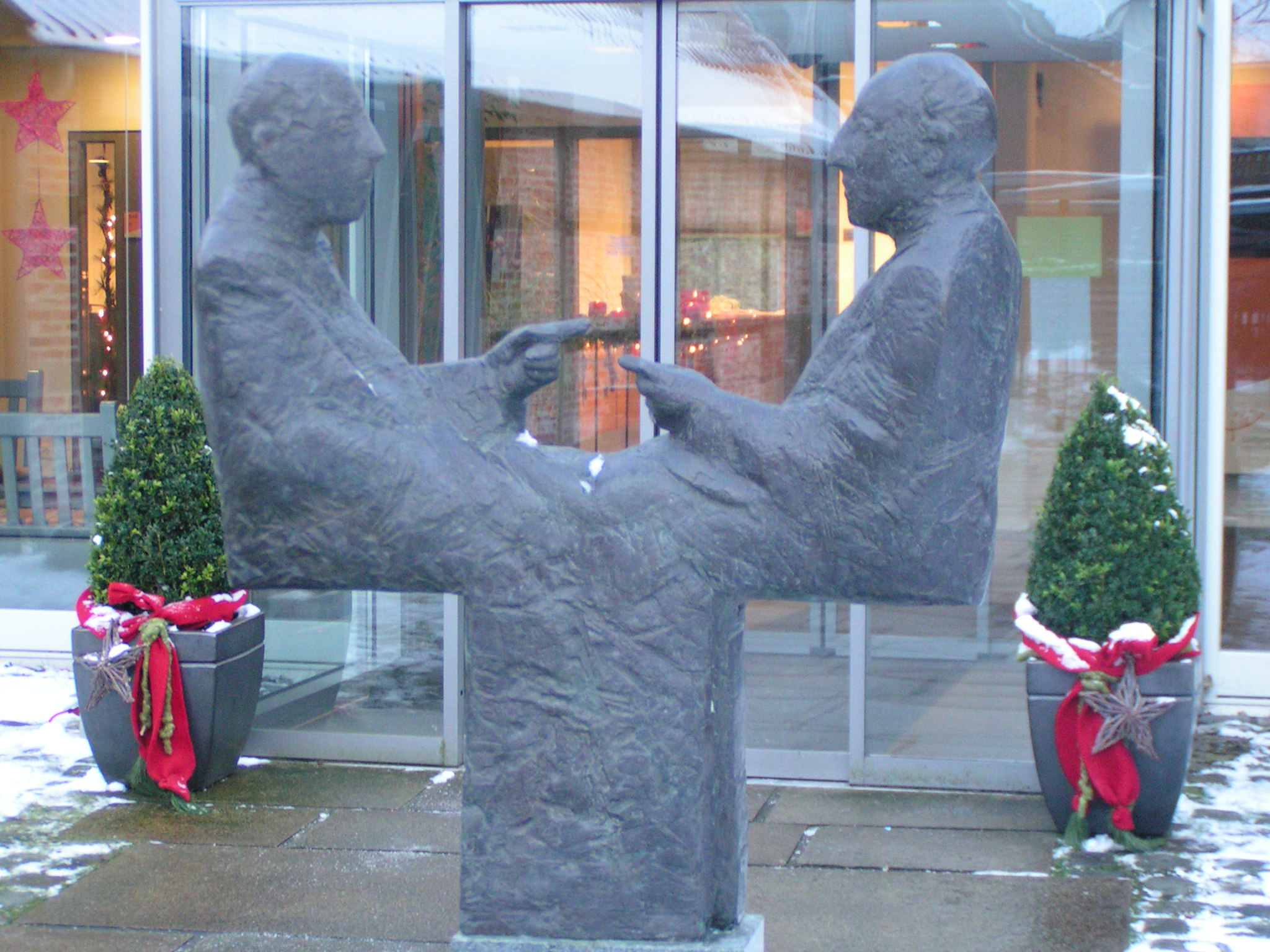
Eingang des „Hauses der Bildung“ mit der Skulptur „Disput“

Eine Besonderheit des Lohner Schulwesens besteht darin, dass alle vier Grundschulen im Kerngebiet Lohnes katholische Bekenntnisschulen in der Trägerschaft der Stadt Lohne sind. Ein Antrag, die Grundschulen in Schulen für Schüler aller Bekenntnisse zu verwandeln, wurde im Oktober 2015 in allen Schulen von der Mehrheit der abstimmenden Eltern abgelehnt.
Gegenstand öffentlicher Auseinandersetzungen wurde die 2010 eröffnete „Geschlossene Intensivtherapeutische Wohngruppe“ (GITW) des Caritas-Sozialwerks für dissoziale und/oder hochdelinquente männliche Kinder und Jugendliche im Aufnahmealter von 10 bis 14 Jahren. Die Koalitionsvereinbarung der rot-grünen niedersächsischen Landesregierung von 2013 sieht vor, „das geschlossene Kinderheim in Lohne zu einer nicht geschlossenen, intensivpädagogischen Jugendhilfeeinrichtung weiter[zu]entwickeln.“ In unmittelbarer Nähe zu dieser Einrichtung befindet sich, ebenfalls in der Trägerschaft des Caritas-Sozialwerks, seit 1998 ein „Jugendwohnhaus Intensiv“ (JWHI) mit regel- und intensivtherapeutischem Bereich für männliche und weibliche Kinder und Jugendliche.

### Gesundheit

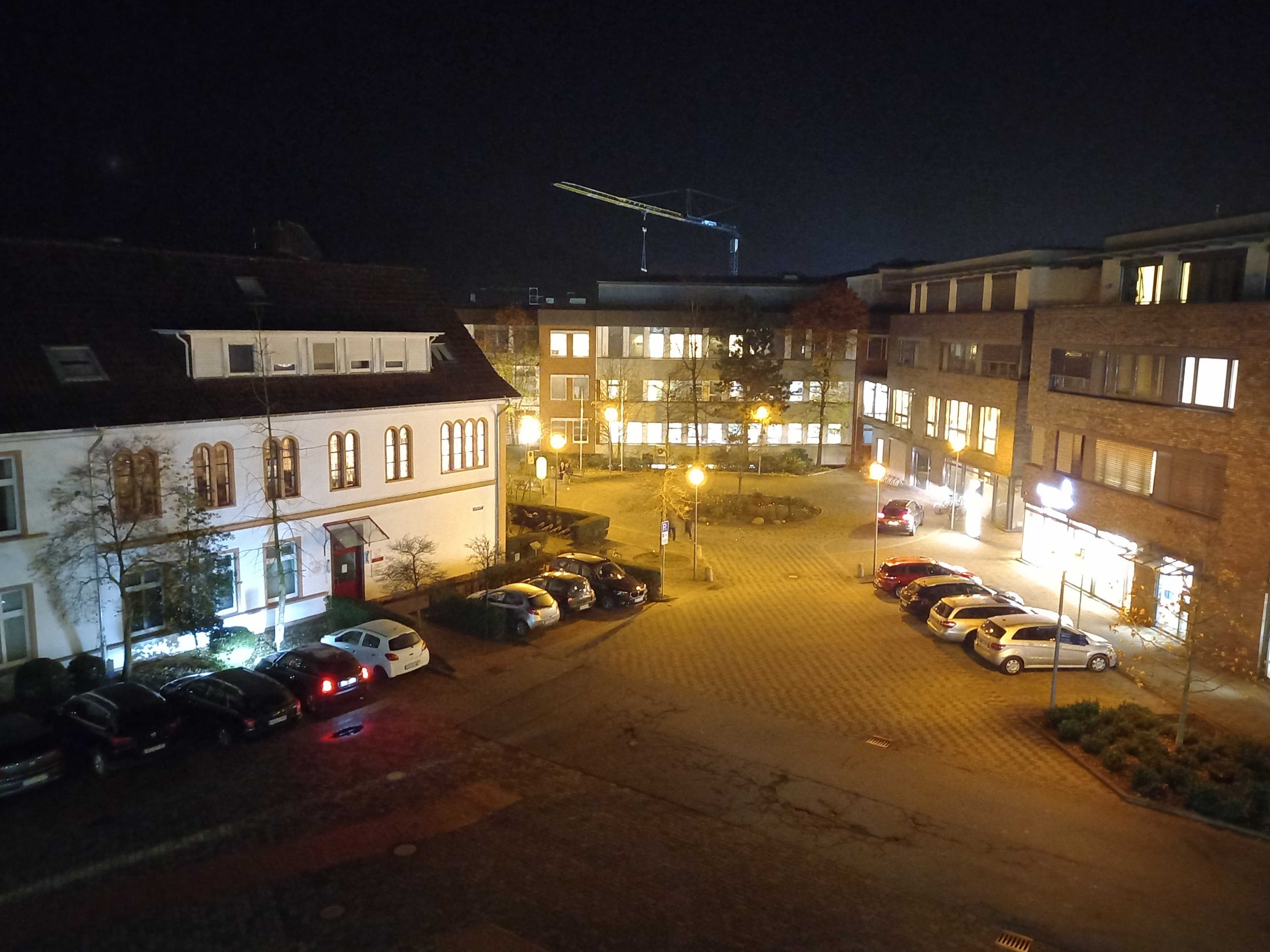
St. Franziskus-Hospital (Altbau links, Neubau in der Mitte) und Ärztehaus (rechts)

Das in katholischer Trägerschaft bestehende St.-Franziskus-Hospital wurde 1856 gegründet.

## Persönlichkeiten

### Ehrenbürger
Das Ehrenbürgerrecht ist die höchste Würdigung der Stadt Lohne. Die Stadt hat die folgenden Personen damit ausgezeichnet:
- Helmut Göttke-Krogmann (* 31. März 1919, † 31. Juli 2008), ehemaliger ehrenamtlicher Bürgermeister (1972 bis 1991)
- Hans Diekmann (* 1938), ehemaliger ehrenamtlicher Bürgermeister (1991 bis 2001)
- Hans-Georg Niesel (* 1944), ehemaliger Stadtdirektor (1979 bis 2001) und hauptamtlicher Bürgermeister (2001 bis 2011)
- Benno Dräger (* 1949), ehemaliger Gymnasiallehrer, ehemaliger Vorsitzender des Heimatvereins Lohne (1994–2022), ehemaliger ehrenamtlicher Leiter des Industriemuseums Lohne (1999–2024)[75]

### Söhne und Töchter der Stadt
- Hermann Kalvelage (* 26. Januar 1884, † 26. April 1966 in Halen), Politiker (CDU), Landtagsabgeordneter
- Josef Hempelmann (* 26. September 1893, † 27. April 1967 in Lohne), Politiker (CDU), Landtagsabgeordneter (1946) und Bürgermeister der Stadt Lohne (1946–1950)
- Luzie Uptmoor (* 15. November 1899, † 30. Oktober 1984 in Lohne), Malerin, Mitglied der Rheinischen Sezession
- Franz Varelmann (* 3. November 1904, † 17. Oktober 1978 in Lohne), Bundestagsabgeordneter (CDU) 1953–1972, Vorsitzender der Christlich-Demokratischen Arbeitnehmerschaft (CDA) Oldenburg ab 1951
- Gordian Landwehr OP (* 30. Dezember 1912, † 11. Juni 1998 in Leipzig), katholischer Ordenspriester in Leipzig
- Clemens Pölking (* 27. Februar 1915, † 17. Januar 1967 in Lingen), Politiker (CDU), Landtagsabgeordneter
- Gertrud Pöppelmann (* 4. September 1924, † 18. April 2009 in Lohne), Unternehmerin
- Franz-Josef Nordlohne (* 18. März 1939, † 29. Januar 1981 in Lohne), Bundestagsabgeordneter (CDU) 1972–1979, Mitglied des Europäischen Parlaments (EVP) 1979–1981
- Anton Pohlmann (* 12. Juli 1939), Unternehmer
- Werner Schockemöhle (* 2. November 1939, † 1. Februar 2000 in Lohne), Pferdezüchter und Unternehmer
- Josef Schlarmann (* 30. Oktober 1939), Jurist, Bundesvorsitzender der CDU-Mittelstandsvereinigung von 2005 bis 2013
- Werner Rösener (* 19. August 1944), Historiker und Hochschullehrer an der Universität Gießen
- Wolfgang Effenberger (* 1946), Sachbuchautor und Verschwörungsideologe[76]
- Claus Peter Poppe (* 1. März 1948), Landtagsabgeordneter (SPD) 2003–2014, Bürgermeister der Samtgemeinde Artland 2014–2021
- Johannes Schmoelling (* 9. November 1950), Musiker (ex-Tangerine Dream)
- Benno Möhlmann (* 1. August 1954), Fußballspieler (Preußen Münster, Werder Bremen, Hamburger SV)  und -trainer (u. a. Hamburger SV, Eintracht Braunschweig, Greuther Fürth); zuletzt Trainer bei Preußen Münster
- Werner Kolhoff (* 1956), Journalist; Sprecher des Senats von Berlin im Jahr 1989
- Michael Börgerding (* 1960, † 12. Januar 2025), Theaterdramaturg und Hochschuldozent
- Willi Rolfes (* 1964), Sozialpädagoge und Fotograf
- Ulrich Kirchhoff (* 9. August 1967), Springreiter, Doppel-Olympiasieger (Einzel und Mannschaft) in Atlanta 1996, in Dinklage aufgewachsen, wo er seine sportliche Karriere startete
- Reinhard Thole (* 1968), Bundesvorsitzender der Lesben und Schwulen in der Union (LSU) 2007–2010
- Hans Diekmann (* 25. April 1938), ehemaliger Bürgermeister (CDU) der Stadt Lohne (1991–2001)
- Tobias Gerdesmeyer (* 15. Dezember 1973), ehemaliger Bürgermeister (CDU) der Stadt Lohne (2012–2021), Landrat des Landkreises Vechta (seit 2021)
- Christian Pundt (* 1973), Politiker, Landrat des Landkreises Oldenburg
- Anja Middelbeck-Varwick (* 25. April 1974), römisch-katholische Theologin
- Mareike Bokern (* 1979), Fernseh-Moderatorin beim WDR und beim Sender Phoenix
- Jan-Henrik Maria Scheper-Stuke (* 31. Januar 1982) Unternehmer, Modeexperte, TV-Moderator und Grimme-Preisträger
- Kristian Kater (* 20. September 1983), Bürgermeister der Stadt Vechta (SPD)
- Kristina Bröring-Sprehe (* 28. Oktober 1986), Dressurreiterin, u. a. Weltmeisterin (Mannschaft, 2014, Normandie)  und Olympiasiegerin (Mannschaft, 2016, Rio de Janeiro) (geboren in Lohne, in Dinklage aufgewachsen, wo sie auch lebt)
- Erik Pfeifer (* 22. Januar 1987), Amateurboxer, Olympiateilnehmer 2012
- Thorsten Tönnies (* 13. März 1991), Fußballspieler
- Madita Kohorst (* 14. Oktober 1996), Handballspielerin – in Dinklage aufgewachsen, wo sie ihre sportliche Karriere startete
- Vivien Endemann (* 7. August 2001), Fußballspielerin – in Dinklage aufgewachsen, wo sie ihre sportliche Karriere startete

### Mit der Stadt verbunden
- Heinrich Anton Benker (1849–1896), Bildhauer, betrieb in Lohne seine Künstlerwerkstatt
- Werner Münch (* 1940), Hochschullehrer, von 1984 bis 1990 Mitglied des Europa-Parlaments[77], von 1991 bis 1993 Ministerpräsident des Landes Sachsen-Anhalt (CDU)
- Stephanie Schneider (* 1972), Kinderbuchautorin, wuchs in Lohne auf
- Tanja Meyer (* 1973), Politikerin (Bündnis 90/Die Grünen), lebt in Lohne